# Catedral de Palerm
La catedral de Palerm és l'església principal de Palerm i està situada al corso Vittorio Emmanuele, xamfrà amb via Matteo Bonello. Es caracteritza pels diferents estils i per un temps de construcció dilatada al llarg dels anys, amb addicions, alteracions i restauracions. La basílica (d'origen romà d'Orient) fou destinada al culte cristià, encara que –posteriorment– es transformà en una mesquita. Després de l'última restauració del segle xviii, la catedral va tornar als seus orígens.

## Els primers cultes
La primera prova de la difusió del culte cristià de la ciutat de Palerm són els cementiris de catacumbes i de cementiris a cel obert. Les fonts històriques documenten que un d'aquests últims era al lloc de l'actual catedral. Es creu que aquesta ja era una àrea sagrada pagana, i potser, un santuari de la Salut. Tanmateix, des del primer moment, l'església palermitana sofrí les conseqüències de les violentes diatribes doctrinals que sacsejaren el cristianisme des dels seus orígens. Els grecs i els llatins oraven de manera diferent al mateix déu. A més, s'hi afegí una actitud agressiva per part dels vàndals de l'Àfrica: els aris. L'any 440, en una de llurs freqüents incursions per Sicília, els vàndals de Genseric atacaren Palerm per sorpresa i capturaren el bisbe Mamilià, Eustolzi, Pròcul, Golbodeu i altres personatges de rang, entre els quals hi havia la jove Ninfa. Els van enviar presoners al nord d'Àfrica per demanar-ne després el rescat. Més tard, tots ells van ser proclamats sants
S'ignora si és del tot certa la notícia que explica que, a la seu de Mamilià, Genseric, s'hi instal·là un bisbe ari anomenat Massimino –cap d'una banda de vàndals– que amenaçà amb les armes. Aquest episodi és esmentat en una carta del papa Lleó I al clergat sicilià, el 21 d'octubre del 447. Segons els historiadors sicilians dels segles passats, la catedral d'aquests segles, fins a la invasió sarraïna del 827, era un edifici més aviat gran i concebut com a basílica, però de planta quadrada, amb tres absis orientats cap a l'Orient. Segurament devia tenir les tres naus habituals, més una quarta en forma de pòrtic obert pel costat meridional, on es trobava el cementiri destinat als personatges més nobles de la ciutat. L'edifici, dedicat a la Verge Maria, estava rematat per cobertes a dues aigües i, segons les reconstruccions fetes per arquitectes i historiadors, al costat septentrional d'aquella construcció, podrien coincidir amb les façanes dels edificis i de les esglésies que donen al nord de la via Incoronazione.
Amb el pas dels segles, la catedral va guanyar importància, en un context on altres catedrals sicilianes començaven a transcendir. En primer lloc, l'Imperi de Roma proclamà sants Mamilià i Agató I, que havien sigut bisbes de Palerm, i després, un altre palermità, Sergi I, n'arribà a ésser papa. L'atenció de la Roma pontifícia vers Palerm es devia també al fet que Sicília i la Itàlia meridional formaven part de l'Imperi romà oriental. Al 732, l'emperador Lleó III Isàuric establí que l'església siciliana havia de passar sota la jurisdicció del patriarca de Constantinoble i disminuir parcialment el prestigi i la influència del patriarca de Roma a Sicília. Des d'aquesta època, es consolidà i prevalgué el que es coneixia com la difusió del ritu bizantí. Es coneixen els cultes que s'hi havien començat a practicar dels sants i màrtirs, a banda del culte residual d'antics sincretismes religiosos sobre les presumptes restes mortals de grans personatges de l'antiguitat: els metges i els filòsofs. Es deia que les restes mortals del gran metge Galè eren conservades a l'interior d'una de les capelles, des de temps immemorials, en una caixa de fusta subjecta amb cordes suspeses en l'aire.
Els fidels, després d'haver resat als altres sants, anaven a la catedral per implorar, essencialment, la curació de greus malalties i suplicar una bona salut permanent. Eren uns temps en què el cristianisme reunia una gran quantitat de restes de cultes antiquíssims i heterogenis per tal d'apropar-los progressivament a l'església. Així doncs, amb el temps, va caldre construir capelles per acollir els cultes especials; uns espais que se situaven al nord i al sud d'aquesta seu.
Amb la invasió sarraïna, els musulmans imposaren llurs lleis religioses i civils, i reconegueren el paper religiós i civil del bisbe com a cap de la comunitat dels seus fidels, amb la condició que havia de residir en la mateixa comunitat que ells, que havien estat expulsats fora de la ciutat. D'aquesta manera, els bisbes continuaren amb la seva comesa de cuidar els fidels, una societat disminuïda, empobrida i humiliada que aleshores residia en una localitat que s'anomenà, dos segles més tard, Monreale. Allà, el paper de la nova catedral de Palerm li fou donat a una modesta església, l'Aghia Kiriaki, també anomenada la Santa Ciríaca o la Santa Domenica, un temple on els cristians celebraven el diumenge. L'antiga seu de la ciutat fou transformada en mesquita per al culte islàmic, com havien fet en totes les esglésies de la ciutat. A la catedral, li donaren el nom de mesquita del divendres, pel fet que era un espai sagrat on tenia lloc l'oració dels divendres, el dia de festa dels musulmans.
L'any 1072, després d'un llarg setge, la ciutat fou conquerida per l'armada cristiana dels germans Hauteville. En Robert Guiscard i en Roger, el Gran Comte de Sicília. Això posà fi al domini sarraí de Palerm. Els valents que havien alliberat la ciutat van trobar-se amb el temorós bisbe Nicodem, de nacionalitat grega i l'últim de la sèrie de bisbes que havien governat la comunitat cristiana durant els dos llargs segles de domini sarraí. En Nicodem fou qui tornà a consagrar cristianament la catedral i hi celebrà una funció litúrgica d'acció de gràcies per la victòria de les armes cristianes, davant la presència de Robert i Roger Hauteville.

## El primer rei de Sicília
Els Hauteville conqueriren Sicília i la Itàlia meridional sota el comandament dels papes de Roma, els quals, sobre la base on hi havia escrita la famosa Donació de Constantí, preveien estendre lllur autoritat moral i política de la part occidental del que havia estat l'Imperi Romà. Tanmateix, no van tenir l'èxit que esperaven, de manera que procediren a la conquesta d'Albània, l'Illa de Corfú i del nord d'Àfrica central (Ifríqiya). Així doncs, crearen un vast regne de característiques imperials. Ensems, Roger I, el Gran Comte, demanà al papa que li reconegués la dignitat imperial. Aquesta prerrogativa l'aconseguí el seu fill, Roger II, el qual, després d'assolir l'ascens a Roma, es feu coronar primer rei de Sicília, precisament, a la catedral de Palerm. La ciutat va esdevenir la capital del nou estat: el regne de Sicília. S'hi construí el palazzo dei Normanni, a pocs passos de la seu que, alhora, esdevingué l'església més important del regne, per bé que el seu bisbe fou l'encarregat de cenyir la corona sobre la testa del rei.
Per això, però, calia incrementar el prestigi religiós de l'església en la custòdia d'una relíquia d'absoluta importància. Per això, el papa va enviar una estella de la Vera Creu. A l'interior, hi havia un preciós reliquiari que servia específicament per a conservar fragments de la creu de Crist que s'exposava a l'altar major de la catedral en determinades festivitats. L'any 1130, la vella catedral fou seu de la primera coronació d'un sobirà sicilià. El dia de Nadal d'aquell any, Roger II, seguit pels seus ministres i per tots els nobles del regne, es dirigí, amb un llarg seguici a cavall, des del Palau Reial fins a la catedral, passant per l'anomenat carrer cobert, situat entre aquests dos edificis. Els historiadors no saben certament si la cerimònia de coronació es desenvolupà davant l'altar major de la catedral o bé en una capella lateral anomenada de la Coronació. La justificació de la segona hipòtesi es basa en el fet que aleshores l'estabilitat de la catedral era força precària, i les teulades amenaçaven d'ensorrar-se.
Els Hauteville reberen de Roma un privilegi especial: la legació apostòlica. Ells actuaven, pràcticament, dins el camp religiós i polític com a fiduciaris del Patriarca d'Occident, reconeguts com els seus vassalls fidels. Això estava compensat amb una particular prerrogativa: el rei de Sicília podia escollir els nous bisbes llatins del seu regne amb la condició que el pontífex romà en confirmés la permanència dels càrrecs. Aquesta solució fou acceptada per Roma perquè el nou estat era multiètnic i pluriconfessional, i la política dels Hauteville es manifestava, per raons pràctiques, molt tolerant amb tots els credos religiosos. La llatinització en fou ràpida i, en cert sentit, traumàtica, perquè molts prelats procedien de l'Europa centreseptentrional. A més, el fet que alguns d'ells fossin laics, que s'ordenaven només en el moment d'assumir el càrrec de bisbes, no els feia ser ben rebuts per la majoria de fidels sicilians, tradicionalistes i vinculats a la religiositat romana d'Orient. A Palerm, la situació es feu intolerable quan, el 1167, la reina Margarida de Navarra, vídua de Guillem I de Sicília, imposà, en el capítol de la catedral, que el nou bisbe seria Stefano di Perche, cosí seu, que vingué expressament de França i que ja era canceller del regne de Sicília. Aquest individu ambigu havia portat amb ell un grup de persones de confiança que col·locà en els millors càrrecs de l'administració de l'estat. El 1168, es desencadenà la rebel·lió. La població, cansada de les vexacions dels amics de Stefano i de la seva conducta poc clara, assaltà la vella catedral i en cremà les grans portes. Després, una vegada a l'interior, donà caça al bisbe i als seus sequaços, els de la cúria episcopal que s'havien refugiat en una torre contigua. Stefano i els seus adeptes foren expulsats de Palerm i embarcats cap a Síria.
En aquest incendi de 1168, la vella seu va patir molts danys. Però el pitjor encara havia d'arribar. L'any següent –el 4 de febrer del 1169– un terrible terratrèmol sacsejà tota Sicília. La catedral i la torrassa del davant foren greument devastades, fins al punt de pensar que s'ensorrarien. Molts en cridaren que aquest era el càstig diví que queia sobre una església on homes corruptes i privats de rèmores havien utilitzat la fe per a les més desvergonyides ambicions personals. Calia una renovació moral i material i per a realitzar-la havia de menester una gran personalitat. Es trobà en Gualtiero, protofamilios de cort i preceptor, des del 1161, del petit Guillem II, que ara era rei. L'equívoc de l'hipotètic cognom Offamilio nasqué del fet que alguns documents medievals, en grec, van ser anomenats per Gualtiero o familios, que significa que era un familiar de la cort, és a dir, que formava part del Col·legi de Familiars, els consellers de la corona. Ara ja, el vell i inestable edifici, la catedral de la capital d'un gran estat que tenia les dimensions d'un imperi, no satisfeia el menester de la corona. De fet, tenia el privilegi d'albergar les majors cerimònies relacionades amb els sobirans: coronacions, matrimonis, funerals. Allí foren coronats Roger II, Guillem I i Guillem II. A més, calia espais adequats per a la custòdia de les tombes dels bisbes, ja nombroses, com de les futures tombes dels reis. La vella seu no estava habilitada per acollir aquest últim privilegi de gran importància política.

## La gran catedral del bisbe Gualtiero II
El bisbe Gualtiero ordenà la demolició de l'edifici i procedí a la reconstrucció de la catedral, que havia de poder rivalitzar amb la qual el rei Guillem II d'Hauteville es disposava a construir a Monreale, prop de Palerm. Per això, les dues construccions van començar gairebé alhora. Els reis sicilians, malgrat que respectessin formalment el vincle feudal que els lligava amb la santa Seu, tendien a fer una política d'expansió internacional i necessitaven el suport del clergat grec i la participació, en el govern, dels musulmans i dels hebreus. Però, abans de demanar aquest suport, en els nous bisbats havien d'elegir vassalls fidels a la corona. En aquest context, l'única seu episcopal on no teniai una nfluència determinant era precisament Palerm, la capital on el bisbe Nicodemo, de qui havien trobat la tomba l'any 1072, que demostrava que la diòcesi havia estat administrada amb continuïtat, fins i tot sota el domini sarraí. Aquesta política d'expansió es va produir fora de les muralles, ja que els sarraïns hi havien autoritzat la seu del bisbe de Palerm que després passaria a anomenar-se Monreale. Durant el segle xii, amb el desenvolupament cada vegada més determinant del regne de Sicília, el bisbe de Palerm esdevingué un aval del pacte feudal (entre la corona i Roma) com a representant directe del Papa. No era dependent de la corona com altres bisbes de la nòmina reial; és per això que els sobirans el consideraven un desertor. Guillem II, aleshores, ideà crear una diòcesi fidel a la corona, immediatament fora de les muralles de Palerm, exactament a la ciutat de Monreale on havien viscut els bisbes de Palerm durant l'hegemonia sarraïna, un període que comprengué gairebé dos segles. Durant aquells anys, el bisbe Gualtiero va ordenar abatre els murs de la catedral, mentre que el rei Guillem es disposava a començar a construir un grandiós complex arquitectònic que comprenia la catedral, el monestir i el palau reial de Monreale. Els treballs de construcció començaren a Palerm després del terratrèmol del 1169, però aquesta data roman objecte de controvèrsia entre els historiadors.

## Forma arquitectònica del temple gualterià
En interrompre's el treball després de la mort del bisbe Gualtiero, l'edifici era gairebé complet. Exteriorment, era una llarga construcció disposada per l'eix longitudinal en direcció est-oest. La construcció més baixa era la que contenia les tres naus amb les façanes externes perforades per dues llargues files de finestres. Els murs de la nau central eren monòfores, i les dels murs de les naus laterals bífores. Totes eren decorades per cornises de bandes decoratives perimètriques, amb motius en traceria de pedra de colors diferents. La construcció que contenia el santuari era més alta que la precedent, i les finestres hi eren decorades per cornises més luxoses que les anteriors, amb el realçament dels arcs radial de bossells diversament escalonats. La façana oriental estava caracteritzada per la protuberància dels absis, en què el central era més gran i sobresortia més que els dos laterals. En aquesta façana, en els murs externs dels absis, la decoració era més luxosa, amb finestres ogivals cegues, que se succeïen a nivells diferents i les seves cornises de bandes, amb motius decoratius en traceria de pedres de colors que s'entrellaçaven entre si formant un joc complex de falsa arcuació. Els absis estaven coberts per semicúpules. La façana d'entrada –que estava dirigida vers occident– era, tanmateix, la més austera de totes. Presentava tres portes sense decoració –una de gran disposada al centre i dues de menors als costats– que s'obrien en un mur que tenia una única finalitat: tancar l'edifici per aquest cantó. Dos grans arcs ogivals unien aquest mur amb la gran torrassa del davant, sobrepassant, a una notable altura, el carrer de sota. Tots els murs perimètrics de l'església restaven coronats, per dalt, amb una filera de merlets i unes teulades que eren de dues aigües. Quatre torres esglaonades s'alçaven en les quatre cantonades de l'edifici, fins a l'altura dels merlets. Era, certament, un edifici esplèndid. Tanmateix, encara no estava del tot acabat.
S'ha parlat molt de l'estil arquitectònic del temple gualterià, però s'ha de distingir entre la concepció espacial de l'edifici i els caràcters arquitectònics de la construcció. Hi ha, a més, l'interrogant de la cúpula; si s'examina el plànol original de l'edifici del segle xi –tal com ha estat reconstruït per Schwarz–, es pot observar que està compost per la conjunció de dos edificis de distinta tipologia –dels que avui dia en resta solament algun mur i els tres absis visibles des de l'exterior-. La part de major amplitud (en el plànol) està representada pel santuari (de tradició litúrgica bizantina) i està caracteritzada pels tres absis semicirculars que sobresurten a la façana oriental. En la cultura arquitectònica llatina, per a definir aquesta zona, han prevalgut els termes títol i antitítol. En realitat, es tracta de dos terços d'un organisme eclesiàstic romà d'Orient de planta cèntrica, o sigui, quadrat, que sempre està coronat per una cúpula central. Observant el plànol del segle xii, es pot notar que, a aquesta construcció, se li ha afegit una altra formada per un edifici de tres naus, una de central, més aviat ampla, i dues de laterals, de menor amplitud. Aquest cos de tres naus té una longitud notable, però és menys ample que l'anterior (títol i antitítol), i això subratlla més encara la diferència entre les dues construccions.

## Teulades
Com ja s'ha dit, el santuari requeria una cúpula allà on es troben els quatre pilars centrals. Però aquesta no fou mai realitzada; els plomalls angulars que havien de sostenir el tambor de base de la cúpula restaren visibles. Dos dels motius que s'han atribuït a la no-construcció de la cúpula són, d'una banda, les raons econòmiques, i de l'altra, la mort del bisbe. El santuari, doncs, fou cobert amb un sistema de teulades de dues aigües: els tres absis eren coberts amb semicúpules de mitja taronja –com era habitual– i el cos de les tres naus amb una teulada de dues aigües sostinguda per cintres a la nau major, i amb teulades d'un sol vessant sostingudes per semicintres a les naus menors. Se sap, a més, que els sistemes de suport estructural dels grans arcs de les naus i de la teulada del santuari es basaven en pilars formats per grups de quatre columnes de granit cadascun. Aquest sistema era típic de les grans catedrals llatines del nord d'Europa. La presència de la lògia superior del claristori també recorda les catedrals normandes de França i Anglaterra del mateix segle. El càlcul estructural i els enllaços verticals i horitzontals (dalt) es deuen segurament a projectistes i directors de treball de la cultura monàstica nord-europea, per exemple: hi ha la possibilitat que fossin monjos calabresos que provenien de la França normanda o d'Anglaterra. En resum, aquest és el concepte estructural i espacial del duomo gualterià que, com s'ha vist, enllaça amb una doble tradició: d'una banda, la de l'església romana d'Orient i, de l'altra, la de l'església llatina, que es fusionen i, juntes, formen un complex harmònic.

## L'estil extern de l'edifici
L'estil estètic de l'edifici s'inspira principalment en l'arquitectura egípcia fatimita. De fet, s'ha de tenir en compte que, tant les colles de paletes palermitans com les de magrebins immigrants, eren fortament influenciades per l'arquitectura egípcia de l'època fatimita. Egipte, però, no havia interromput mai la seva secular tradició, ni pel que fa a l'arquitectura, ni a les arts aplicades. En l'època de l'esplendor fatimita –segles xi i xii–, l'arquitectura egípcia es va difondre per tot el nord d'Àfrica i, a través de la Ifríqiya siciliana,Tunísia i Tripolitània, també havia penetrat Sicília. Moltes colles obreres magrebines havien emigrat a Palerm atretes, sobretot, per les grans construccions dels edificis reials –Palau Reial, Zisa, Cuba, Maredolce, el Parc, Monreale, etc.–, en què la influència de l'arquitectura fatimita podia explicar la tipologia arquitectònica d'una gran quantitat de detalls de la catedral gualteriana –mucarnas, columnes alveolars, realces d'arcs radials, marcs escalats, format dimensional dels carreus, etc.– i, per descomptat, la presència de moltes colles de treballadors sarraïns al costat de les d'altres orígens. Les obres públiques de la catedral, de fet, prengueren el nom de maramma, que equival a obres del duomo. Una paraula derivada del mot àrab mramma, que no significa tan sols obra pública, sinó també confusió. La confusió típica d'una gran construcció medieval. Així doncs, es pot concloure que si la majoria dels paletes eren, sícul-magrebines, els mestres d'obra del duomo també esdevingueren monjos calabresos cridats expressament des de les seves regions, on havien donat proves de mestressa construint les primeres catedrals llatines —sobretot, la Roccella di Squillace, la Gerace i la de Mileto—, en un territori on la major part dels fidels seguia el ritu bizantí. S'ha de tenir present que la llatinització dels cristians de Palerm va trigar molt de temps i va ser difícil. Això explica les restes de la concepció romana d'Orient de l'espai dins el santuari: en la planta (com la longitud) i en elevació (quotes de cobertura) respecte al cos de les tres naus. També pot explicar el fet que el temple gualterià romangués en l'iconòstasi, així com –d'altra banda– perquè l'àliga bicèfala era l'emblema de la maramma. De fet, aquest era el símbol de l'església ortodoxa constantinopolitana i és probable que hagi estat heretat del temple precedent de la reconstrucció del bisbe Gualtiero.
Un altre tema fascinant és el de la dedicació del temple a un sant patró. D'entrada, se sap que la catedral, consagrada de nou per Nicodemo, estava dedicada genèricament a la Mare de Déu. La de Gualtiero fou dedicada a l'assumpció de la Verge, representada per tres iconografies diferents: l'una és la dormició de la Mare de Déu (Koimesis tis Theotokou o Dormitio Virginis), que pertany a la tradició romana d'Orient, i les altres dues a la tradició llatina: l'assumpció al cel i la coronació. En la primera, la Mare de Déu estava representada en el seu llit de mort envoltada pels apòstols, al centre dels quals hi havia Jesús amb un nen al braç, que simbolitzava l'ànima de Maria preparada per a pujar al cel, per sobre dels apòstols, mentre tendia el nen vers l'Empireu. Aquesta tipologia iconogràfica també fou representada pels artistes llatins sota el títol de Dormitio Virginis, fins que s'hi aplicaren les disposicions de la reforma catòlica del concili de Trent (1545-1565). De fet, se'n troben algunes –sobretot en tríptics de fusta i en baixos relleus de marbre– a l'interior de la seu. Una de les dues representacions de l'Assumpció en la tradició iconogràfica de l'església llatina era aquella que representava la Verge en oració ascendint al cel en un cercle de núvols i envoltada per set àngels. Aquesta representació s'alternava amb la qual presentava junts Jesucrist i la Verge assentats en dos trons, al cel, entre els núvols i els àngels, mentre que el fill posava una corona (la coronació) sobre el cap de la mare.
Sobre la base d'aquesta mateixa representació, hi ha distintes iconografies en què es fan observacions interessants. Pel que fa a la de la capella de la coronació, alguns historiadors consideren que formava part de l'antiga catedral, malgrat posseir un caràcter arquitectònic, aproximadament del segle xii, a banda de la coronació pròpia d'una tipologia de Verge llatina. Altres historiadors han suggerit la hipòtesi que, en referència amb el títol de coronació, es portessin a terme les coronacions dels sobirans de la dinastia Hauteville en aquesta capella, encara que –d'altra banda– destaquen el fet que s'hi podria caure en un fàcil equívoc. Una altra observació és la relativa als set àngels que acompanyen l'Assumpció. Se sap que dos dels carrers contigus a la catedral s'anomenaven pujada de l'Àngel i carrer de l'Àngel de la Guarda, respectivament. Més tard, prop de la seu, sorgí el Monestir dels Set Àngels, i la placeta sobre la qual es prospecten els absis del duomo, denominació que encara es conserva.
A la cúpula de l'absis principal, hi havia un mosaic d'estil romà d'Orient que representava la Verge de la Llum, que es conservà fins al segle xvi, quan fou retirat per deixar espai a la figura de Déu Pare (d'estuc) de la tribuna d'Antonello Gagini. Un altre mosaic romà d'Orient (potser del segle xii) amb la Verge es troba encara present sobre el Portal sud del segle xv: la Madonna del Tocco (la Mare de Déu de la Porta). La Verge de la Llum –més popularment coneguda a Sicília com Madonna del Lume– probablement és una derivació de la Verge Hodegetria que, en la tipologia romana d'Orient, és 'la que indica el camí', mentre que, en la tradició siciliana, la del Lume és la Verge protectora dels fars i dels ports. La funció originària de l'alta torrassa que es troba davant la façana occidental del duomo no era inicialment una torrassa del mur defensiu de la ciutat; probablement era la torre del far que il·luminava cremant feixos de llenya impregnats de pega.
Tota la zona del santuari romà d'Orient estava separada de les tres naus per un iconòstasi. Aquest mur d'icones, probablement, constituïa un alt cancell de marbre en el qual, al segle xiv, només fou col·locada una gran creu de fusta pintada. No tenim prou coneixements per a saber el tipus de seient del cor: pot ser tant de marbre com de fusta. L'església, un cop s'hi havien acabat els treballs per la mort del bisbe Gualtiero, segurament havia adoptat un aspecte nu i sever. Des d'aquest punt de vista, la competició arquitectònica entre el bisbe Gualtiero II i el rei Guillem II fou guanyada certament per aquest últim, a mercè, és clar, dels seus grans recursos econòmics. Per poder justificar, d'alguna manera, la gran despesa que els dos personatges –el rei Guillem II i el bisbe Gualtiero– van haver d'afrontar per al sufragi dels treballs dels dos grans edificis –la catedral de Monreale i la de Palerm–, els dos reis es veieren obligats a divulgar llegendes sobre el miraculós descobriment de grans tresors gràcies a la voluntat divina.
A finals del segle xii, es va realitzar una comparació entre les dues seus –sobretot pel que fa a la decoració interna dels dos temples–, i es va demostrar que els mosaics del duomo de Monreale eren esplendorosos, els quals recobrien tota la superfície dels murs interiors, mentre que, d'altra banda, les troballes de l'interior –quasi obscur– del duomo palermità tenien totes les finestres bífores i monòfores. Així fou com, a causa de la derrota comparativa de la catedral de Palerm, la gran empresa del bisbe Gualtiero va fer fallida i l'església va romandre tancada durant més d'un segle.

## La fi dels Hauteville

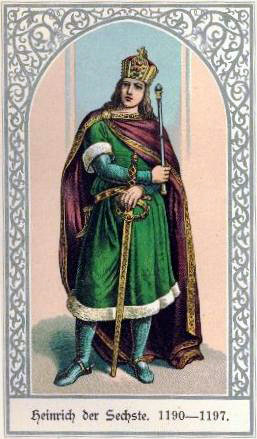
Il·lustració del d'Enric VI.

Constança I, filla de Roger II, es va casar amb Enric VI. L'any 1190, el partit nacionalista sicilià, per evitar que la corona de Sicília fos absorbida pel Sacre Imperi romanogermànic, oficiant el bisbe Gualtiero, va coronar rei Tancred dins la catedral, fill il·legítim de Roger III, duc de la Pulla i fill del rei Guillem. Però Tancred, després d'haver defensat el regne valerosament, morí el 1194, deixant, així, el camí obert a l'emperador Enric VI. El 20 de novembre del 1194, Enric –cap del seu exèrcit– entrà a Palerm. El dia de Nadal d'aquest mateix any, Enric es feu coronar rei de Sicília pel bisbe Bartolomeu, germà i successor de Gualtiero, a la catedral.
Aquell mateix any, doncs, s'acabà la dinastia Hauteville i s'inicià la dels Hohenstaufen (els suaus). Aleshores, Enric VI va entrar a Palerm, quan la seva esposa Constança –d'uns quaranta anys– donà a llum Frederic I. El pare, Enric VI, morí el 1197. El dia de Pentecosta del 1198, Constança feu coronar el petit Frederic –a la catedral– rei de Sicília. Ella volia que el seu fill fos el pupil del Papa, qui seria l'últim a confirmar oficialment la dependència feudal de la corona de Sicília. Assolida la majoria d'edat, Frederic pogué casar-se amb Constança d'Aragó. Després, partí cap a Roma per ser nomenat emperador pel papa. Tornarà a Palerm després de molts anys i d'aleshores ençà hi anava durant breus períodes. Constança, després d'haver regnat sola durant molt de temps, morí el 1222. Fou soterrada en un baix relleu, dins un sarcòfag que fou col·locat al cementiri dels Reis de la catedral, al costat del gran rei Roger II Hauteville.

## L'entrada en escena el pòrfir vermell

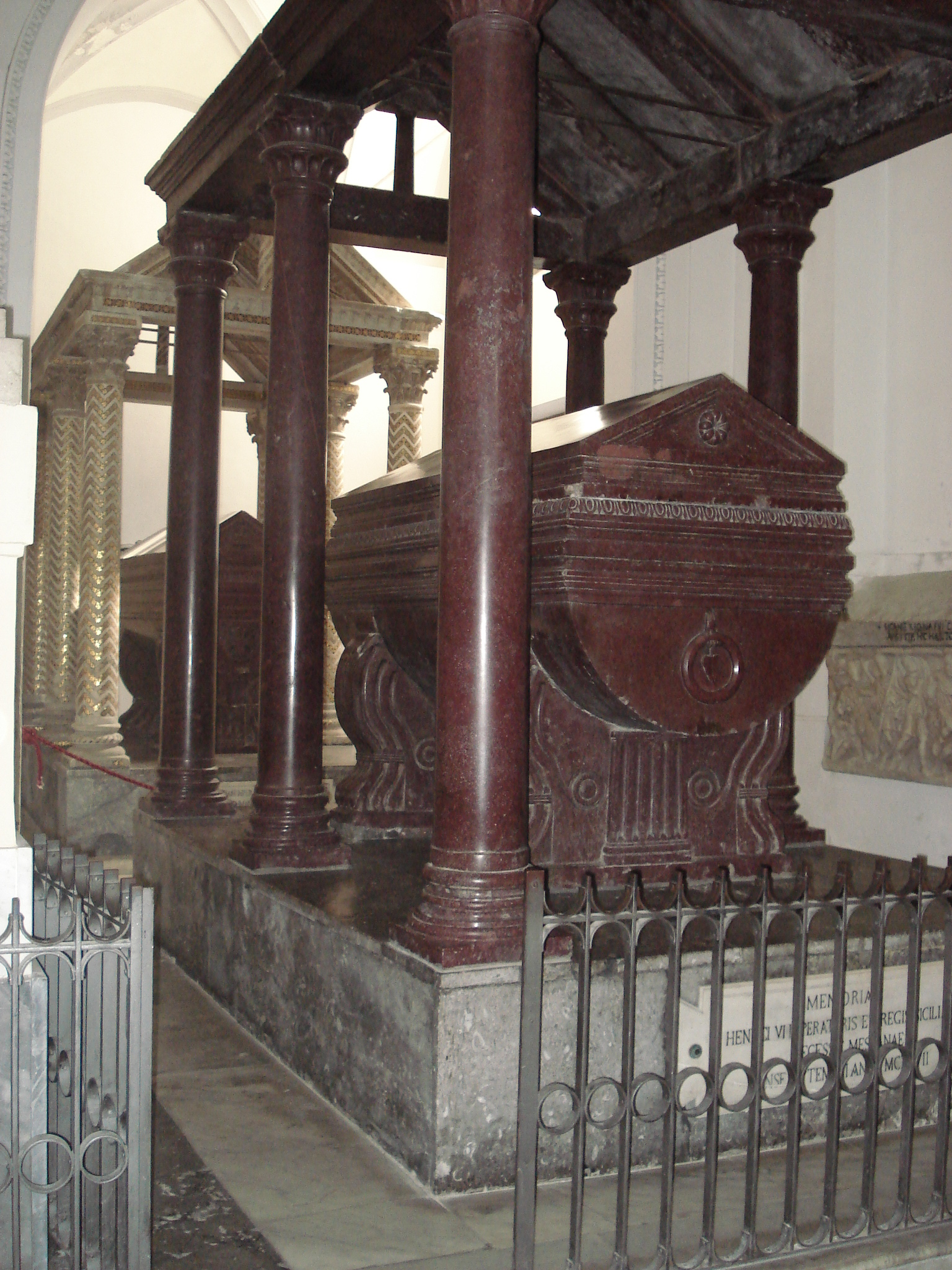
Tomba d'Enric VI, de pòrfir vermell.

En aquest moment de la història, entren en escena els magnífics sarcòfags de pòrfir vermell que el rei Roger havia manat realitzar durant el segle anterior, els quals es trobaven dins el duomo de Cefalù, un espai promogut per Roger, qui volia fer, d'aquesta església, el mausoleu de la seva família. Per diferents raons, però, els sarcòfags havien romàs buits, atès que ni Roger II, ni ningú de la família, hi havia estat sepultat. Els canonges del duomo de Cefalù van sol·licitar amb insistència que les restes de Roger fossin traslladades a la seva església, tal com ell havia disposat en el seu testament. Tanmateix, adduint que el duomo de Cefalù no havia rebut encara la consagració definitiva, el sepulcre de Roger va romandre dins la seu de Palerm fins avui. El seu sarcòfag està fet de planxes de pòrfir i té una forma més aviat senzilla, res a veure amb d'altres molt més sumptuosos que hi havia en aquell temps a Cefalù, senyal que havien estat concebut com a sepultura provisional. Així doncs, s'esperava poder traslladar les restes del gran rei Roger, quan Frederic decidí sobtadament –el 1215– portar els sarcòfags de pòrfir del duomo de Cefalù a la catedral de Palerm. Tanmateix, aquesta acció no fou concebuda amb la finalitat d'actuar en les disposicions testamentàries de Roger, sinó per apropiar-se-les. De fet, Frederic destinà els sarcòfags al seu pare –Enric VI–, a la seva mare –Constança d'Hauteville– i a ell mateix quan li arribés l'hora. Els sarcòfags, per tant, foren col·locats en el cementiri dels Reis, és a dir, a la part meridional del creuer, com se solien col·locar en les grans catedrals on s'inhumaven els prínceps i on ja figurava el sarcòfag de Roger.
Malgrat la gran quantitat de dificultats polítiques i econòmiques, els bisbes palermitans aconseguiren realitzar alguns dels treballs previstos per completar el projecte del bisbe Gualtiero. El 1220, es reprengueren els treballs amb la construcció de les dues torres escalonades que flanquejaven la façana occidental, on hi havia una porta d'ingrés al temple. El 1260, es van integrar les belles cornises de marbre i les dues portes laterals que flanquejaven la porta principal, que van romandre en estat rústic també a la façana occidental. Entre el 1260 i el 1300, va finalitzar la construcció de les dues belles finestres –avui inexistents– a sobre de les dues portes esmentades anteriorment. Com es pot observar, la preocupació més gran era la de completar la façana d'accés al duomo, que havia restat en un estat lamentable després de la mort de Gualtiero II. L'any 1250, l'emperador Frederic II va morir i el papa –per impedir que continués la unificació entre el Sacre Imperi Romanogermànic i el regne de Sicília amb el predomini d'una política antipontifícia– reclamà per a ell, com a senyor feudal del regne, la corona de Sicília, atorgant la corona de Carles I d'Anjou, germà del rei de França i aliat de la santa Seu. El partit legalista del regne reaccionà elegint com a sobirà Manfred I –fill natural, però il·legítim de Frederic II–, que fou coronat a la catedral el 10 d'agost del 1258. Carles d'Anjou, ensems, fou coronat rei de Sicília el 28 de març del 1263, però no pas a Palerm, sinó a Roma. Era la primera vegada que una coronació siciliana no tenia lloc al duomo de Palerm.

## Vespres Sicilianes

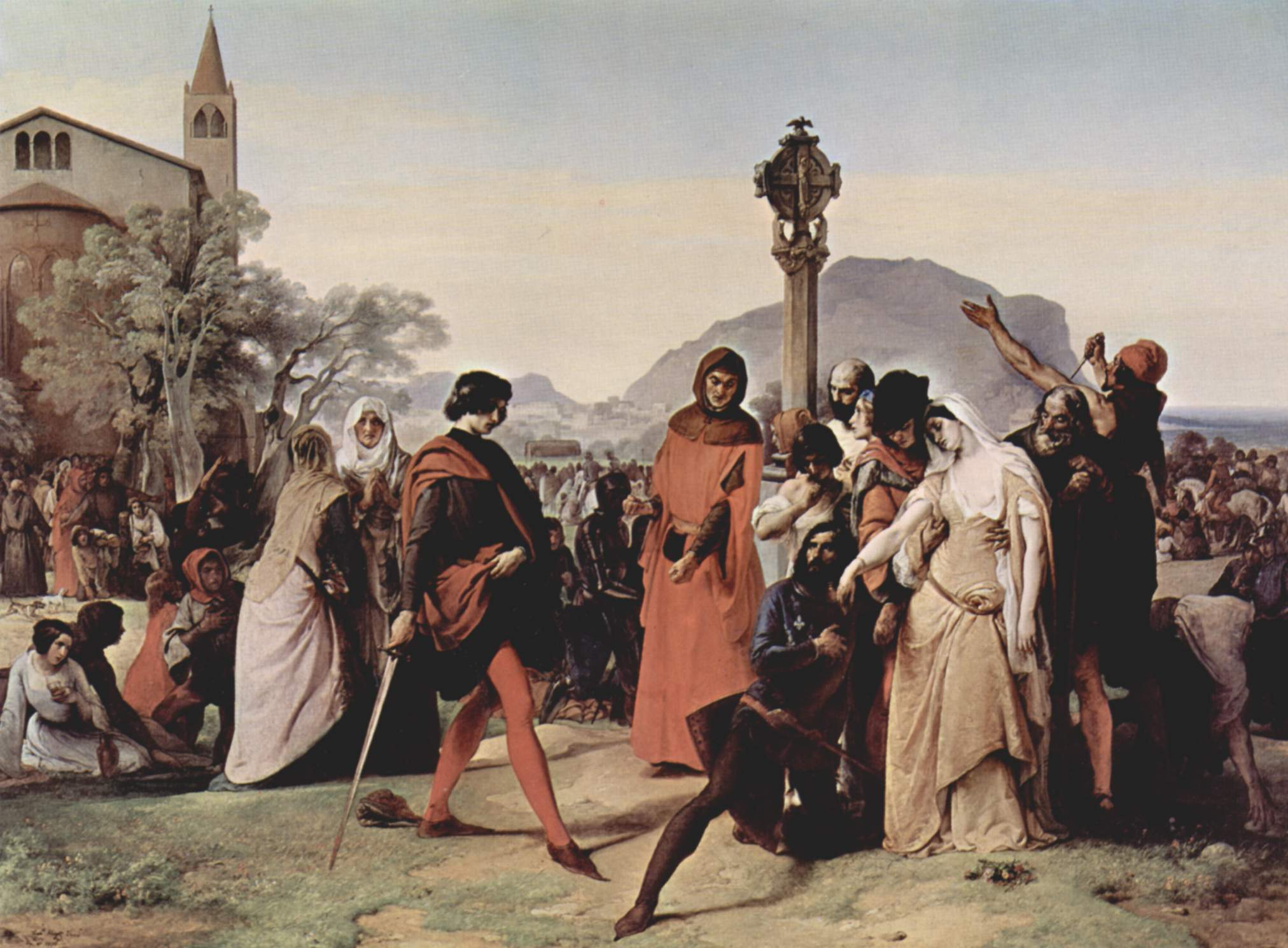
Vespres Sicilianes, de Francesco Hayez, any 1846.

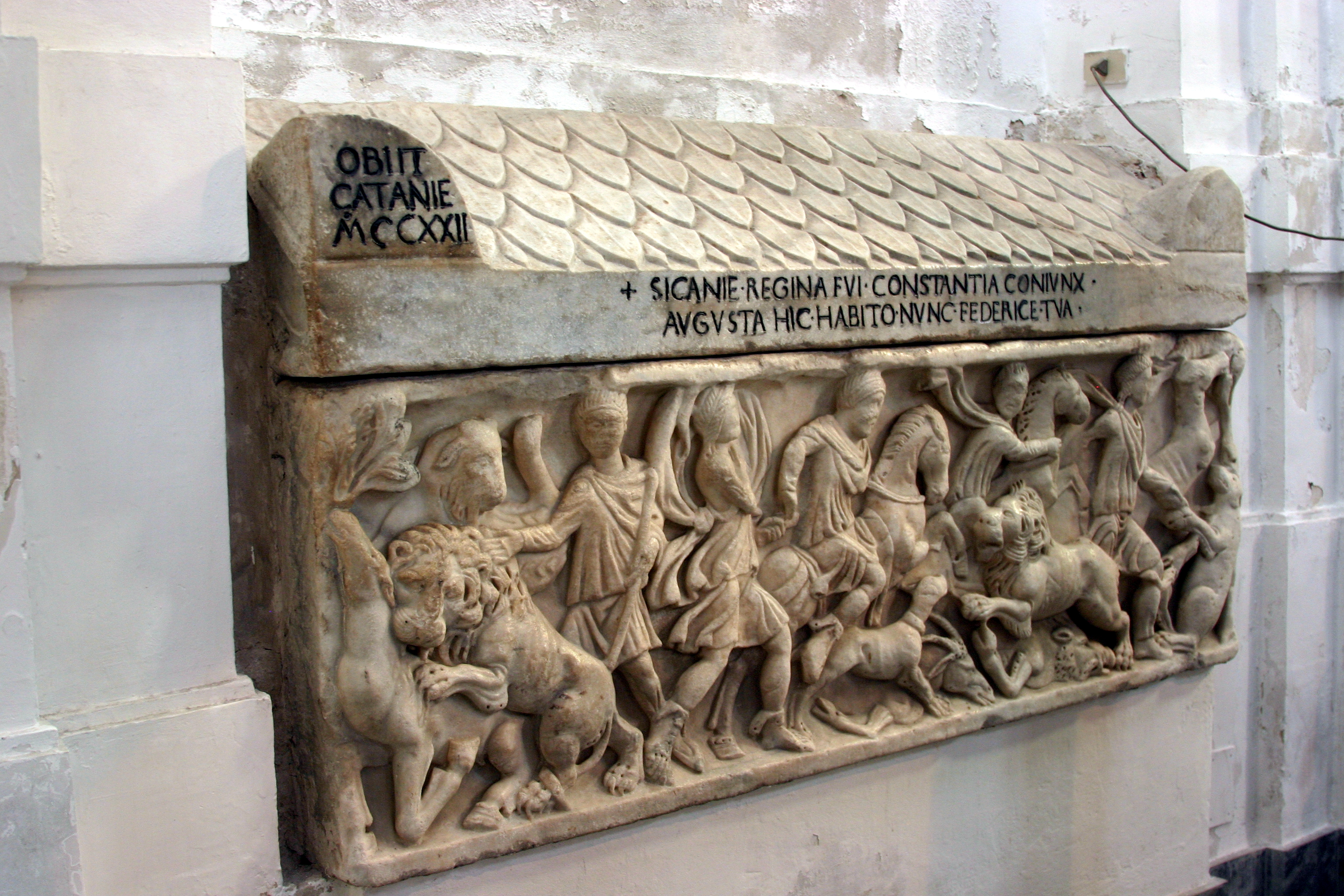
Tomba de Constança d'Aragó en aquesta catedral

El dilluns de Pasqua del 1282, Palerm es va veure ensangonada per la rebel·lió de les Vespres Sicilianes contra els Anjou, preparada des de temps enrere a escala internacional per l'emperador de Constantinoble, el rei d'Aragó i la República de Gènova contra Carles d'Anjou i el papat. Aquesta gran revolta tenia la funció de parar l'expedició militar de Carles d'Anjou contra l'Imperi Romà de Constantinoble i, així, atribuir la corona de Sicília al rei Pere el Gran, que s'havia casat amb Constança, filla de Manfredi. Així fou com els Anjou foren expulsats de Sicília, però es resistiren –tanmateix– a abandonar el continent i tingueren sempre un fort suport del papat en qüestions de legitimitat. Per a l'església palermitana, començava un període difícil, ja que estava dividida entre l'obediència al papa i la defensa religiosa del ramat sicilià. El regne, però, també s'havia dividit en dues zones geogràfiques: en una banda, l'illa de Sicília, i a l'altra, el continent italià. Pere el Gran, quan arribà a Palerm, fou proclamat rei, però deixà el seu fill, Jaume el Just, com a representant de la nova dinastia: la dels Aragó de Sicília. Jaume el Just fou coronat a la catedral el 2 de febrer del 1286, amb gran assistència del clergat, la noblesa i el poble. Hi eren quatre bisbes: els llatins de Cefalù, Nicastro i Squillace, i el grec arximandrita de Messina, per ressaltar el suport dels romans d'Orient. Mentrestant, s'havia creat un fort moviment polític que sustentava i demanava la tornada a Itàlia de l'autoritat imperial; el rei sicilià n'era el representant reconegut. Dins aquest clima d'exaltació política, el 15 de març de 1295 –el dia de Pasqua– es procedí a la coronació de Frederic II de Sicília –d'Aragó i de Sicília–, que fou nomenat Frederic III per accentuar el vincle amb la tradició imperial.

## Seglesxivixv
Durant aquests segles, si bé continuava de manera intermitent la interrompuda labor de l'ampliació arquitectònica del duomo, la dinastia que regnà a Sicília fou els Aragó de Sicília i no disposava de grans recursos financers. Els pocs recursos que li quedaven s'invertien en la llarga guerra del Vespro contra els Anjou de Nàpols. En aquesta època, l'església de Palerm donava suport moral a la corona de Trinàcria, i es presentava amb les característiques d'una església patriòtica que tenia com a finalitat restituir la dignitat, el prestigi a Sicília i la funció de capital de tot el regne –insular i continental– a Palerm. Després de la Pau de Caltabellotta (1302), l'arxidiòcesi de Palerm inicià, tanmateix, un progressiu i diplomàtic apropament al papat, mentre que la noblesa de l'illa no acceptava els termes d'una pau que, substancialment, definien els límits d'una derrota, a l'espera –encara– de poder reaccionar militarment contra Nàpols. La prova d'aquestes dues posicions diferents entre el clergat i l'aristocràcia la veiem en les modalitats de les coronacions dels exponents de la dinastia d'Aragó de Sicília, cada vegada més despullades de poder efectiu respecte a la força econòmica i política que van assumint els grans senyors de l'aristocràcia siciliana.

El regne de Sicília estava format pels territoris de Nàpols i de l'illa de Sicília.

De fet, el 1323, la coronació de Pere el Gran a la catedral tenia més aspecte de cerimònia militar que religiosa. Fou Frederic II el que ungí i coronà amb les seves mans el seu fill Pere II. La ruptura amb el papat d'Avinyó es va fer definitiva i Sicília va quedar en continu estat de guerra. El campanar del duomo va esdevenir el símbol de la resistència de la ciutat, perquè des d'allà les campanes podien donar el senyal d'alarma i invitar els ciutadans a la defensa. La coronació a la catedral de Ludovic, el 1342, va marcar la paràbola descendent de la dinastia Aragó de Sicília, mentre que l'aristocràcia, ara ja pràcticament autònoma, era la veritable mestressa de la situació.
De fet, Ludovic fou coronat per Simone Chiaramonte, ministre del mateix rei i veritable senyor de Palerm. L'absència del clergat en la cerimònia estava justificada per una prohibició papal. A Palerm, van començar a dominar els Chiaramonte, i el jove rei es va mantenir allunyat de la capital. Molts nobles, entre ells els Chiaramonte, pensaven que havia arribat el moment de restablir la pau amb Nàpols. L'últim exponent dels Aragó de Sicília era Frederic III el Simple que, amb l'excusa que era deficient, no fou ni tan sols coronat oficialment. La situació, aleshores, va evolucionar vers el retorn militar dels Aragó d'Espanya.
Durant la segona meitat del segle xiv, la decadència política i militar de la corona va fer de contrapès en l'augment de la potència politicoeconòmica de l'aristocràcia, que tenia una nova i important presència en l'administració ciutadana. La corona va evolucionar arran de la figura del bajulo, posteriorment representada per la del pretor –el president del pretori–, que va reprendre com a emblema l'àliga imperial. Aleshores, eren aquelles forces i les categories socials i professionals que representaven el capítol de la catedral, les que van completar amb càrrecs i diners.
Durant el segle xiv es realitzaren els treballs següents: d'una banda, el gran portal occidental (1352-1353), amb una rica decoració de pedra, construïda per l'arquebisbe Octavi de Labro, i de l'altra, el realçat de l'edifici de la casa parroquial, que tenia lloc a la façana meridional, també ricament decorat a l'exterior per una filera d'arcs molt ornamentats i sostinguts per petites columnes. A principi del segle xiv, molts llegats testamentaris i actes administratius del pretori es dedicaren al finançament del campanar major, situat a la torrassa que es troba davant la façana occidental de la seu. Les quatre torres angulars del temple (1311-1342) també foren acabades i decorades arquitectònicament –pels mestres Filippo de Garribbo i Pagano d'Ardichiono– amb finestres i teulades en punta. Cap a final del segle, es construí l'elegant bífora –ben decorada– que es troba sobre el portal occidental, i l'any 1390 es construí el petit edifici del tresor, que fou adossat al flanc meridional de l'església. L'interior de l'església fou dotat de dos grans crucifixos de fusta, un dels quals fou pintat per les dues cares amb escenes de la Crucifixió i la Resurrecció al cancell de l'iconòstasi; l'altra, tenia la figura de Crist esculpida en relleu en fusta de til·ler (donat per Manfredi Chiaramonte, un dels nobles més potents de Sicília) i fou col·locat en una capella adequada especialment.
Fou, sobretot, durant el segle xv, quan es realitzaren una sèrie de treballs que finalment completaren i acabaren, tant l'aspecte extern, com la decoració interna de la catedral. Això va dependre de l'assentament de la situació política, amb l'arribada al tron del rei Alfons el Magnànim, i per la millora de la situació econòmica de la ciutat. Es plantejà el problema de realitzar un nou accés al duomo, un accés que fos més còmode que l'occidental, i adequadament monumental perquè harmonitzés amb la grandiosa dimensió arquitectònica de la seu. Aquest nou accés només podria obrir-se a la façana meridional de l'església, on hi havia un petit jardí tancat, les restes d'un antic cementiri. Obrint el nou ingrés en aquesta banda, es podria ampliar i regularitzar aquest espai a cel obert, fent allà el sagrat recinte de l'església. En la pràctica, es tractava de realitzar una plaça tancada. En aquest espai obert, seria natural col·locar la nova cúria episcopal, canviant-la del seu emplaçament anterior al costat dels absis.
El principal artífex d'aquesta gran operació arquitectònica i urbanística fou l'arquebisbe Simone Becadelli de Bolonya, també anomenat Simone Bolonya. Aquests grans treballs s'iniciaren el 1426, amb la realització de l'entrada meridional (arquebisbe Ubertino de Marinis). Els realitzaren Antonio Gambara, el seu fill Antonio, en Matteo di Galilea, i en Nicola Catalano, que els acabaren vers el 1453. Aquesta entrada fou concebuda com un gran i espaiós atri que continuava la nau lateral meridional. La façana externa d'aquesta nova construcció estava caracteritzada per un pòrtic monumental de tres arcs. La façana interna, tanmateix, tenia un portal ogival. La façana externa del nou tripòrtic fou flanquejada per dos pilars massissos amb forma de torre i coronada per un timpà triangular. Tot estava profusament decorat amb dibuixos gravats a la pedra i luxoses cornises adornades, o sigui, amb escultures geomètriques decoratives i figuratives. Finalment, estava pintat amb vius colors que evidenciaven les figures, la decoració i les incisions de la pedra. El portal intern fou emmarcat amb una complexa decoració de la pedra realitzada amb gran mestria per Antonio Gambara. El 1432, sent bisbe Ubertino de Marinis, s'havia proveït de fulles de fusta la porta, formades per requadres amb figures tallades per Francesco Miranda de Castellammare. El rei Alfons el Magnànim feu l'entrada triomfal a la ciutat entrant per la Porta Nuova el 1430, quan acabava de començar-se la construcció del tripòrtic meridional. Fou coronat rei de Sicília a la catedral, l'any 1434, quan ja la construcció de la nova entrada triomfal estava força avançada i, per aquesta, el nou sobirà va poder entrar al duomo. El 1445, l'arquebisbe Simon Bologna començà la construcció del nou i grandiós Palau Arquebisbal, a la part occidental de la plaça que s'estava formant. Tant el tripòrtic meridional, com el nou Palau Arquebisbal són treballs arquitectònics que fonen, de manera sincrètica, influències estètiques diferents. Es pot dir, en ambdós casos, que la concepció espacial i volumètrica, caracteritzada per unes proporcions equilibrades i per l'elegant relació de volums plens i buits, mostren la influència estructural del Renaixement; el llenguatge formal amb què es realitzen les cornises, els arcs i les escultures decoratives, pertany als últims resultats del gòtic madur, que fon el gòtic sicilià i català.

## La cúpula

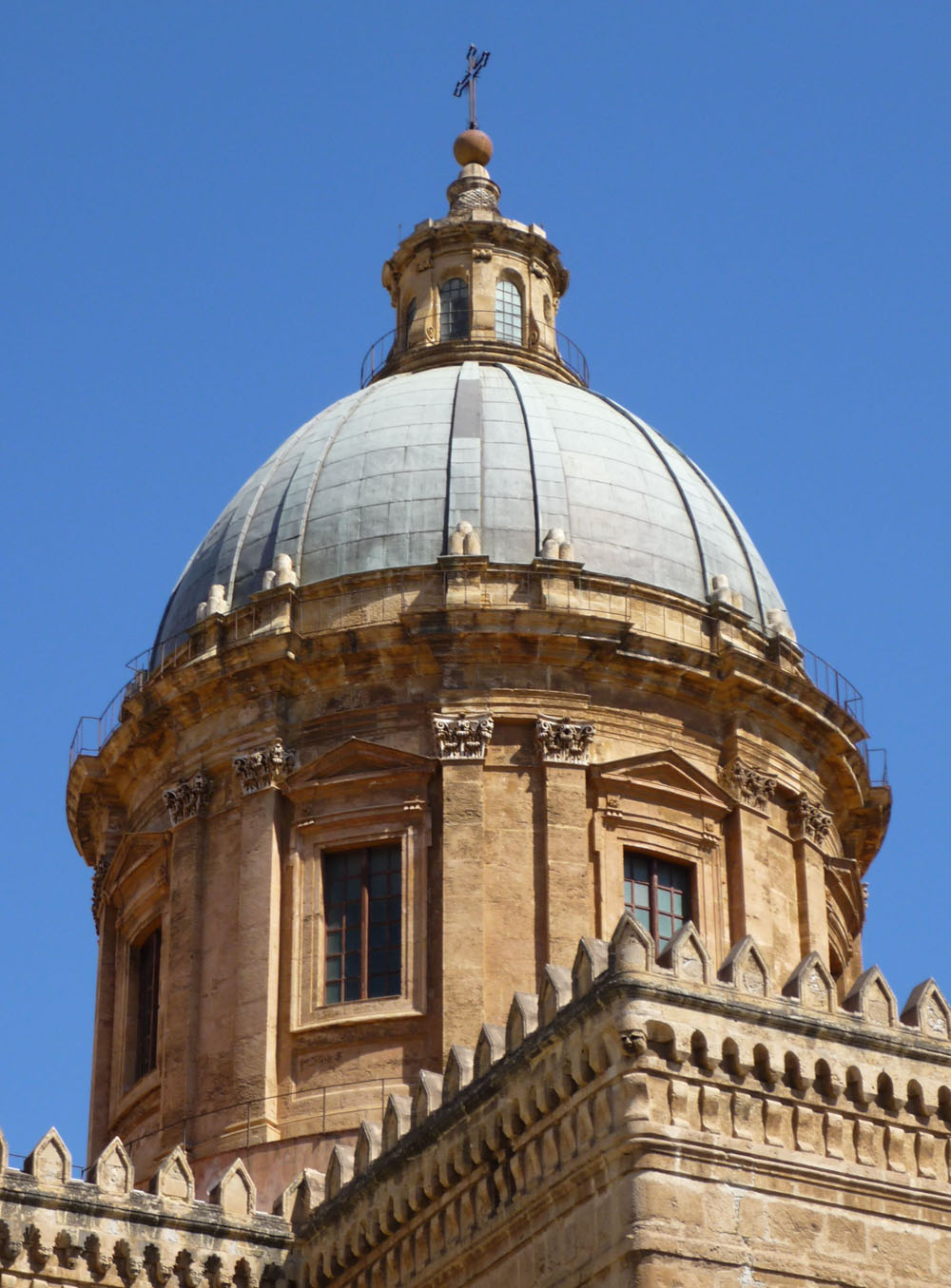
Fotografia de la cúpula.

A la definició arquitectònica del duomo, li mancava encara un important element: la cúpula. Aquest, tanmateix, no es va poder construir a la darreria del segle xv, sigui perquè aquesta obra hauria comportat la reestructuració de la zona central del doble creuer amb una redistribució del pes estàtic (ja equilibrat amb el temps), sigui perquè tots estaven ocupats en la realització del grandiós Palau Episcopal. A més, els recursos econòmics de l'arquebisbat havien estat sotmesos a dures proves. Però, en el clima d'emulació que s'havia creat (cada alt prelat tractava de realitzar alguna cosa per imitar i superar el seu predecessor), l'arquebisbe Nicolau Pujades trobà una solució provisional, però elegant. La idea fou la d'una cúpula interna de fusta que, col·locada sota teulat, cobrís la zona del cor. Del 1466 al 1468, l'arquebisbe Pujades aconseguí realitzar, no sols la cúpula, sinó també el nou teulat de fusta de l'antítítol i, fins i tot, els seients, també de fusta, del nou cor. La cúpula fou col·locada sobre els quatre plomalls alveolars realitzats en el segle xii per sostenir el tambor de la cúpula llavors prevista. Sobre aquests i sobre els murs que els envoltaven, fou recolzat el basament octogonal, decorat amb una inscripció daurada amb caràcters gòtics. D'aquesta base octogonal, sorgien els vuit triangles que s'ajuntaven en el buit de l'enteixinat central, formant, així, una cúpula molt rebaixada a causa de la presència del teulat de sobre. Tot estava decorat amb motius linears, que formaven enllaços geomètrics pintats amb vius colors. El sostre de l'antitítol fou construït amb voltes d'escif (fons de barca a l'inrevés), i també decorades, però ocultaren a la vista el vell ordissatge de fusta dels sostres del segle xii, decorat amb motius pictòrics i que, en part, fou desmuntat. El cor es realitzà amb quatre files rectes de bancs dividides en dues seccions, l'una enfront de l'altra. Aquestes acabaven en les extremitats en uns plecs vers l'espai interposat, donant la idea que el perímetre global fos ovalat. Els dos acabaments vers les naus foren utilitzats per a situar els escons episcopals on s'asseien, en una banda, el bisbe i en l'altra el xantre, i foren decorades amb espatllers monumentals. La del bisbe estava adornada per un atot d'agulles i pinacles de gust goticocatalà i amb representacions, sempre de fusta esculpida, de la Dormitio Virginus (Mort de la Verge). La del xantre, amb l'escena de l'adoració del nen Jesús pels Reis d'Orient. Aquest conjunt d'obres enriquí molt l'interior de l'església, i fou realitzat per artistes sicilians i catalans encara influïts pel mateix gust figuratiu i per la mateixa experiència tecnicoestructural que els havia agermanat, malgrat la distància geogràfica, en el curs dels segles.
L'any 1466, sobre l'altar major, a l'absis central, fou col·locat un gran tríptic pintat per Tommaso de Vigilia, que representava La presentació de la Verge Maria al Temple, obra encarregada per l'arquebisbe Nicolau Pujades. El 1469, fou col·locada, a l'absis de la pròtesi (capella de Sant Pau), l'estàtua de Santa Maria Major, obra del gran escultor Francesco Laurana i, com a conseqüència, la capella canvià de nom. Mentrestant, havien arribat a Palerm les restes mortals de santa Cristina, una de les quatre patrones de Palerm, i es decidí construir una gran capella per acollir-los a la seu. Aquesta capella es realitzà fora del mur extern de la nau septentrional, a l'altura del creuer. Per crear-li un ample accés, fou enderrocat el mur exterior de la nau amb la longitud que ocupava la capella. Els treballs començaren el 1470 i es prolongaren durant els anys successius, i hi col·locaren luxoses decoracions de marbre (obra de Domenico Gagini, 1474-1447), i una esplèndida porta de noguera decorada amb marqueteria i figures (Giovanni di Serafina, 1485). Els treballs de decoració d'aquesta capella es prolongaren encara, mentre que, al costat d'aquesta, es començava a construir una altra capella dedicada a santa Ninfa, una altra de les quatre patrones. S'arribà així als primers anys del segle xvi, amb Riccardo Quartararo, Pietro Ruzzolone, Antonio Crescenzo, que hi realitzaren pintures murals i en tela (1504); finalment, fou col·locada a la capella l'urna amb les restes mortals de santa Cristina, al seu dia, el 13 de març.

## Curiositat
L'any 1941, fou ordenada per primera vegada una inspecció de les restes de la reina Constança, esposa de Frederic II. Quan es va obrir el sarcòfag, l'espectacle va meravellar els presents: sobre el cap de la reina, en estat de discreta conservació després de més de dos segles i mig, resplendia una meravellosa i sorprenent joia. No es tractava d'una larva de corona –és a dir, una imitació de la corona feta de coure––, com era usual en els fèretres dels sobirans quan eren enterrats, sinó d'una veritable i autèntica corona d'extraordinari esplendor. La corona era intacta i ara forma paret del tresor del duomo.

## Elseglexvi: la tribuna i altres obres dels Gagini
La tradició medieval siciliana, en el qual es refereix a l'interior de les més importants catedrals, veia la realització d'un precís programa decoratiu. A la cúpula de l'absis principal, es presentava el Crist Pantocràtor. A sota, en distintes bandes superposades, estaven representats: la Verge envoltada d'àngels, els apòstols, els sants, els màrtirs, els doctors de l'Església, etc., tot això segons els precisos cànons de la tradició mosaista romana d'Orient. Però aquest art ja estava passat. Durant el segle xv, també havia arribat a Palerm el nou gust estètic del Renaixement, sobretot, amb l'arribada a Sicília de nombrosos escultors procedents del centre i nord d'Itàlia. Per tant, semblava lògic que la nova obra que decorés l'absis central de la seu i els seus murs corbats hauria de realitzar-se segons els nous models estètics, encara que respectant una antiga tradició iconogràfica d'inspiració romana d'Orient. El conjunt d'escultors que dirigia la família Gagini semblava el més preparat per a realitzar aquest complex treball. L'episodi artístic més important del segle xvi, en el duomo de Palerm, és la realització de la gran tribuna de l'absis.
Antonello Gagini, nascut a Palerm el 1478, fill de Domenico, escultor llombard immigrat de Bissone, havia adquirit, molt aviat, el prestigi de ser el millor escultor de la ciutat, amb fama també d'entendre d'arquitectura. Fou per això que l'arquebisbe Govanni Paternò li confià la decoració de l'absis major, del bema i dels murs corbats d'aquest en el doble creuer. El primer contracte entre l'arquebisbe Paternó i Antonello Gagini per a la realització del treball data del 1507, i fou redactat davant la presència del virrei Ramon Folc de Cardona-Anglesola i del sobreestant de la maramma, Giovanni Ventimiglia. Antonello ja tenia preparat el projecte general de l'obra i el pressupost econòmic aproximat. Esperaven, però, l'arribada dels marbres de Carrara i, mentrestant, l'arquebisbe Paternó sol·licità altres treballs, per la qual cosa es feu un segon contracte el 1510, amb un nou disseny i un nou pressupost presentat per Antonello. Però l'arquebisbe morí el 1511 i Antonello, aclaparat per milers d'encàrrecs que li havien fet mentrestant, mercès a la fama que havia adquirit per l'encàrrec de la seu, procedia molt lentament. Quan el treball ja estava finalitzat en gran part, el 1574, Antonello ja s'havia mort (1536). Però l'obra fou completada seguint els seus dissenys i disposicions per un veritable i autèntic exèrcit d'escultors. Dos dels seus cinc fills, Antonio i Giacomo, van dirigir les obres (els altres eren: Giovan Domenico, Fazio i Vincenzo), s'hi van afegir els escultors de Carrara que ja treballaven feia anys a Palerm: Giuliano Mancino, Antonio i Bartolomeo Berrettaro, Pietro di Battista, Vincenzo da Carrara, Fedele da Corona; i també hi participaren una sèrie d'escultors contractats a Carrara: Matteo di Giangiacomo del Ferraro, Giacomo del Cassone, Bernardino di Lucco di Gulpi i Andrea di Lazzaro del Moneta.
Com era, però, aquesta famosa tribuna? Era una gran construcció arquitectònica, realitzada en marbre de Carrara, a l'interior de la qual i en diversos nivells, hi havia col·locades nombroses estàtues tridimensionals i de figura completa; hi havia, a més, busts d'àngels emmarcats en cercles i, també, requadres amb escenes plenes de personatges i perspectives d'ambients urbans i paisatgistes. El complex arquitectonicoescultòric era força alt, doncs; des del terra de l'església, s'elevava fins al principi de les voltes superant-les en la zona de la cúpula de l'absis. La composició arquitectònica estava organitzada en dos ordres corintis sobreposats, cadascun dotat de vint-i-dues paràstades (onze a cada cantó), i completat amb pedestals i arquitravats. Les estàtues de cos sencer, col·locades en nínxols apropiats, estaven distribuïdes així: catorze en el primer ordre, i vint-i-vuit en el segon. En el primer ordre, el més baix, tots els nínxols, amb una estàtua dintre, tenien una base cúbica que presentava, al cantó extern, un retaule quadrat amb una escena en baix relleu, que il·lustrava un episodi important de la vida del sant representat. Aquestes escenes, realitzades amb gran finesa i mestria, foren anomenades històries. A sobre dels nínxols amb estàtues del primer ordre, hi havia col·locats medallons ovals amb busts d'àngels en alt relleu. L'eix de la composició de la tribuna era a la zona central de l'absis i a la cúpula que el recobria. Aquí, els grups escultòrics que se sobreposaven al llarg de l'eix vertical assolien la major expressivitat triomfal en l'exaltació de la divinitat.
Comencem per baix i seguim el desenvolupament dels grups escultòrics sobreposats al llarg de l'eix central vertical. Al sòcol de base, estava enfilat un gran requadre amb escenes en baix relleu, que representaven episodis relacionats amb la mort terrenal de la Verge i l'ascenció al cel, segons la tipologia iconogràfica, sia romana d'Orient, sia llatina. Sobre aquest sòcol, en un nínxol que arribava fins a les cornises del primer ordre, hi havia una estàtua de l'Assumpció portada al cel per set àngels (devien ser els famosos set àngels palermitans). A sobre de la gran cornisa horitzontal, amb distintes motllures, hi havia un altre nínxol obert que corresponia al segon ordre i es trobava en vertical amb el de baix. Aquí, un grup escultòric tridimensional representava la Resurrecció de Crist que, triomfant, sorgia del sepulcre, mentre que, als seus peus, hi havia soldats dormint. A la part superior de la cornisa arquejada del nínxol, estava representat el colom de l'Esperit Sant enmig d'un ventall de raigs daurats. Dalt, hi havia la cornisa de l'arquitravat, que indicava l'inici de la cúpula de mitja taronja que cobria l'absis. Dins d'aquesta, representat en gran relleu plàstic i de dimensions majors que les altres figures, apareixia la figura completa de Déu Pare, assegut (substituïa la imatge tradicional romana d'Orient del Crist Pantocràtor en mosaic). Estava representat com un ancià de barba llarga i amb una aurèola en forma de triangle que l'emmarcava la testa, mentre amb una mà beneïa i amb l'altra sostenia el globus terrestre. Estava envoltat per un triomf de núvols sobre els quals sortien un estol d'àngels. L'obra fou realitzada en estuc per Vincenzo Gagini.
La triomfal presència de la tribuna gagiana amb els marbres blancs de Carrara devia contrastar molt amb l'obscur i sever interior del duomo medieval. Un doble contrast: d'estils estètics i de lluminositat. Per això, molts pensaren que potser era necessari donar a l'interior del temple una nova forma arquitectònica i més llum natural, fins i tot obrint noves i amples finestres. Però un altre problema preocupava els constructors: el de l'estabilitat. La contínua sol·licitud d'obertura de noves capelles afegides als flancs de les naus laterals constituïa, per l'obertura d'amples buits d'accés a aquestes, un continu debilitament de les estructures murals. Amb cada obertura, les antigues armadures dels sostres de fusta cedien. Per aquesta raó, es veieren obligats a tapiar les bífores medievals dels murs perimètrics de la nau central, i disminuí així la lluminositat interna. Abans o després s'havia d'afrontar aquest problema. És més, el més racional hauria estat afrontar les tres qüestions: estabilitat, estètica i lluminositat en un únic projecte global. Mentrestant, el 1536, l'arquebisbe Giovanni Carandolet havia fet pintar de color blanc totes les parets internes de l'església. El 1563, s'encarregà als germans Fazio i Vincenzo Gagini realitzar un gran pòrtic d'accés al duomo a la façana septentrional, simètric al tripòrtic meridional del segle xv. Aquests realitzaren un tripòrtic amb tres arcs de mig punt (de tipus renaixentista), que estaven sostinguts per dues columnes de granit i per dues semicolumnes adossades a les dues extremitats dels murs perimètrics. Tots els capitells eren d'estil corinti. Aquest pòrtic de tipus renaixentista fou completat el 1567. Altres treballs del taller Gagini són les dues grans piques d'aigua beneïda que encara es poden veure en les entrades nord i sud, adossades als pilars que divideixen les naus laterals de la nau central. Es tracta de dues esplèndides obres, sigui per l'originalitat de la concepció formal, sigui per l'execució. Una altra obra encarregada al taller dels Gagini fou la decoració, en marbre, del recinte perimètric de la plaça de la Catedral (1574-75).
El setembre de 1535, se celebrà a la catedral la coronació de l'emperador Carles V com a rei de Sicília. Havia arribat a l'illa a finals d'agost, després de la victoriosa lluita contra els berebers de Tunísia. L'entrada triomfal a Palerm fou per la Porta Nova, i, després, l'emperador entrà al duomo portant al seu darrere tot un seguici de nobles. El bisbe entonà el Te Deum Laudamus i coronà Carles V, que jurà respectar els privilegis històrics de la ciutat de Palerm. Després, visità les tombes del cementiri dels Reis i sortí a la plaça, aclamat per la població enfervorida. Seguiren molts dies de festa.

## D'altres restauracions i transformacions
Al segle xvii, s'hi feren els primers intents de restauració i transformació. Va ser la gran reforma arquitectònica de finals del segle xviii.
El 15 de juliol de 1624, després de trobar els ossos de santa Rosalia en una antiga gruta eremítica del monte Pellegrino, s'havia produït la miraculosa intervenció de la santa que posà fi a la pesta terrible que assolava Palerm. Santa Rosalia fou proclamada patrona principal de Palerm i es procedí a la construcció d'una luxosa capella en l'interior del duomo, on custodiar dignament les seves restes mortals. La capella que es bastí no és la que podem admirar ara. Els treballs començaren el 1626, duraren vuit anys, i donaren lloc a una obra d'inusual luxe decoratiu, en què va prevaldre la traceria de marbres policroms. A dins, fou dipositada l'urna provisional que contenia els ossos de la Santuzza, un sarcòfag d'argent i cristall que, després d'alguns anys, fou substituït per un de nou també de plata, però molt més fastuós. La capella, de tota manera, fou desmuntada a finals del segle xviii i reconstruïda en el lloc on avui es troba.
Els problemes d'estabilitat de la vella construcció medieval foren el motiu dels primers intents de restauració i reestructuració del segle xvii. Aquests intents, tanmateix, per una sèrie de motius, no es realitzaren. Ja al segle xvii, de fet, alguns bisbes de Palerm s'havien plantejat, o sigui, resoldre, els problemes d'estabilitat del gran edifici i, alhora, renovar-ne l'aspecte arquitectònic. Cal tenir en compte que, al llarg del segle xvii, a Palerm, s'havien construït esplèndides esglésies, inspirant-se en gran part de la seva arquitectònica en el manierisme romà. A més, quasi totes les esglésies tenien una gran cúpula i el seu interior havia estat adornat amb aquella espessa concepció decorativa que cobria tot l'espai disponible, recorrent a les més diverses tècniques: marqueteria de marbre, frescos, estucs, ferro forjat, fusta daurada... En aquest context estètic, la vella seu apareixia, sobre tot l'interior, obscura i despullada, a causa de la seva severitat medieval. Les modes estètiques de manierisme i barroc eren tan fortes i vinculants que induïen a considerar tosca i bàrbara l'edat mitjana; per a definir aquesta suposada barbaritat s'usava, impròpiament, el terme gòtic, que trobem, precisament, en alguns escrits dels bisbes que sol·licitaven urgents intervencions.
Els primers intents de renovació arquitectònica es produïren a mitjan segle xvii, per iniciativa de l'arquebisbe Martino de León. Podem reconstruir els projectes per l'enumeració dels treballs realitzats i dels que es pensava realitzar, mercès als testimonis arquitectònics i escrits que ens han arribat. Es començà, el 1650, tapiant la bífora que hi havia sobre el portal occidental. Es continuà, el 1652, tapiant 16 bífores (8 per cada cantó) de les 34 bífores medievals que havien quedat a la nau central. En restaren 18, que foren allargades i adornades amb cornises d'estuc. S'hi realitzà el revestiment dels pilars, que sostenien els arcs del cor, amb maçoneria i planxes de marbre, a quatre columnes cadascun. Aquests pilars foren coronats per grans capitells d'estuc, sobre els quals hi havia un alt i luxós arquitravat. El mateix pensà fer-se amb els pilars de quatre columnes de la nau central. L'abat basilià, Ambrosi Maja, es dirigí al senat de la ciutat, i aquest demana a de León que interrompés aquests treballs. Els palermitans estaven convençuts que aquestes columnes eren antiquíssimes. De fet, deia la llegenda que havien estat portades, ni més ni menys, que per Escipió l'Africà. Mentrestant, per il·luminar millor el doble creuer, s'havien obert enormes finestres rodones amb grans cornises luxosament decorades amb estuc. Eren grans ulls que contrastaven fortament amb l'estructura medieval.

## L'anhelada cúpula
També estava prevista la construcció de l'anhelada cúpula sobre el cor. Però, com per això s'havia d'enderrocar la cúpula de fusta del segle xv construïda per l'arquebisbe Nicolau Pujades, el capítol de la catedral, reunit el 20 de setembre del 1651, en suplicà a l'arquebisbe De León el sobreseïment. El treball fou suspès. Però, tanmateix, continuaren els treballs de remodelació monumental de la plaça de la Catedral. De fet, l'arquebisbe De León, entre 1656-57, manà erigir les 6 primeres estàtues de sants de les 14 que haurien de decorar la balustrada de marbre de la plaça. La col·locació de les altres estàtues fou completada per l'arquebisbe Lozano, el 1673. La fallida transformació barroca del duomo i, sobretot, el fet de no haver aconseguit realitzar la cúpula, mentre que el cel de la capital s'anava omplint amb les cúpules d'altres esglésies de menor prestigi, fou, certament, una frustració per als bisbes de Palerm, els quals continuaren fent present, a la corona i al senat, la necessitat d'una renovació radical del temple per resoldre'n definitivament el problema d'estabilitat, que era l'origen de tot.
El 24 de desembre de 1713, va tenir lloc a la catedral la coronació de Víctor Amadeu i de la seva consort com a sobirans de Sicília. El duomo fou decorat fastuosament per a l'ocasió i Víctor Amadeu jurà el respecte als privilegis històrics de la capital. A més de l'arquebisbe de Palerm, també participaren en la cerimònia els bisbes de Siracusa, de Mazara i de Cefalù. Seguiren els acostumats dies de festa a la ciutat.

## El primer rei dels Savoia

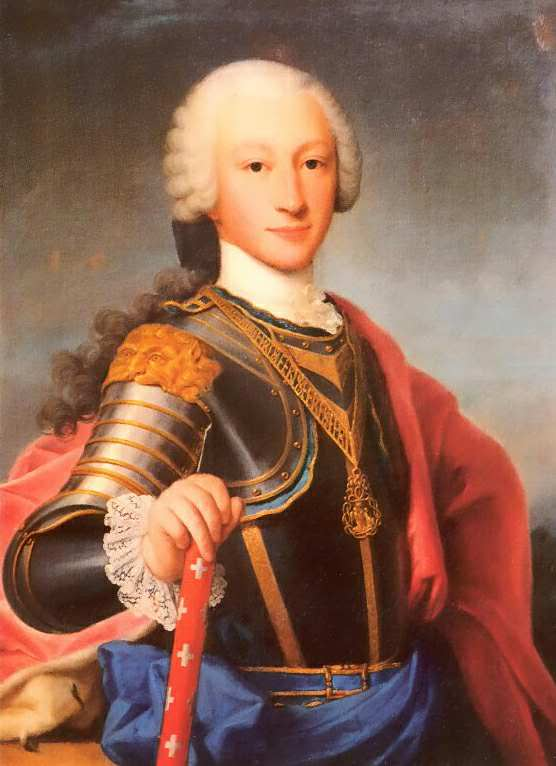
Víctor Amadeu III.

Era la primera vegada que un Savoia arribava a ser rei. Víctor Amadeu donà a la seu una llàntia d'argent (avui davant la capella de santa Rosalia), però no s'interessà per les necessitats de restauració del vell edifici. Finalment, amb la pujada al tron de Carles III i l'inici de la dinastia homònima, la situació semblà presentar-se favorable. L'última coronació d'un sobirà a la seu fou, precisament, la de Carles de Borbó, i fou la més fastuosa de totes, no sols pels grandiosos adorns amb què fou decorat el temple, sinó també, per la completa participació del clergat, l'aristocràcia i l'entusiasta acollida que la població de la capital feu al nou sobirà. La cerimònia va tenir lloc el 3 de juliol del 1735, i fou seguida de nombrosos dies de festa. En aquesta ocasió, el nou sobirà es pogué adonar directament de l'estat de deteriorament de la catedral i va prometre'n les necessàries intervencions per a la restauració. També hi donà una gran llàntia d'argent, avui col·locada davant la capella del Santíssim Sagrament.
Els bisbes de Palerm s'hagueren, doncs, de dirigir directament al sobirà, ja que, com a protector del duomo, li competien les intervencions econòmiques i tècniques de certa importància. El 1741, de fet, fou efectuada una inspecció pel reial visitador De Ciocchis, de resultes de la qual l'arquebisbe Meléndez encarregava, a l'arquitecte Giovanni Battista Vaccarini (famós per les esglésies que havia projectat a Catània després del terratrèmol del 1693), la redacció d'un informe tècnic per a la restauració del duomo. Aquest informe fou lliurat el 1752, però restà en lletra morta. La iniciativa fou represa per l'arquebisbe Serafino Filangeri, el qual demanà que fos el mateix Ferdinando Fuga, arquitecte del rei, qui s'ocupés del problema. Fuga anà a Palerm i, després d'estudiar atentament la catedral, redactà el seu projecte i en realitzà una maqueta de fusta. Després de lliurar-ho tot a l'arquebisbe, tornà a Nàpols el 1767. Semblava que l'afer estava resolt, però, en realitat, hagué de passar encara molt de temps. El projecte s'aturà en la comissió reial que havia d'examinar-lo, comissió que estava presidida pel gran arquitecte Luigi Vanvitelli. Mentrestant, les condicions d'estabilitat del duomo anaven empitjorant i, el 1774, s'hi hagué de realitzar un treball enorme d'apuntalament de sostres. Passaren més anys abans que el projecte de Fuga pogués convertir-se en realitat, però, el 1781, finalment, començaren els treballs. Havien passat quaranta anys des de la inspecció tècnica del reial visitador De Ciocchis i catorze des del lliurament del projecte de Fuga.

## La restauració delduomo
Començaren les obres. Primer, es procedí a traslladar els sarcòfags imperials i els objectes litúrgics. Els antics sarcòfags de marbre dels bisbes havien estat traslladats ja a la cripta. Els dels reis de Sicília foren desmuntats, i s'aprofità l'ocasió per a fer una revisió dels cadàvers momificats. Després foren traslladats els objectes del tresor, els seients de fusta del cor, els retaules de l'altar, els sarcòfags d'argent de les patrones, els adorns litúrgics, els útils (canelobres, calzes, custòdies, etc.) Després les decoracions fixes: es desmuntaren els marbres de l'absis i de les capelles. La gran tribuna de Gagini fou desmuntada peça a peça, així com les capelles revestides de marbres mesclats i d'estàtues. Tot fou portat als magatzems del palau arquebisbal, mentre que les funcions de seu provisional (durant la realització de les obres) passaren a l'església de la Casa Professa dels jesuïtes.
Però veiem amb més detall quines foren les transformacions que sofrí el vell monument. Els dos antics absis laterals foren ocultats per murs i transformats en espais de servei de la casa rectoral. L'absis central, malgrat tot, fou prolongat vers l'interior de l'església amb dos grans murs laterals que delimitaren el bema, on es col·locarien els seients de fusta del cor. Sobre aquests dos murs, es construïren dos enormes pilars que, junt amb els que estaven enfront, al principi de la nova nau central, devien subjectar el pes de la cúpula. Aquests quatre grans pilars es trobaven al centre del gran creuer que, amb l'altura del sostre, sobresortia de tots els altres terrats, excepte de la cúpula. A l'exterior, aquesta nova construcció es decorà amb falses finestres monàfores cegues de mig punt, per harmonitzar-la amb els exteriors medievals del temple. A les dues bandes del cor es construïren dues grans i profundes capelles que, des del punt de vista de l'espai, reiteraven a dins la presència dels dos antics absis medievals, ara ocults a la vista dels fidels. Aquestes dues noves capelles, malgrat tot, havien estat concebudes per ser completament autònomes i no funcionals per a l'acció litúrgica. Es destinaren: l'una al Santíssim Sagrament i l'altra a santa Rosalia. Però, tornant als quatre pilars, a sobre es construïren quatre grans arcs que, en la planta, definien un quadrat. Sobre aquests s'alçà un alt tambor cilíndric de grans finestrals, necessari per a donar llum a l'interior. Per acabar, sobre el tambor, es recolzava l'armadura de la cúpula d'arc lleugerament realçat. Els sostres interiors del cor i del creuer es feren amb voltes de canó.

## Les naus
Els antics pilars (construïts per nusos de quatre columnes cadascun) foren substituïts per nous i forts pilars d'obra i, a les cares internes d'aquests, s'incrustaren les velles columnes de marbre disposades per parelles. Aquestes columnes de marbre s'havien conservat per la seva qualitat i antiguitat, però havien estat retallades i força rebaixades, i perderen, així, l'altura i el diàmetre originals. A més, les noves pilastres ja no regien només les grans arcades, com anteriorment, sinó també dos llargs arquitravats horitzontals, dels quals sortia la volta de mig canó que cobria tota la nau central, ocultant la vella carcassa de fusta. La nau central també va perdre la profunditat i la longitud originàries, característica fonamental del temple medieval de Gualtiero, per l'avanç –vers l'interior de l'església– tant del cor com del creuer. Avançament que causà la pèrdua de dues obertures d'arc per cada costat de l'antiga nau central. En el costat de les capelles del nord, s'anul·là, en profunditat, el pòrtic del segle xvi dels Gagini, substituït per un mur de tanca extern, on s'aplicà un fals pòrtic amb columnes i arquitravats adherits al mur extrem. Al costat meridional, el mur extern de les capelles fou corregut vers la plaça, i alineat amb les antigues sagristies. Com a conseqüència, el tripòrtic del segle xv fou curosament desmuntat i tornat a muntar un xic més endavant, vers la plaça, uns sis metres.
Quasi totes les teulades de l'església foren realçades respecte a les originals. A les teulades de les naus laterals, es bastiren setze petites cúpules, vuit en cada nau, amb les seves respectives claraboies amb finestres, perquè hi entrés la llum dins de les naus, sobretot en correspondència amb els accessos a les capelles laterals. Al final de la nau lateral sud, es construí una capella destinada a contenir els sarcòfags de pòrfir dels sobirans de Sicília, que allí tornaren a ser muntats.
L'obra per a la realització de la construcció fou dirigida pel gran arquitecte palermità Giuseppe Venanzio Marvuglia, que es valgué de l'enginyer Salvatore Attinelli per a la comptabilitat i el càlcul d'obres, i del caputxí laic fra Felice (Giovan Battista Licata) com a encarregat. Entre els mestres d'obres, es recorda el nom de Francesco Patricolo, que realitzà amb gran perícia la cúpula i el desplaçament del tripòrtic meridional. Desgraciadament, se li deu a Marvuglia la decisió de desmuntar la tribuna de Gagini, que no estava prevista en el projecte de Fuga, i d'altres variants menors respecte al projecte original. La mà d'obra fou extraordinàriament hàbil, si pensem que es tractà d'una espècie d'operació quirúrgica per a injectar noves construccions en velles estructures i d'enllaçar-ho tot en un conjunt estàticament ferm. De tota manera, el suggestiu interior de l'església medieval havia desaparegut. I no sols pel fet que la major part de la construcció antiga havia estat destruïda, sinó també perquè el que n'havia restat no es veia, estava ocult a la vista, per exemple: les bífores de les façanes exteriors de les naus laterals foren tapades; els interiors dels antics absis laterals; la galeria del claristori que estava per sobre del doble creuer. Mentrestant, Fuga es morí a Nàpols el 1782.

## Delseglexixalxx
A penes acabats els treballs de renovació del duomo, començava per a l'església palermitana un tràgic període de successos dolorosos. El primer de tots fou el ressorgiment d'una lluita política que, amb la motivació de la independència política de Sicília del regne i de la dinastia borbònica, sostenia idees liberal-maçòniques fortament anticlericals, si no clarament atees. Això donà lloc a una tràgica sèrie d'esvalots i revolucions (1812, 1814; 1848; 1860), fins que la tendència s'invertí, el 1866, amb la reacció popular contra les anomenades lleis reversibles, amb què el nou estat unitari imposava la supressió de les congregacions pietoses laiques, de les confraries laiques i religioses, a part de la confiscació dels béns dels ordes religiosos (edificis, utensilis sagrats, etc.), i desnonà milers de persones, entre laics i religiosos.
La rebel·lió palermitana del Sette e mezzo (setembre de 1866) fou una reacció a tots els successos anteriors, i acabà amb una dura repressió militar. A això, s'afegí la furiosa polèmica cultural sobre els treballs del 1781-1801. Polèmica que travessà tot el segle xix. Què havia passat? Els treballs, començats amb trenta anys de retard aspecte a l'elaboració del projecte de Fuga (encarregat pel cardenal Filangeri i sostingut fortament per l'arquebisbe Sanseverino), i que duraren vint anys, havia procedit en concomitància amb el naixement i l'afirmació d'un nou i vigorós corrent cultural: el Romanticisme. Aquest nou moviment estètic nascut al nord d'Europa (sobretot, Anglaterra, Alemanya i França) desenvolupà un corrent d'estudis sobre l'edat mitjana i, com a conseqüència, despertà l'interès per les grans catedrals romàniques i gòtiques. I això fins al punt que els arquitectes tornaren a proposar les antigues formes en els seus nous projectes, donant vida a un moviment estètic en arquitectura que es podria anomenar noumedievalisme, i que és conegut com a part del revival dels antics estils arquitectònics florits durant el segle xix.
Sicília, rica en arquitectura medieval, rebé amb entusiasme aquest nou corrent cultural i es produí un sentit d'horror per la destrucció del més gran monument eclesiàstic d'aquella època, i que havia estat perpetrat feia poc temps. Les elits culturals de la ciutat començaren a criticar ferotgement quan havia estat realitzat, i n'atribuïren tot el demèrit al napolità Ferdinad Fuga. Es criticava, especialment, el desmembrament de la tribuna de Gagini i la construcció de la cúpula romana. És difícil distingir, en aquelles crítiques, el que hi havia de sincer i motivat i el que era malignitat provinciana i, fins i tot, anticlericalisme. El fet és que, per desgràcia, els temps de desenvolupament de les modes estètiques havien estat més ràpids que els de l'aprovació del projecte de renovació i que els del treball de realització. En aquest clima, s'ha d'enquadrar la proposta feta pel mateix arquitecte, Venanzio Marvuglia, de cobrir la cúpula amb prou feines construïda amb una altra cúpula que ell considerava més adequada al monument. Elaborà diversos projectes de disseny i realitzà també un model de fusta que, més tard, el seu fill Emanuele, que també era arquitecte, entregà a la cúria arquebisbal de Palerm i que ara es conserva al Museu Diocesà, al costat del d'Antonio Zanca.
Però s'ha d'anar amb ordre. Durant aquest temps, s'havia intentat col·locar les distintes parts en les quals havia estat desmuntada la tribuna de Gagini. Algunes estàtues s'havien col·locat a les parets de l'absis principal, del bema i del creuer. Altres estàtues, tanmateix, foren col·locades a l'exterior, a la façana meridional del duomo, algunes intercalades als merlets de coronació, d'altres als pilars laterals del tripòrtic del segle xv i part al seu interior. Però aquesta col·locació exterior semblà, des de llavors, una ubicació incongruent per a escultures que havien estat pensades i realitzades per a una determinada construcció interna. Diversos fragments, que formaven part de la tribuna, després foren col·locats dintre del Palau Arquebisbal. Acabades les obres, l'interior de l'església apareixia estèticament gèlid, malgrat la nova i sumptuosa forma arquitectònica, quasi totalment despullada d'adorns. Els recursos econòmics emprats en la construcció s'havien acabat. S'havia procedit a muntar de bell nou els decorats de les grans capelles, bé en aquelles vers les quals s'havia dirigit el culte tradicional dels palermitans (les patrones, el crucifix chiaramontano, la Madonna Libera Inferni, etc.), bé en les noves (el Santíssim Sagrament). S'havia procedit a sepultar les capelles dels bisbes de l'edat moderna. També s'havia començat a pintar al fresc les voltes, però la volta de mitja taronja de l'absis i la volta del bema en foren la primera i l'última. Les grans voltes del creuer i de la nau central van romandre amb el seu pàl·lid enlluït blanc. Moltes capelles no es tornaren a muntar amb els seus precedents adorns decoratius de marbre, estuc, escultures i retaules. El 1785, tots els adorns arquitectònics i decoratius de la capella de la Verge de Laurana foren venuts als frares caputxins del convent de Gibilmanna, els quals les col·locaren a la seva església, on es poden veure avui dia. La penúria de la cúria i la situació econòmica del rei Ferran de Borbó obligaren a un comportament d'urgència. Tractaven de contrarestar aquesta òbvia imperfecció de l'inacabat els grans decorats de les festes litúrgiques, que restituïen als ciutadans l'alegria de les tradicions religioses que continuaven, mentre que Itàlia i Europa eren escenari de les massacres i els saquejos de les guerres napoleòniques i de la nova ideologia amb què les noves doctrines polítiques tractaven de substituir la vella cultura catòlica. Aquests vents de guerra acabarien per arribar, malgrat que amb retard, també al duomo. La seu també es veié implicada en la fase més aguda que caracteritzà la batalla de Palerm, el maig de 1860, entre els soldats reials que defensaven la ciutat i els rebels i els garibaldins, que els atacaven. Aviat els garibaldins aconseguiren penetrar al barri que envoltava la plaça de la catedral, s'enfortiren al convent dels Set Àngels i rodejaren el duomo, on, enfilant-se per les torres escalonades de l'oest, feren foc sobre els soldats que sortien del camp atrinxerat del Palau Reial. Els soldats reials es van veure obligats a iniciar un foc intens de fuselleria contra els que es refugiaven a la torre del sud-oest (encara es poden veure els orificis dels projectils), però aquests, ben amagats, resistien. Llavors, es decidí bombardejar l'entrada occidental de la via Toledo, per desallotjar els tiradors que s'havien atrinxerat al convent dels Set Àngels i als edificis del voltant. Una sola bomba caigué a la capella medieval de l'Incoronata i provocà l'incendi que destruí tot l'arxiu de la maramma, destruint així la documentació de segles d'història.

## El testimoni mut
La catedral fou mut testimoni de tots els esdeveniments històrics que visqué la ciutat des de l'època que va de l'inici del segle xx a la Segona Guerra Mundial. Només des del punt de vista de les interminables polèmiques sobre la cúpula, se'n parlava. L'any 1900, es publicà un concurs nacional per al projecte d'una nova cúpula vagament neomedieval, amb la qual ocultar la de Fuga. El concurs, el guanyà l'arquitecte Antonio Zanca que, a més, fou el primer a fer un plànol arquitectònic complet del duomo i en publicar, més tard, un important estudi historicoarquitectònic, encara no superat, del monument. El projecte guanyador, tanmateix, no arribà a realitzar-se mai, i el mateix Zanca, després, se n'alegrà, per l'absurd de la qüestió.
De 1934 a 1937, es desenvolupà a Palerm una viva polèmica, doctrinària i periodística, sobre l'existència o no d'una cúpula que s'elevava, al segle xii, sobre la construcció originària de l'església de Gualtiero. Els contendents foren, d'una part, els estudiosos Antonio Zanca i Nino Basile, els quals sostenien que no havia existit tal cúpula i, d'altra banda, monsenyor Perricone i el comanador Francesco Valenti, superintendent de monuments en aquella època, que sostenia el contrari, basant-se en indicacions recollides en un antic segell que, segons la part adversa, havia estat manipulat a propòsit. La polèmica, que dividí l'opinió pública dels intel·lectuals de l'època en dos fronts contraposats, acabà fins i tot amb demandes per ambdues parts, entre Basile i Valenti. Aquest últim havia proposat abatre la cúpula de Fuga i construir, en el seu lloc, una cúpula semblant a la que es podia intuir pel segell. L'assumpte acabà amb una sentència favorable in tot a Basile, el qual, tanmateix, amargat i extenuat per la llarga batalla empresa, mori exactament el dia en què es publicà la reprovació i la sentència del tribunal que establia el seu triomf. En efecte, Basile tenia raó en sostenir que aquesta cúpula no havia estat mai construïda, però Valenti, tanmateix, no s'havia equivocat gaire a intuir el tipus de cúpula que els constructors de la catedral devien haver previst per a cobrir el centre del santuari.

## El bombardeig de Palerm
Propera la data del desembarcament de les seves tropes a Sicília, els aliats de la Segona Guerra Mundial, sobretot el 1943, van sotmetre la ciutat de Palerm a freqüents i pesats bombardejos aeris. La ciutat va tenir nombroses víctimes i sofrí danys enormes. Fou un veritable miracle que el duomo no fos assolit directament per alguna bomba. En el bombardeig que va tenir lloc la nit entre el 8 i 9 de març de 1943, caigueren moltes bombes prop del duomo, que fou tocat per nombrosos casquets. L'estàtua de santa Àgata, col·locada al recinte de marbre de la plaça de la Catedral, restà decapitada. També sofriren danys el tripòrtic meridional i la façana del palau Arquebisbal. La catedral, pocs dies després, va córrer el risc de ser destruïda. De fet, diverses bombes van caure a pocs metres dels absis, i provocaren la mort de desenes de persones en un refugi antiaeri i la destrucció de molts edificis. La tragèdia succeí durant el bombardeig de la nit entre el 16 i 17 d'abril de 1943. El refugi col·locat sota la piazzetta Sett'Angeli fou encertat de ple. Les persones que s'hi havien refugiat moriren quasi totes sota els enderrocs: 32 morts i 6 ferits greus foren recuperats. Els casquets d'aquestes bombes provocaren nombrosos danys als absis del duomo, sobretot a l'absis del nord-oest, i a l'església contigua de la Badia Nuova a la via Incoronazione.

## Després de la guerra
Acabada la guerra, podia pensar-se a fer alguna cosa nova per a l'antic temple. El cardenal Ernesto Ruffini, de fet, aconsellat per l'arquitecte Zanca, decidí, el 1947, tornar a col·locar a l'interior de la seu les estàtues de Gagini que havien estat col·locades en la coronació de la façana meridional després dels treballs de 1781-1801. Les estàtues foren emplaçades sobre lleixes, a una certa altura dels pilars que delimiten ambdós costats de la nau central. S'hi resolgué també una altra deficiència: la gran portald e fusta del segle xviii que tancava el portal major de la façana original, sense valor, excepte per la seva antiguitat, fou substituït els anys cinquanta per dues magnífiques fulles de bronze amb vint quarterons en relleu i una gran lluneta, obra de l'escultor Filippo Sgarlata. L'obra, ordenada pel cardenal Ruffini, fou realitzada amb l'ajuda econòmica del govern de la Regione Siciliana, de recent creació. Pels anys vuitanta del segle xx, la Soprintendenza ai Beni Culturali e Ambientali de Palerm promogué un vast complex de treballs de restauració a la catedral, principalment als terrats, la cripta, l'absis del sud-est i el tripòrtic del segle xv. Els resultats més espectaculars resultaren de l'exploració de l'interior de l'absis medieval del sud-est i de la posada en evidència de les luxoses decoracions del tripòrtic meridional, i desvelaren els vestigis de colors originaris que abans no eren perceptibles. Aquests treballs van permetre nous estudis històrics sobre el monument, exposats en una abundant col·lecció de publicacions científiques. De fet, de l'11 al 13 d'abril de 1991, es va organitzar el primer conveni internacional d'estudis sobre la seu. Hi van col·laborar la Regione Siciliana, el Banc de Sicília, l'Istituto della Enciclopedia Italiana i el president de la Fabbriceri del Duomo, en col·laboració amb la cúria arquebisbal de Palerm. A final dels anys noranta, un comitè científic hi va realitzar, atentes recerques sobre les tombes reials. El 2 de novembre de 1998, s'aixecà la tapa del sarcòfag on reposa Frederic II i altres personatges. Després, amb instruments tecnològics adequats, s'han extret partícules d'ossos i fragments de la roba dels difunts per a analitzar-ne l'estat de conservació, i per obtenir nous elements històrics.

## Els exteriors
Les façanes exteriors del duomo de Palerm tenen una especial importància, perquè mostren, amb immediata evidència, els temps històrics que han deixat petjada en les seculars vicissituds d'aquesta església. Les descriuem segons l'orientació i en sentit horari: façana oriental, façana meridional, façana occidental i façana septentrional, començant per la façana oriental perquè és la més significativa des del punt de vista religiós i, generalment, és descuidada pels visitants. Es continua amb la façana meridional, la més famosa i la més rica en vestigis arquitectònics, a part de la més visitada, doncs per aquí és per on s'entra normalment a la seu. En seguirà després l'occidental, també poc coneguda, malgrat tenir l'entrada històrica oficial de l'església, i s'acabarà amb la façana septentrional, la més modesta de totes.

## La façana oriental

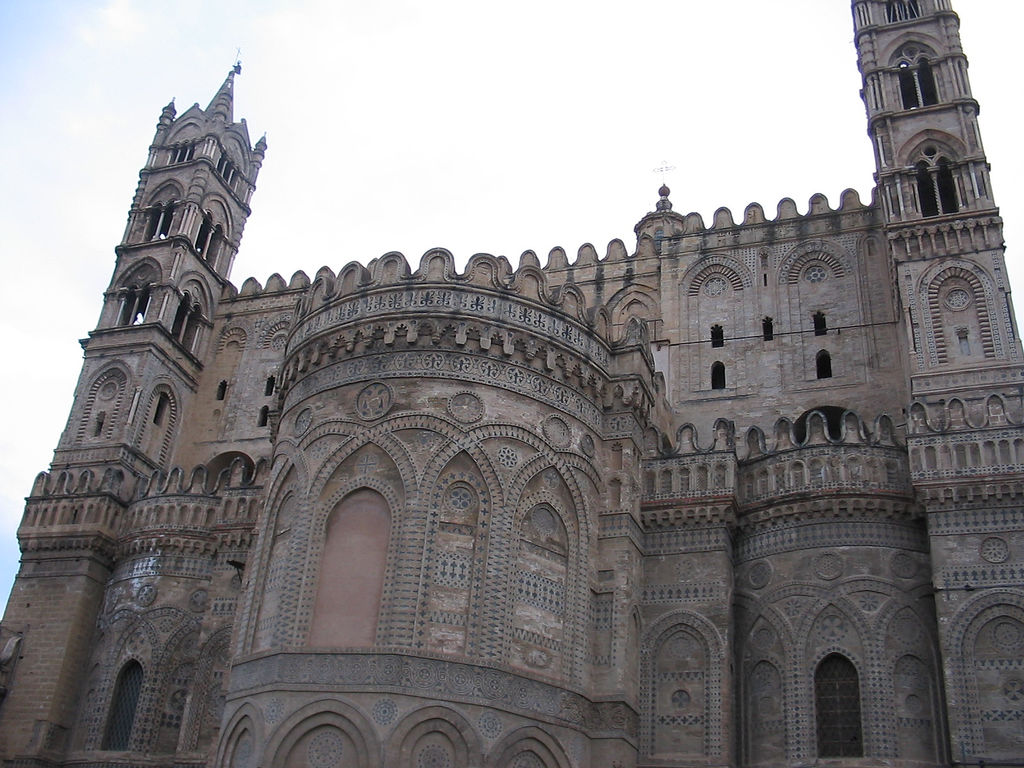
Façana oriental

Per a tenir una visió adequada de la complexitat monumental de la façana oriental, cal que l'observador se situï al final de la piazzeta Sett'Angeli alineat amb l'absis, però a la banda oposada. El fet que la plaça estigui en pendent accentua l'aparició solemne del majestuós volum dels cossos arquitectònics de la catedral, que es projecten sobre la plaça. Una primera observació està relacionada amb el cos exterior de la cripta que, sobresortint vers la plaça, sembla servir de base als tres absis, mentre que, en realitat, els precedeix. Això crea una espècie de fissura entre el duomo i la plaça, i dona lloc a una espècie de cos arquitectònic rar –el de la cripta—, del qual no se sap amb precisió la data de construcció. Dels tres absis, el que es mostra amb més eminència és el del presbiteri, mentre que els dos laterals, més petits i més baixos, apareixen un xic ofegats. Això es deu, en part, a l'enquadrament angular que realitzen les dues torres esglaonades de l'est projectant-se vers el cel i superant en altura els absis, en part, també, per la presència, al sud, del volum cúbic de la sagristia del segle xiv. Darrere aquest grup de volums arquitectònics, destaca la prominència de la construcció que cobreix el cor, al centre, i les dues capelles, del Santíssim Sagrament i de santa Rosalia, a les dues bandes. Per damunt d'aquestes, s'hieleva la cúpula de Fuga, del segle xviii, que, mercès al seu alt tambor, emergeix amb aspecte esvelt i elegant cap al cel.
Resta clar que la primera observació és la de l'heterogeneïtat estilística entre les parts medievals i la cúpula. S'ha de tenir en compte que, antigament, els absis representaven, de la manera més luxosa i monumental possible, l'exterior del santuari; eren la part més significativa de l'edifici eclesiàstic, perquè era on es custodiava i representava, sota la forma de l'eucaristia i amb el desenvolupament de la litúrgia, la passió i resurrecció de Crist. Els tres absis havien de ser orientats cap a l'est, sia perquè a Orient la sortida del sol revelava la llum de la saviesa, sia perquè a Orient es troba Jerusalem, la ciutat del sacrifici de Crist. Per això, en l'edat mitjana mediterrània influïda per l'Orient romà, l'exterior dels absis tenia més una importància arquitectònica que les altres façanes i li calia, doncs, una atenció decorativa adequada, fins i tot respecte a la façana on s'obria la porta d'ingrés al temple. Sempre, per aquesta suma de significats simbòlics, la residència del bisbe titular, el palau episcopal, es construïa al costat de l'absis. En efecte, l'antiga residència del bisbe de Palerm no era on ésara el palau arquebisbal (és a dir, davant de la plaça de la Catedral), sinó a la part oriental, on avui hi han, grosso modo, els edificis de l'església de la Badia Nova i del palazzo Agello.
La importància exterior dels absis es plasma en la luxosa decoració de marqueteria amb pedres de diferents colors. Es tracta d'arcades cegues entrellaçades que se succeeixen a nivells diferents paral·lels, realitzades com simples poms decoratius a dins dels quals prevalen els motius geomètrics. Aquests s'obtenen amb l'alternança de tova de color ocre i de pedra grisa fosca. Al cim de l'absis major apareix, dins d'un medalló i realitzada també en marqueteria de pedra, l'àliga bicèfala de la marmma
 que pel lloc prova els treballs acabats el segle xii. A pesar d'aquestes declaracions, els absis de la catedral de Palerm no tenen la complexitat i riquesa decorativa dels del duomo de Monreale, signe de la distinta situació econòmica entre el rei Guillem II, que finançà la construcció del duomo de Monreale, i el bisbe Gualtiero, que finançà el de Palerm.

### Les torres esglaonades
Són torres altes i esveltes, de planta quadrada, que formen part de l'edifici construït pel bisbe Gualtiero al segle xii. Les obres s'interromperen durant molt de temps i foren acabades segles després. Servien per a comunicar l'interior de l'església amb les altes galeries del cleristori i amb les teulades. A l'interior de dues d'aquestes, hi ha una escala amb graons de pedra. Van er construïdes en distints ordres o nivells, que es caracteritzen essencialment –a partir d'una certa altura– per finestres monòfores (a baix), bífores (zona intermèdia) i trífores (últim nivell). Aquestes finestres estan emmarcades per arcs i petites columnes, amb una certa semblança a les del campanar de l'església de la Martorana. Els nivells diferents es separen per algunes cornises horitzontals. Les cantonades externes de les torres estan decorades per petites columnes encaixades –als cims– i per grossos monticles enroscats. De tota manera, no tenen totes la mateixa decorció exterior que és tan variada que difícilment pot ser resumida en poc d'espai. A la piazza Sett'Angeli, per desgràcia, va tenir lloc una de les més grans tragèdies de l'última guerra a Palerm. Hi havia un refugi antiaeri. Durant el bombardeig del 8-9 de març de 1943, algunes bombes tocaren de ple el refugi i quasi tots els que es trobaven dintre moriren sota els enderrocs. Al centre de la plaça, una petita estela recorda tots els palermitans víctimes civils de la Segona Guerra Mundial.

## La façana meridional

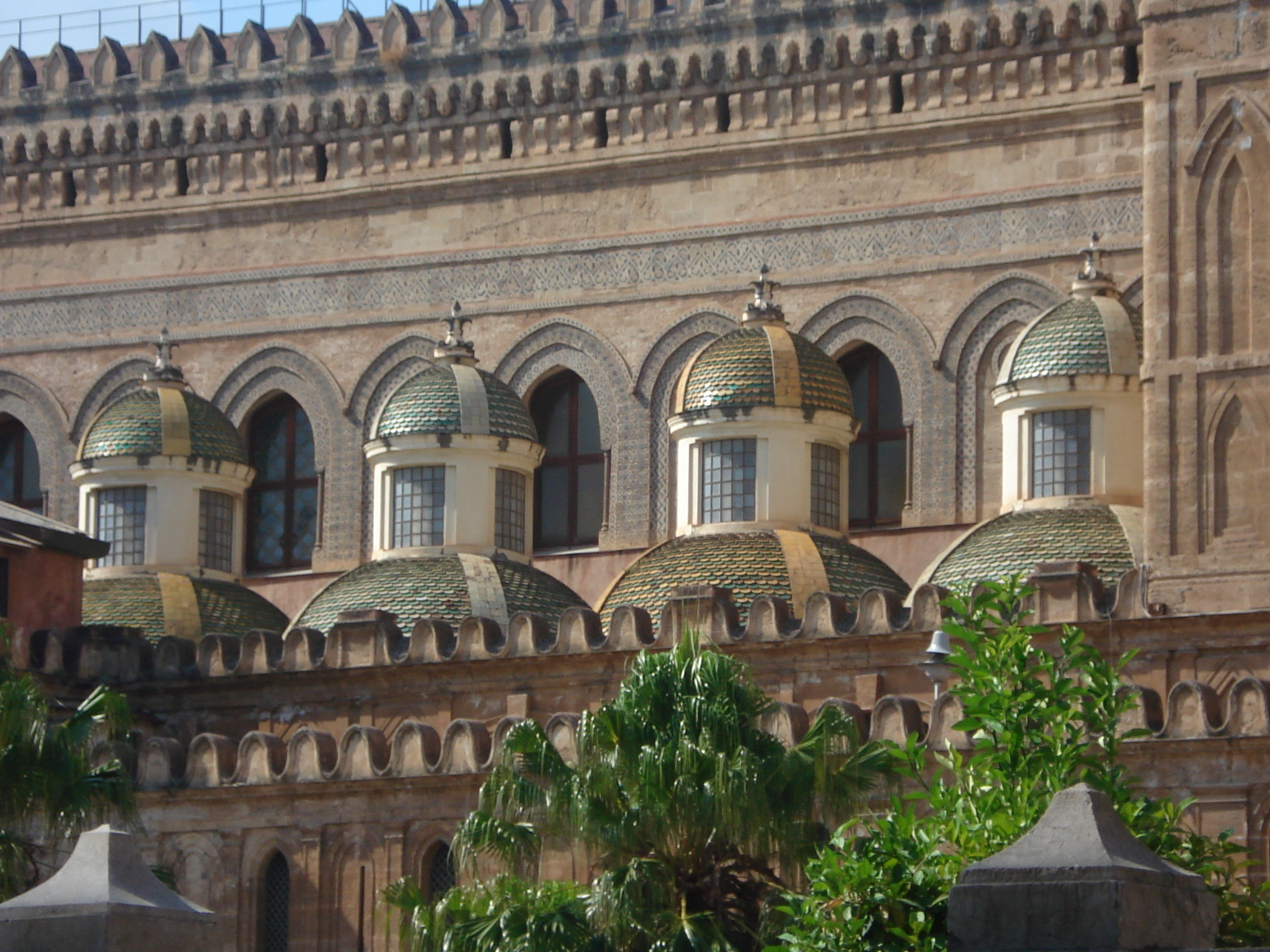
Viats parcials de la façana meridional.

La façana meridional de la seu és la més famosa i la més coneguda. Immortalitzada en pintures, aquarel·les i gravats durant els segles passats, també és la més fotogràfiada. Aquest gran espai rectangular està envoltat per alguns dels edificis històrics més importants de la ciutat. Al nord, hi ha la façana meridional de la catedral. A l'oest, s'hi troba la imponent mola del palau arquebisbal, la façana oriental de la qual dona a la via Matteo Bonello. Aquest edifici fou construït, a mitjan segle xv, pel bisbe Simone Bologna, qui hi traslladà la seu episcopal, i abandonà la vella seu al costat dels absis orientals. Aquest trasllat fou dictat per la renovació urbanística i arquitectònica d'aquesta zona de la ciutat, sobretot, per l'arranjament definitiu i monumental de via Cassaro, a la qual dona la façana meridional del palau arquebisbal. Aquest edifici es caracteritza –pel cantó que dona a la plaça de la Catedral– per dos elements arquitectònics de valor. Sobretot, la meravellosa finestra trífora d'estil gòtic situada a l'extrem meridional. Dues petites columnes, altes, lleugeres i esveltes sostenen un elegant trenat superior de gust flamboyant. Després, el portal d'accés al palau, format per un marc de segments rectilinis i arcs, típic del segle xv sicilià. I finalment, el magnífic balcó que fa cantonada amb el corso Vittorio Emanuelle, des d'on els bisbes de la ciutat assistien a la processó del Carro Triomfal que caracteritza el Festino de santa Rosalia.
Al llarg de la banda meridional, s'hi alineen les façanes d'alguns dels antics palaus aristocràtics de la ciutat; el palazzo La Grua di Carini (reedificat després del 1860); el palazzo Filangeri di Cutò (del segle xvii, però reconstruït el segle xix); el palazzo Imperatore (després Orioles; Gaetani della Bastiglia i, per acabar, del Mestre Capellà del duomo) i el palazzo Paternò Asmundo di Sessa (1770). I per acabar, el cantó est, que dona a via Simone Bologna, és el més modest, ja que tan sols conté la façana de la vella Escola Turrisi Colonna (avui l'Institut Vittorio Emanuelle II) d'estil neoclàssic, però més aviat anodí, que ocupa el lloc de l'antic monestir dels Set Àngels, destruït el 1860. Aquest gran espai urbà ha estat teatre de múltiples esdeveniments que han caracteritzat la vida històrica de la vila. D'aquí sortien les grans processons religioses en què participava el bisbe amb tota la cúria, els canonges del duomo, les autoritats civils del senat ciutadà, els ordes religiosos, les confraries (Corpus Domini, Madonna Assunta, Festino de Santa Rosalia, etc.) Aquí formaven les tropes i s'apinyava la gent esperant els sobirans després de la cerimònia de la coronació, que tenia lloc al duomo. Aquí també se celebraven les grans fires comercials, com la de santa Cristina, i també els càstigs de les persones condemnades pel tribunal de la Inquisició. Aquí tingueren lloc cruents episodis amb motiu de les rebel·lions i combats. En els primers segles, aquesta era la zona del cementiri, immersa en un frondós jardí probablement tancat per construccions i per un mur. El 1452, l'arquebisbe Simone Bologna hagué de cedir l'espai necessari per a la nova entrada meridional que s'estava construint, i per al nou palau episcopal, i ho feu aplanar tot.
A finals del segle xvi, fou realitzada una primera balustrada de marbre al voltant de la plaça per Voncenzo Gagni, Domenico di Giglio i Giovanni Dajola. Al segle xvii, es construí la balustrada que veiem avui dia –en calcari de Billemi– i que regularitzà la plaça encerclant-la per tres cantons. Sobre aquesta balustrada, foren col·locades setze estàtues de sants en marbre, i se'n col·locaren catorze sobre els respectius pilars laterals de les set entrades d'accés, tancades per cancells de ferro. Anomenarem aquestes estàtues, a partir de la que hi ha al costat de l'absis sud-est, i els seus respectius autors, que foren els més audaços escultors palermitans del segle xvii: Sant Golbodeo de Giovanni Tagliavia, Sant Próculo, Sant Eustrogio d'Antonio Anello, sant Maximilià de Giovanni Taglavia. Aquestes estàtues donen a la via Simone Bologna i foren ordenades per l'arquebisbe Lozano.

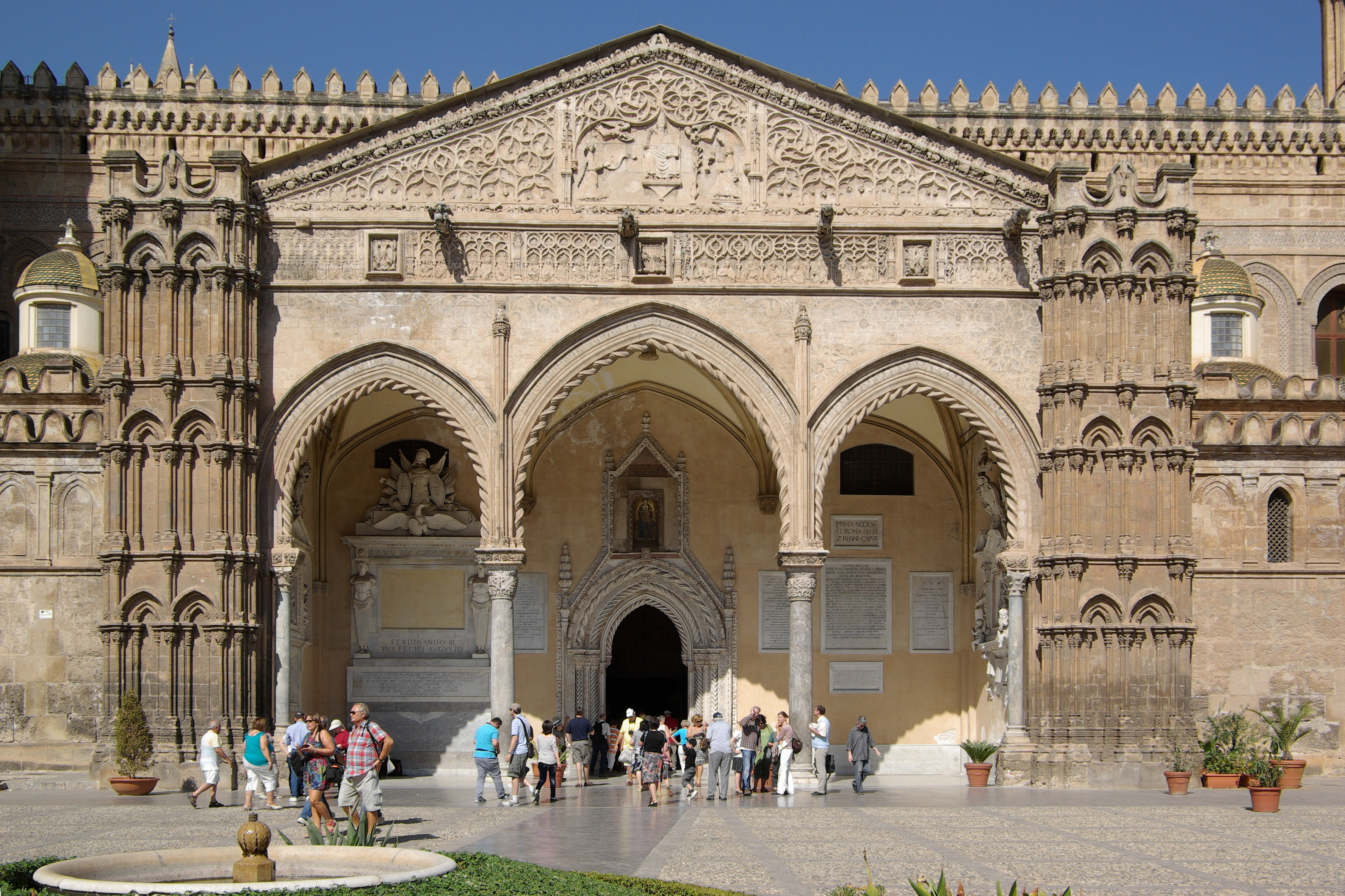
Magnífica vista del tripòrtic.

L'estatua col·locada a la cantonada amb el corso Vittorio Emanuele fou obra del senat i representa sant Sergio (Caro Aprile, 1965). Estàtues que donen al corso Vittorio Emanuele, encarregades per l'arquebisbe Martino de León: santa Oliva i santa Ninfa (Gaspare Guercio, 1656), santa Rosalia (G. Guercio, 1655), santa Ágata (C. Aprile, 1655), santa Silvia (C. Aprile, 1656), santa Cristina (C. Aprile, 1655). L'estàtua del cantó sud-est, realitzada per encàrrec del senat, representa sant Agatone (C. Aprile, 1655). Continuem amb les estàtues que donen a la via Matteo Bonello; sant Ambrosio i sant Jeroni (Antonio Aprile), i sant Agustí, sant Gregori (G. Tagliavia). Aquestes quatre últimes foren encarregades per l'arquebisbe Lozano. Aquesta balustrada continua amb la qual es trobava davant la façana occidental, adornada amb estàtues durant el segle xviii, i amb la de la veïna loggia dell'Incoronazione. Però d'aquesta lògia se'n parlarà més endavant, en parlar-ne de la façana occidental. El 1744, al centre de la plaça de la Catedral, fou col·locada l'estàtua de santa Rosalia sobre un alt pedestal de planta triangular, que recorda estilísticament les vares de les professions d'aquesta època.
La primera construcció de la façana meridional consta d'un llarg mur (sobresurt en altura) del cantó meridional de la gran nau central; en aquest, es veu una filera de finestres ogivals (moltes n'estan tapiades) amb una interessant decoració. Estan emmarcades per una doble sèrie d'arcs encaixats amb una petita cornisa a la part superior. Les bandes dels arcs estan decorades en marqueteria de pedres de diferents colors i amb motius geomètrics. Sobre aquesta fila de finestres, hi ha una llarga banda horitzontal també decorada en marqueteria de pedra amb motius vegetals. L'altre mur està col·locat entre el creuer del segle xviii (realitzat en estil neomedieval) i l'absis medieval del sud-est (aquest també retocat), en què es veu la gran finestra circular (ull de bou). Aquest mur és fàcil de distingir, perquè al seu darrere no hi ha res, és a dir, no és la façana de cap espai interior. Es tracta del mur que tancava el doble creuer antic de l'església medieval. En aquest mur, hi ha tres finestres alineades (i rastres d'una quarta) molt altes i estretes. La part superior d'aquestes finestres és un arc ogival emmarcat per un doble arc amb cornisa al voltant. La banda interna d'aquest doble arc té una figura radial; l'externa està decorada amb entrellaçats semblants a dents de serra. Entre el marc d'una finestra i de l'altra, hi ha col·locats discs decorats també amb motius trencats. Hi és evident la influència de l'arquitectura fatimita egípcia, que a través del Magreb arribà a Sicília en el segle xii.

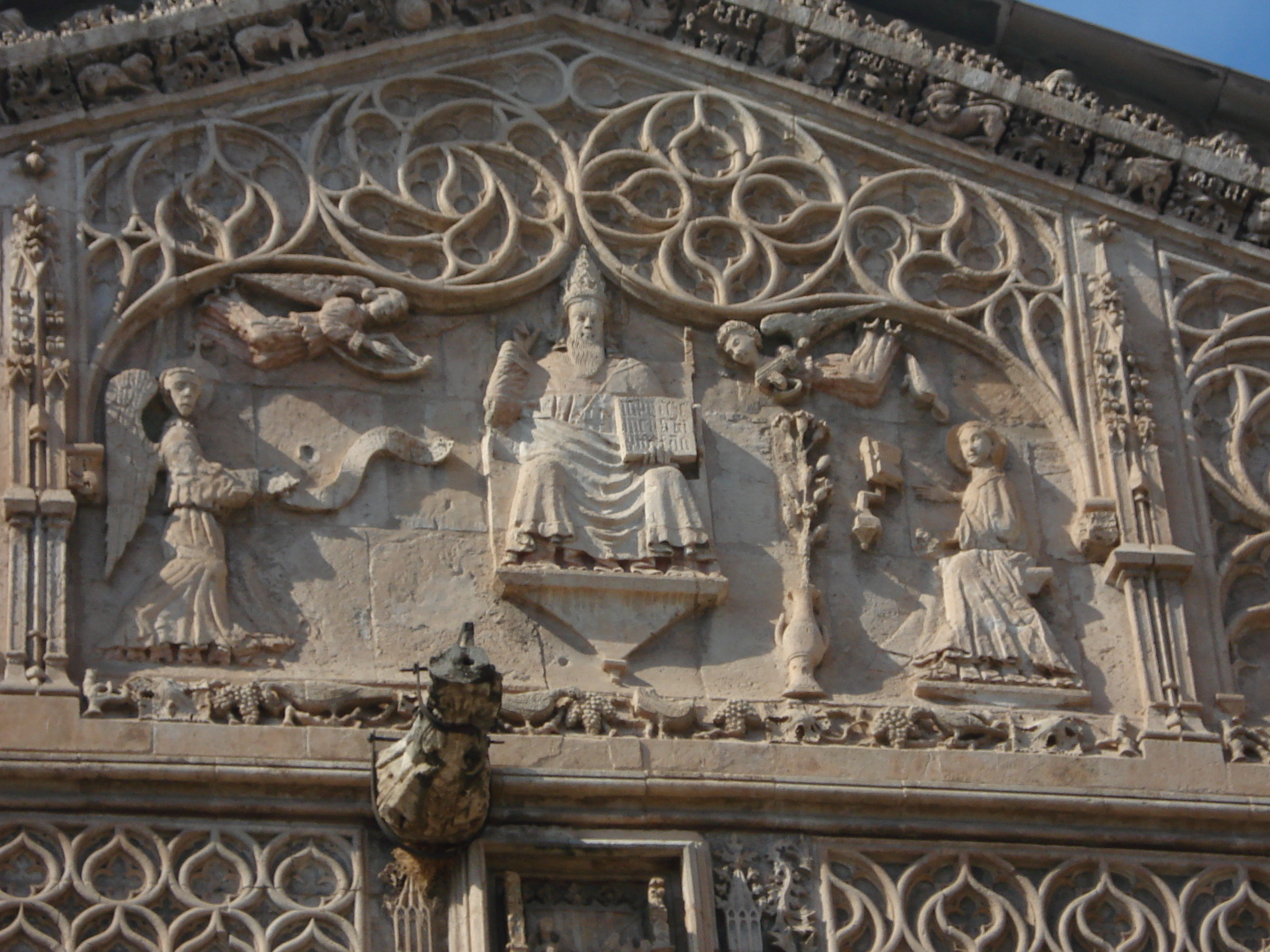
Detall del tripòrtic.

El tripòrtic del segle xv, obra de l'arquitecte Gambara de la maramma del duomo. El pòrtic emmarca el portal posterior meridional de l'església, que ha esdevingut, amb el temps, la porta més important i usada d'accés al temple. El tripòrtic està caracteritzat pels següents elements: quatre columnes destaquen cap amunt, sostenint tres magnífics arcs ogivals amb cordons entorxats. Per sobre d'aquests, s'hi troba una cornisa horitzontal luxosament decorada.
I per sobre d'aquesta, tenim un gran timpà triangular al centre de la qual es troba la representació de Déu Pare al tron, vestit com un pontífex romà. Als costats d'aquesta estructura arquitectònica, s'alcen dos pilars profusament decorats que serveixen per a encadenar estàticament el conjunt. El tripòrtic fou concebut amb formes sumptuoses, potser, també, per celebrar l'entrada principal a Palerm del rei Alfons el Magnànim, que havia de ser coronat rei de Sicília a la catedral.

Les quatre columnes són de pedra grisa i descansen en basaments àtics. Les columnes centrals queden lliures i les dues laterals descansen en els respectius pilars. Una d'aquestes últimes, la de l'oest, té gravat, a una determinada altura, un versicle de l'Alcorà amb caràcters cúfics. Es pensa que pugui venir de l'antiga catedral, que fou usada com a mesquita pels àrabs. El versicle diu:
| « | Vostre Senyor creà el dia que neix. La nit, la lluna i les estrelles es mouen segons el seu mandat. És que les coses no han estat creades per la seva voluntat? Beneït siguis, Déu i Senyor dels segles. | » |

Per sobre de les dues columnes centrals, hi ha dos magnífics capitells de cistella (de llunyana ascendència romana d'Orient) finament elaborats. Dels capitells, s'alcen unes altes volutes que sostenen els tres grans arcs ogivals. Aquests tenen complexes cornises i múltiples motllures, entre les quals destaquen les de cordó entrellaçat. Dels dos capitells centrals, pugen dos prims bossells que acaben en llanternons molt elaborats. En l'espai entre les cornises dels tres grans arcs i la cornisa horitzontal superior, el mur està decorat amb incisions que desenvolupen rams simbòlics, entre els quals hi ha representades figures humanes. Totes aquestes escenes, originàriament, estaven realitzades amb guix acolorit i les seves petges foren recuperades en la restauració dels anys 1980, però des de sota (és a dir, al nivell de l'espectador) són escassament visibles. El seu significat és el de l'Arbre de la Vida, que preludia l'entrada a l'església, és a dir, al temple de la salvació.

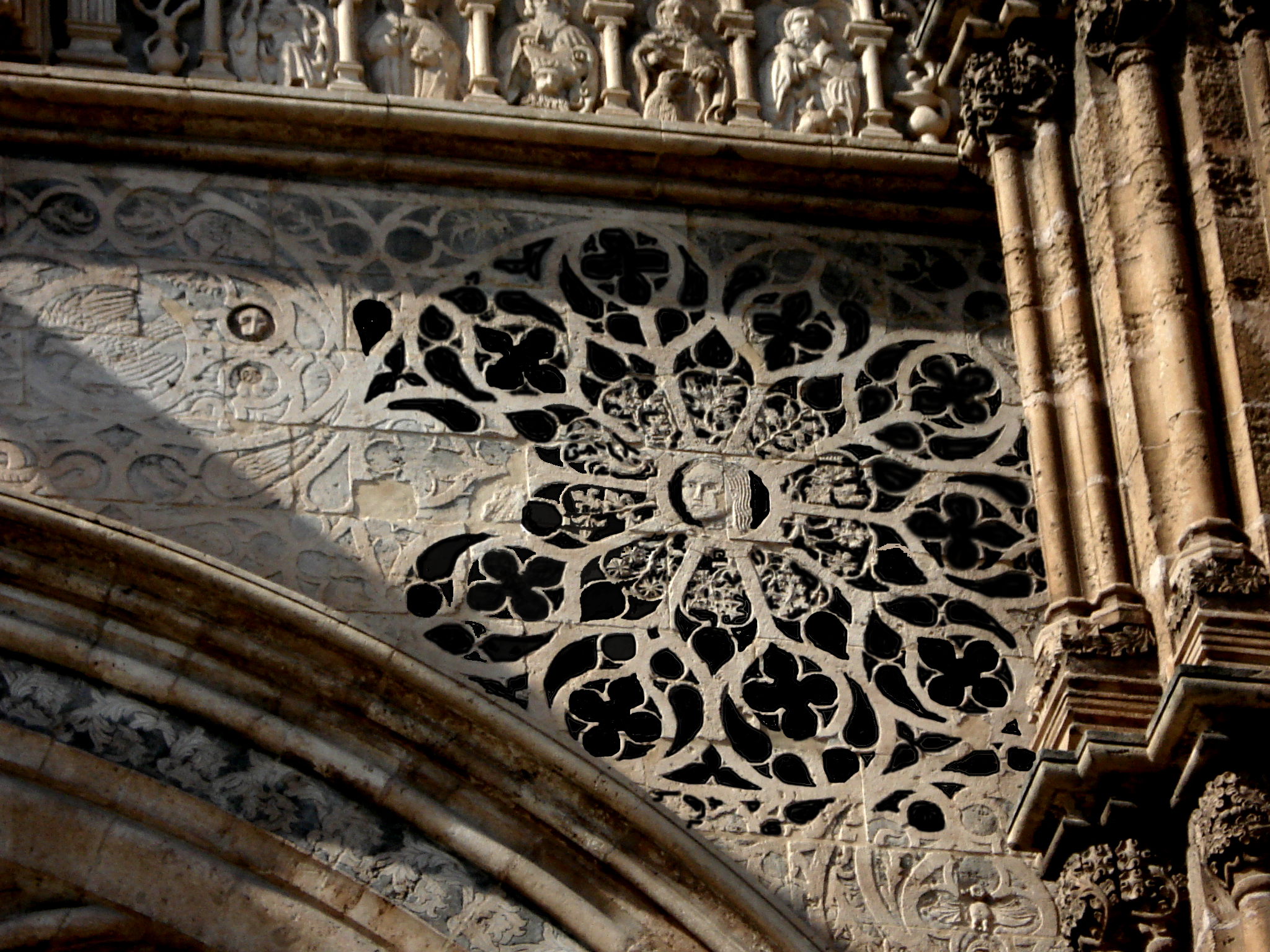
Detall del tripòrtic.

La cornisa horitzontal, que tanca aquesta primera part inferior de la façana del tripòrtic, és una llarga franja amb una densa decoració en relleu realitzada amb motius principalment geomètrics, interrompuda per tres requadres en correspondència amb la part superior dels tres grans arcs de sota. En aquests requadres estan representats, en un delicat relleu: l'àliga del senat palermità; l'àliga del regne de Sicília i l'àliga bicèfala de la maramma del duomo. A sobre d'aquesta banda decorativa, hi ha inserida (en horitzontal, com si fossin desaigües) quatre escultures (potser del segle xiv i d'origen desconegut) que representen animals i persones (potser servien per penjar estàndards i robes precioses durant les festivitats).
El gran timpà triangular que conclou en l'alt de la façana del tripòrtic és una obra de gran finesa decorativa. A la part central del timpà, realitzada amb elegant disseny en relleu, hi ha una escena de complex significat. Al centre, hi ha la figura de Déu Pare segut al tron i vestit com un Papa de Roma. Al cap té la corona dels tres regnes; a la mà esquerra, té un llibre obert i amb la dreta fa l'acte de beneir. A cada banda, té una figura: la de la dreta és un àngel que sembla agenollar-se mentre que, amb una mà, desembolica un paper que s'agita al vent; damunt, hi apareix un àngel més petit volant. A l'esquerra de Déu Pare, la figura de la Verge escolta l'anunci de l'àngel. Als dos cantons de l'escena, hi ha representada una densa trama de motius circulars en relleu, que semblen replicar els motius vegetals en espiral reproduïts a la cornisa inferior. Al damunt d'aquesta escena, en correspondència amb la cúspide del timpà, aquests elements semblen formar un baldaquí d'honor per a la figura del Déu Pare, i s'assemblen molt als dels elements decoratius del gòtic flamboyant. El timpà acaba en una cornisa, profusament decorada, que remarca els dos vessants de la teulada.
Els dos pilars laterals que emmarquen els arcs del tripòrtic són també obres on els motius arquitectònics i els motius decoratius s'entrellacen tan densament que l'observador troba dificultat a distingir-los separadament. Per aquests pilars, val el mateix que s'ha dit de les torres esglaonades. Però, al contrari de les torres escalonades, en el cas d'aquests dos pilars, l'observador pot apropar-se'n a la base i veure de prop la complexitat, la riquesa i la varietat de la decoració, que forma un conjunt únic amb l'estructura arquitectònica. La decoració arquitectònica està disposada en tres ordres sobreposats. Cadascun repeteix, a la façana exterior, una espècie de bífora cega que es distingeix pels gavells de columnes i el doble cos dels arcs. Meravella l'observador que aquesta estructura decorativa, que s'ha simplificat descriptivament, estigui tota realitzada amb maons que cobreixen els pilars. Amb aquests, s'han fet columnes, arcs, capitells, cornises, basaments, etc., elements tots finament treballats i, a més, gravats (graffiti) a les superfícies planes, i amb motius decoratius en tota la superfície mural. Els dos pilars acaben, per dalt, en la cornisa de base del timpà triangular que tanquen. La coronació superior dels pilars és emmerletada.
Cal veure quins poden ser els significats religiosos i polítics d'aquest luxós i majestuós tripòrtic. El significat religiós ha estat indicat pels estudiosos en el simbolisme de l'Arbre de la Vida, que en moltes catedrals medievals decora els pòrtics d'entrada. Les columnes representen el tronc de l'arbre, mentre que les branques i el fullatge, plens de figures simbòliques, resten gravats als espais entre els grans arcs i en les zones laterals del timpà. El significat polític pot manifestar-se en l'escena representada al centre del timpà. Cal recordar que, encara algunes parts daten del segle xv, el mateix any de l'entrada triomfal a Palerm del rei Alfons el Magnànim. Alfons entrà a la ciutat per la Porta Nova (ubicada a poca distància de la seu), adaptada arquitectònicament, per a l'ocasió, com un arc de triomf de l'antiga Roma.

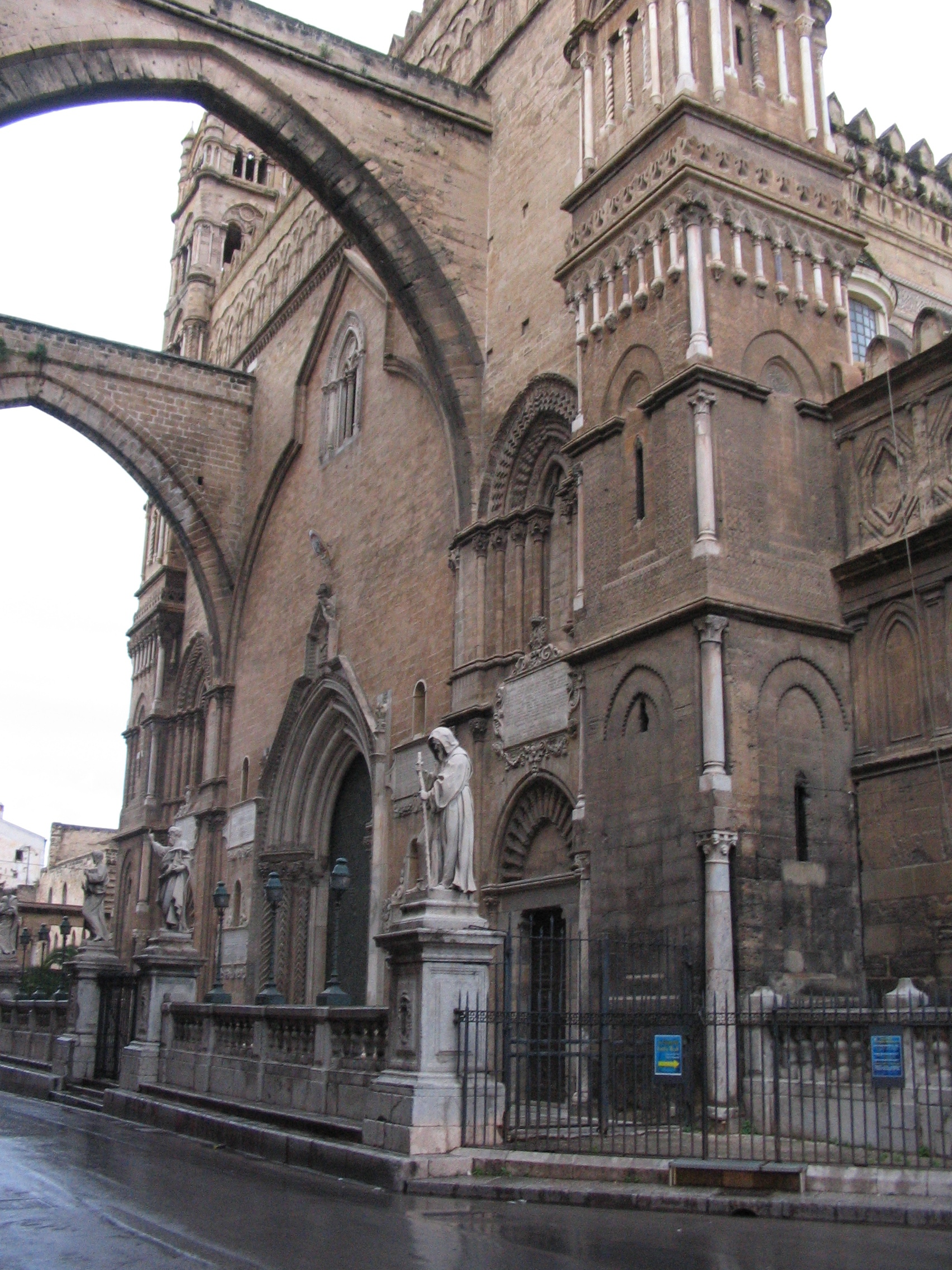
Detall de les arcades

Ell era el protector del duomo, és a dir, pagava els treballs arquitectònics i els objectes necessaris per al culte i, probablement, per consell dels seus assessors polítics italians, demanés al mestre de la maramma una representació simbòlica per al timpà que coronava el tripòrtic. Per què? Alfons pretenia la conquesta del Regne de Nàpols, que havia heretat per testament (negat després), on regnava una dinastia protegida pel papa. Havia estat amenaçat amb l'excomunió, fet que l'hauria perjudicat enormement. L'escena representada al timpà sembla voler dir que ell no pretenia ser enemic de l'església. És més, reconeix explícitament el Papa en la figura que representa Déu en la Terra. Precisament, a través del tripòrtic, Alfons entrà a la catedral per ser coronat Rei de Sicília, cosa que significava també el domini dels territoris continentals del regne, impròpiament anomenats regne de Nàpols.
A dins de l'atri del tripòrtic, es trobava el portal d'accés al temple. És obra de l'escultor Antonio Gambara, encarregada per l'arquebisbe Uberto de Marinis, el 1426. És un magnífic espai d'accés que, en part, s'inspira en el portal del segle xiv de la façana occidental, excepte en la coronació superior. L'espai d'accés està realitzat amb rebaixos. Quatre columnes (dues amb mànecs entorxats), col·locades a cada banda, surten de basaments àtics per acabar en luxosos capitells d'inspiració coríntia. D'aquests, surten els cossos d'arc múltiple que emmarquen l'esvelt arc agut. Tots aquests elements estan profusament decorats, i donen al conjunt una gran monumentalitat. Al vèrtex del cos d'arc, hi ha esculpit un escut amb la figura bicèfala símbol de la maramma. Al vèrtex del cos de l'arc final, tanmateix, una altra placa representa el Creador beneint. Més enlaire, s'obre un nínxol en què hi ha un preciós mosaic de gust romà d'Orient amb la Verge i el Nen sobre un fons d'or (la Madonna del Tocco). El nínxol està envoltat, per una banda, amb decoració geomètrica acolorida. Tant la porta de sota com el nínxol de dalt, estan emmarcats i unificats per una cornisa de marbre també amplament decorada, que acaba per dalt en una espècie de timpà de dos vessants.
Observant el traçat arquitectònic general del tripòrtic, no es pot evitar comparar-lo amb la tradició de les grans entrades de les catedrals reials sicilianes del segle xii, és a dir, les construïdes per la corona per dotar els bisbes llatins que els reis de Sicília elegien mercès els precs de la Legació Apostòlica, que els fou concedida pels papes de Roma. El model d'inspiració és el tripòrtic d'entrada, delimitat per dues torres, típic de les catedrals construïdes amb els diners de les caixes reials. En tenim dos exemples en les catedrals de Cefalù i de Monreale, encara que els seus pòrtics originaris foren modificats o reconstruïts ex novo en èpoques successives. Però, també, altres catedrals reials sicilianes els tenien. Aquí, en el tripòrtic palermità, era evidentment difícil construir les dues torrasses laterals, sobretot per raons estructurals que haurien afectat els antics murs adjacents. Es preferí recórrer-hi a dos pilars de proporcions reduïdes.
Les dues fulles de la porta de fusta que hi ha al pòrtic són un delicat treball de talla i marqueteria de Francesco Miranda de Castellmmare, i foren col·locades el 1432. Les portes de noguera presenten requadres rectangulars reforçats per esquadres de ferro forjat en forma de creu. Les parts llises de l'armadura estan decorades amb un refinat trenat geomètric de marqueteria amb fusta de diferents colors. El traçat general d'aquestes dues fulles s'inspira en la tradició siciliana dels cassoni musiati (còmodes preciosament decorades) i en les grans portes de bronze de Barisano de Trani i de Bonnano de Pisa per al duomo de Monreale. Les dues fulles tenen un total de 28 requadres tallats. Els quatre requadres més alts representen: l'àngel de l'Anunciació; la Verge; la crucifixió i la resurrecció. La fila dels quatre requadres de sota té els emblemes del bisbe Uberto de Marinis (un arbre); de la maramma; del senat de la ciutat i del regne. A la fila de baix, estan representades les figures dels quatre evangelistes. La fauna de l'antic bestiari medieval –com a al·legoria dels vicis que s'han d'abandonar abans d'entrar purificats en el Temple de Déu (Domus Domini), és a dir, el duomo, la casa del Senyor)– n'apareix en els dos nivells inferiors: la llebre, el conill, el gos, el lleó, el porc senglar, l'àliga i el grifó alat. Més avall, estan emmarcats per una decoració envoltant de motius vegetals. A sota, en l'últim nivell, tornen a aparèixer els animals al·legòrics.
A les parets de l'espai interior del tripòrtic, hi ha incrustades nombroses plaques commemoratives, alguna de les quals tenen marcs arquitectònics veritablement monumentals. Començant per la paret oriental que commemora la coronació de Carles III d'Espanya com a rei de Sicília el 1735. Consisteix en un requadre en baix relleu, on es representa el moment culminant de la cerimònia: quan el bisbe de Palerm posa la corona al cap de Carles, envoltat per una multitud de personatges. El requadre està emmarcat per un sumptuós marc arquitectònic on es distingeix: a sota, un gran papir enrotllat amb la inscripció que recorda l'esdeveniment i, als extrems del marc, dos cupidos seguts que sostenen dos escuts, l'un amb el retrat del rei Carles, i l'altre amb el retrat de la seva esposa Maria Amàlia; una cornisa arquejada al centre sosté un blasó coronat amb les armes dels Borbó, flanquejades per triomfs de distintes banderes i armes. A les dues bandes d'aquesta placa commemorativa, dos nínxols acullen dues estàtues d'evangelistes de Gagini, procedents de la tribuna desmuntada: sant Marc i sant Lluc. La paret del fons, la septentrional, està dividida en dos sectors per la presència del magnífic portal del segle xv, de Gambara.

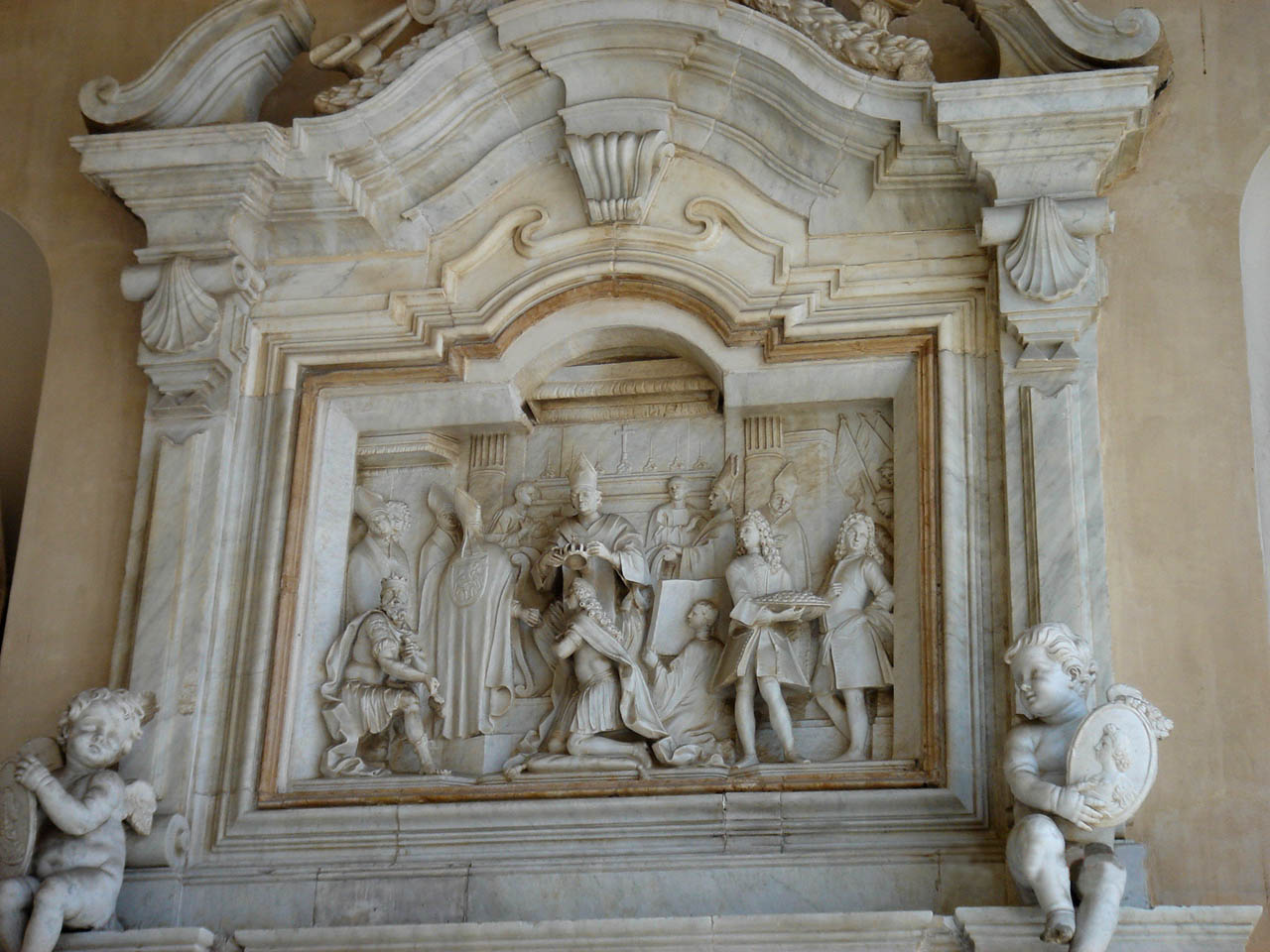
Placa escultòrica triomfal, que recorda la coronació de Carles de Borbó com a rei de Sicília.

A la part est, hi ha col·locades cinc plaques de mida distinta, però sense decoració. Una d'aquestes és especialment interessant perquè recorda que, governant el cardenal Giannettino Doria, el senat, el clergat i el poble de Palerm juraren defensar el dogma de la Concepció Immaculada de Maria «fins a l'últim sospir de la seva vida». A la banda oest, a part d'una petita placa, s'hi troba la més gran de totes, però sense el requadre escultòric que representava l'episodi històric. Està dedicada al Ferran I i, a banda d'un rètol amb la inscripció, col·locat a sota, està realçada per dues figures masculines en funció de cariàtides. Aquestes figures sostenen una cornisa superior sobre la qual hi ha una àliga amb les ales desplegades i el pit cobert per un blasó dinàstic i una cuirassa amb elm, flanquejada per un triomf de banderes, armes i feix.
A la paret occidental, una altra placa triomfal recorda la coronació de Víctor Amadeu II de Savoia com a rei de Sicília (1713). Té una forma arquitectònica més senzilla i severa. A sota, l'acostumat rètol amb la inscripció commemorativa de l'esdeveniment. Al centre del baix relleu (obra de G. B. Ragusa, 1714), es representa la cerimònia amb el mateix esquema de composició que el de Carles de Borbó. A dalt, un timpà clàssic triangular sosté el blasó coronat, envoltat per un triomf de banderes i dos lleons a cada costat. Aquí també, en dos nínxols laterals, hi ha col·locades dues estàtues de la tribuna de Gagini: sant Joan i sant Mateu. Una curiositat: a les dues plaques commemoratives amb les escenes de les dues coronacions, entre la multitud de personatges que assisteixen a la cerimònia, s'ha representat l'anomenat Geni de Palerm, és a dir, la personificació mítica de la ciutat. Es tracta d'un ancià de fluent barba, amb la corona reial al cap i vestit amb cuirassa romana i capa. En la coronació de Carles de Borbó, apareix amb tota la figura entre els grans aristòcrates del regne, mentre que en el de Víctor Amadeu II de Savoia està mig amagat entre els altres personatges.
Darrere el tripòrtic, i als seus dos cantons, s'estén la construcció que comprèn les capelles i la nau lateral meridional. Aquesta construcció es caracteritza per vuit petites cúpules del segle xviii, realitzades per F. Fuga per il·luminar els accessos interns a les capelles que, si no, s'haurien quedat més aviat fosques. Les cúpules estan recobertes de maons estanyats de colors diferents i plenes d'obertures per la il·luminació natural de l'interior. A l'extrem oriental d'aquesta llarga construcció, s'aixequen els edificis que contenen el local del tresor i les sagristies. Són edificis del segle xiv. Darrere d'aquests, s'estén (encara que no en tota la longitud originària) l'edifici de la gran nau central. És encara el del segle xii, el de la catedral del bisbe Gualteri, malgrat que lleugerament realçat a finals del segle xviii. Està caracteritzat per una sèrie de finestres arquejades (ara cegues), decorades per una banda perimètrica de marqueteria de pedra. A la cornisa final, continua l'encoixinat de tipus fatimita.
L'edifici del duomo s'aixeca en correspondència amb el creuer i, també, de l'alt tambor que sosté l'esvelta cúpula de Fuga, construïda a finals del segle xviii. Totes aquestes construccions mantenen, a l'exterior, un aspecte arquitectònic en harmonia d'estil amb el segle xii, encara que siguin d'època posterior, excepte, naturalment, la cúpula. El tambor cilíndric de la cúpula està constituït per un mur amb finestres de planta circular. Aquest mur el concebé Fuga més aviat alt, per poder donar a la cúpula la quota de base necessària perquè es veiés des de la llunyania, i perquè destaqués per sobre de les altres cúpules de la ciutat. La cúpula és del clàssic tipus de manierisme romà tardà, és a dir, de mitja taronja i acabada en claraboia, formada al mateix temps per un tambor amb finestres i una cúpula petita.
Al cantó oposat de l'edifici, s'alça la torrassa del campanar, unit a la catedral per dos grans arcs que passen sobre la via Matteo Bonello. La torrassa s'aixeca majestuosa i severa en el seu aspecte medieval. Però, tota la part superior dels campanars és de principis del segle xix (1826-35), obra de l'arquitecte Girolamo Palazzotto. El contrast n'és evident, encara que, avui dia, tot el conjunt ha entrat a formar part de la tradició iconogràfica del duomo palermità.

## La façana occidental i la torre del campanar
La façana occidental de l'edifici, que dona a l'estreta via Matteo Bonello, és la més petita de la seu; ja que només correspon a l'amplada de les tres naus i de les capelles laterals. Es pot suposar que, quan acabaren els treballs dirigits pel bisbe Gualtiero al segle xii, aquesta façana no era més que un simple mur que tancava l'edifici i en què s'obrien tres portes d'accés. Després, entre els segles xiv i xv, s'acabà de realitzar. Aquesta façana està emmarcada per les dues torres escalonades que la tanquen per les cantonades nord-oest i sud-oest. Al centre, s'obre el magnífic pòrtic principal, sobre una preciosa bífora descentrada 12 cm respecte a l'eix longitudinal de l'església. Més amunt, una cornisa que mescla elements diferents geomètrics subratlla la direcció del perfil ideal entre la nau major i les dues naus laterals. Encara més amunt, es troben els dos elegants arcs ogivals que uneixen la façana amb la torre del campanar, enfront.
El pòrtic principal d'accés, construït per l'arquebisbe Ottaviano de Labro entre 1352 i 1353, és luxós i elegant, una de les obres mestres de l'arquitectura de Palerm del segle xiv per la perfecció de l'elaboració del marbre i per la riquesa de la composició. L'arc d'entrada és ogival i els peus drets dels muntants estan flanquejats per tres columnes a cada costat. Les columnes són de tipus distint: salomòniques, en zig-zag, en espiral. Els seus capitells són confusament corintis i sostenen un arquitrau amb diverses cornises (encoixinats i motllures) profusament decorades. D'aquests, sortia una triple arcada ogival, realçada amb relleus de tipus diferent, però amb predomini dels de cordó. Enmig d'aquests dos arcs realçats hi ha col·locats uns escuts. El de sota representa l'àliga del senat de Palerm. El de dalt és l'emblema del regne de Sicília. Més amunt, hi ha un nínxol amb una estàtua de la Verge amb el Nen. Fou col·locada el 1679, traslladada de la cripta. Tot el portal està envoltat per un marc ulterior, decorat amb motius vegetals recurrents. Puja en vertical a les dues bandes de les columnes; continua després inclinat vers l'eix central i corre tangencial al perímetre de les arcades; després es plega un xic horitzontal i torna a pujar en vertical a l'altura del nínxol, sobre el qual fa una espècie de teulada de dues aigües, i n'acaba a sobre amb un preciós rosetó. La porta està formada per dues fulles de bronze amb deu quarterons en baix relleu schiacciato cadascun. Els quarterons estan disposats en parelles. El conjunt dels vint quarterons està coronat per una lluneta arquejada, en la qual es representa la coronació de la Verge. Els quarterons de bronze representen episodis de l'Antic i Nou Testament, elaborats en un estil que s'inspira en la tradició renaixentista italiana filtrada per l'estètica del segle xx. En el context general de les dues fulles, els episodis representats als quarterons estan col·locats «històricament» segons una narració que es desenvolupa de baix a dalt; és a dir, des del Paradís terrenal fins al triomf de la Verge en la lluneta que hi ha a sobre. Se'n citen alguns, de baix a dalt: Adam i Eva; l'àngel de l'anunciació de la Verge; la Nativitat; la crucificació de Crist. La gran obra de l'escultor de Termini Imerese, Filippo Sgarlata, es caracteritza pel lleu relleu de les figures modelades i per la delicada execució amb la qual l'autor assoleix un resultat estètic de refinada elegància. Es realitzà els anys 50 del segle xx.
Les dues portes menors que flanquegen el gran portal central s'assemblen entre si, excepte per la decoració de les arcades realçades. El seu disseny és d'una elegància senzilla, amb predilecció pels efectes de clarobscur a les arcades. El traçat arquitectònic de les dues portes és el següent: l'espai d'accés és rectangular i està caracteritzat per un llarg arquitrau monolític de duríssim granit egipci. Dalt de l'arquitrau, hi ha una cornisa perfilada i una lluneta cega arquejada i envoltada per una llarga cornisa de doble arc realçat. Separats de la porta i a ambdós costats, s'aixequen dues petites columnes amb capitells que simulen subjectar l'extremitat de la cornisa arquejada superior. La porta de la dreta –mirant a la façana de l'església—té un arc realçat decorat amb un feix de petites columnes amb els capitells que sostenen arcs aguts trilobulats. La de l'esquerra té un arc realçat amb un feix de motllures amb secció de bordó molt pronunciada, que s'alternen amb nínxols excavats de la mateixa longitud. Les dues portes estan coronades per finestres cegues arquejades de bellesa particular per l'elegància de la decoració. Les finestres acaben en un arc trilobulat. Al seu costat, quatre petites columnes llises per cada costat sobresurten del mur. Els capitells, amb motius vegetals, acaben sota una cornisa horitzontal amb distintes motllures que semblen sostenir la fastuosa cornisa arquejada de múltiples arcs realçats, tots decorats amb motius diversos: flors, múltiples bandes, amb zig-zag (o dent de serra) i fulles entrellaçades. L'efecte general és, ensems, de gran elegància i luxe. A finals del segle xviii, foren tancades durant els treballs de transformació de l'església.
La bífora de marbre, alineada amb el portal principal (en realitat, està 12 cm desfasada), es troba col·locada molt alta. La seva realització està datada a finals del segle xiv. Està emmarcada per una banda decorativa d'arc agut, i decorada amb motius vegetals en espiral. A dins, els dos arcs de la finestra són trilobulats i arrenquen d'una prima columna de secció octogonal, amb un bonic capitell de motius vegetals. A dalt dels arcs, en un medalló, hi ha l'àliga bicèfala de la maramma.
Aquesta façana occidental està separada del carrer per una balustrada de marbre (segle xviii), al centre de la qual hi ha un reixat. Sobre els pilars d'aquesta balustrada hi ha estàtues. Tot sembla imitar la balustrada de la propera plaça de la Catedral. Després de la via Incoronazione, la balustrada que envolta l'anomenada Loggia dell'Incoronazione sembla una continuació ideal d'aquesta balustrada. De fet, al cantó septentrional d'aquesta façana, després de la via Matteo Bonello, es pot admirar la logia de la capella de la Coronació.
Una de les qüestions que els historiadors encara debaten és la proximitat entre la façana occidental del duomo i la torre del campanar. Les hipòtesis en són diverses. També hi ha molts interrogants sobre l'actual torre del campanar. Primer cal descriure-la. Es tracta d'una torrassa massissa, l'estructura de la qual és de blocs de pedra calcària perfectament quadrats i disposats horitzontalment. Pot sorprendre el fet que la torre té ambients interiors només de l'època moderna i, d'altra banda, està tota plena de murs. Només en correspondència amb el gran arc septentrional que l'uneix a la façana occidental de la catedral hi ha un passadís interior. La cornisa de l'últim pis està caracteritzada per mascarons de tipus medieval; per sobre d'aquesta estructura, s'alcen quatre torretes angulars i un ulterior element també en forma de torre: el campanar del segle xix, construït en estil neomedieval. Quan es construí la torrassa? Quina era la seva funció originària? Per què la construcció de la catedral s'interromp a pocs metres d'aquesta torrassa? Aquestes són les preguntes principals. Aquesta torrassa no presenta, avui dia, els típics elements defensius (com ara merlets, lladroneres, troneres, etc.), encara que podrien haver estat eliminats en les nombroses restauracions medievals. L'única escala per a pujar-hi fins dalt, actualment, és la del gran arc septentrional que la uneix a la seu.

## La façana septentrional
La façana que dona a la via Incoronazione és la menys interessant de tot l'edifici. El llarg mur (construït en diferents èpoques des del segle xiv fins al xviii, i que constitueix el fons de les capelles interiors que s'obren a la nau lateral septentrional) presenta pocs elements d'interès. Un d'aquests és el portal monumental de finals del segle xviii que, amb el seu estil d'imitació clàssica, emmarca la porta d'accés septentrional, caracteritzada per un arc pronunciadament agut. Aquest portal està realitzat, en part, amb els materials del precedent portal renaixentista de tres arcs, realitzat per Fazio i Vincenzo Gagini en la segona meitat del segle xvi. Presenta un total de dotze columnes, recolzades al mur, que sostenen un arquitravat horitzontal que s'interromp en correspondència amb la porta central ogival. Aquesta última està emmarcada per dues columnes grises que sostenen un timpà dividit, al centre del qual hi ha un fals tabernacle, que té a sobre una cornisa amb un timpà semicircular i sosté una àliga reial. Aquest grup arquitectònic central està emmarcat, per dalt, per un gran arc de mig punt encastat. Aquesta entrada, tanmateix, ha estat considerada sempre secundària. Algunes mostres de finestres arquejades, que han estat cegades, es veuen al llarg de tot el mur.
Els edificis d'enfront de la seu, a l'altra banda de la via Incoronazione, són: el palazzo Agnello, l'església de la Badia Nova, el nou seminari i les restes de l'església medieval de la Coronació (segle xii). Alguns historiadors han plantejat que les coronacions dels sobirans medievals no se celebraven a l'antiga catedral –força malmesa a causa dels terratrèmols i de tants retocs–, sinó en aquesta capella propera, de suggestiva titulació. Després de la coronació, s'abocarien a la galeria que la caracteritzava per rebre els aplaudiments del poble. A banda de la situació orogràfica, encara avui abrupta, i la probable estretor de l'espai exterior, s'ha d'indicar que la balustrada de la lògia és obra de l'edat moderna, no medieval. També s'ha d'afegir, que, per desgràcia, l'església medieval fou destruïda parcialment a causa de l'explosió d'una bomba de canó durant la batalla de Palerm, el maig de 1860. L'explosió provocà un incendi que destruí l'arxiu de la maramma que estava guardat allà. Aquesta és una altra de les raons per les quals els historiadors tenen serioses dificultats per a reconstruir les seculars etapes històriques de la construcció del duomo.

## La nau central

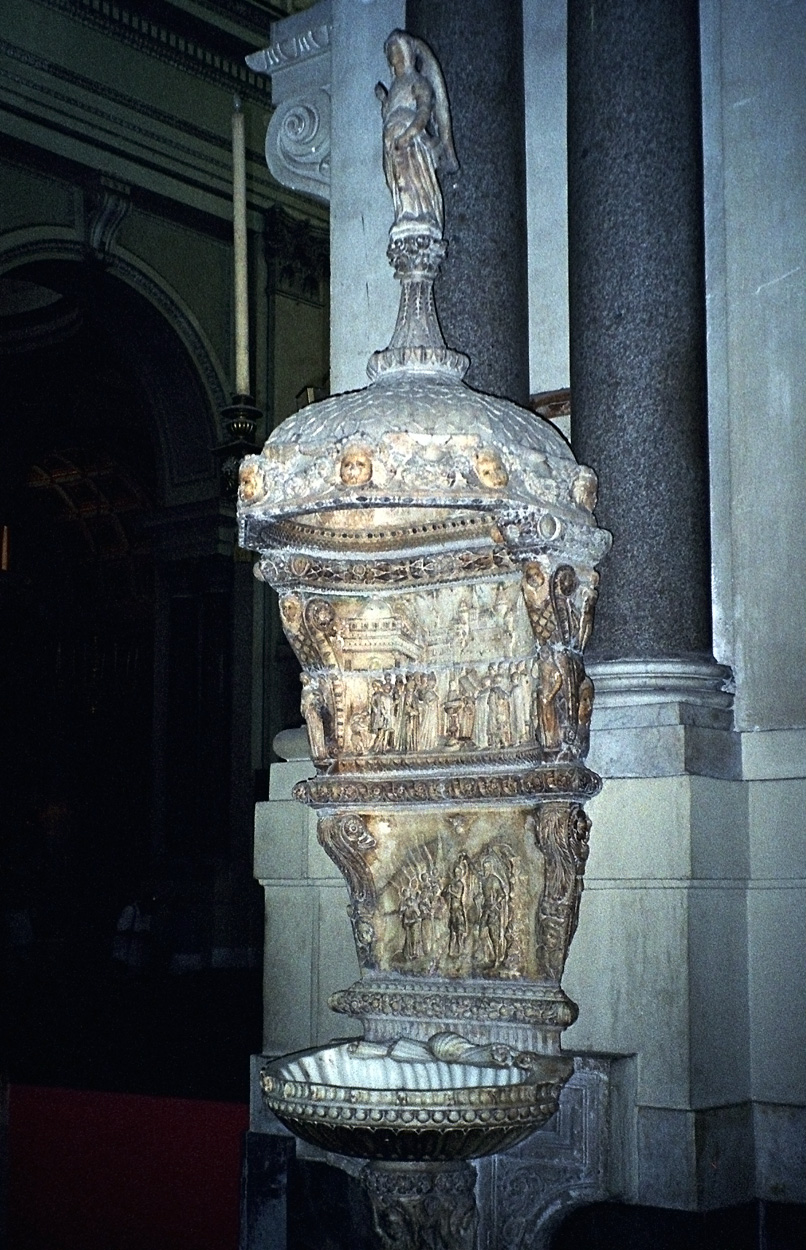
Pica d'aigua beneïda, de Giuseppe Spadafora, que data del 1553.

La gran nau central es presenta avui com la desitjaren els bisbes del segle xviii, com la projectà Fuga i com la realitzaren els arquitectes Marvuglia i Attinelli. Es tracta d'una serena i solemne concepció neoclàssica del segle xviii, influït pel descobriment dels grans monuments de l'arquitectura romana. Dues llargues fileres de pilars sostenen els arquitraus horitzontals que, a la vegada, sostenen la llarga volta de mig canó que cobreix tota la nau. En tota aquesta, predominen els enlluïts clars, blanc i gris. Els pilars es caracteritzen per tenir parelles de columnes de marbre gris encastades a les cares oposades (quatre en cada pilar). Es tracta de les mateixes columnes que hi havia –exactament en grups de quatre– a la nau central, i subjectaven els grans arcs ogivals que dividien la nau central de les naus laterals. Foren desmuntades i tornades a posar en les noves pilastres després d'haver estat escurçades i polides. Una altra característica dels pilars actuals és que, a sobre de cadascú, en una certa alçada i sobre una lleixa, hi ha una de les estàtues que formaven part de la grandiosa tribuna de Gagini. Perquè la tribuna fou desmuntada en el curs dels treballs de finals del segle xviii, sobretot, per desig de Marvuglia; i les estàtues, els medallons i els quadres foren repartits per decorar-ne la nau central, el creuer i l'absis.
Les divuit estàtues de Gagini, retirades al segle xvii de la tribuna del segle xvi i, actualment, col·locades als pilars de la nau central, havien estat col·locades, després de la gran reforma arquitectònica de finals del segle xviii, en la coronació de la façana meridional. Només després de l'última Guerra Mundial, el 1947, les estàtues foren portades de nou a dins del duomo. Estan col·locades en un cantó dels pilars, i recolzades en lleixes adequades. Als pilars de la part nord, es representen Santa Oliva, santa Agnès, Santa Llúcia, Santa Ninfa, santa Cristina, sant Francesc, sant Llorenç, sant Cosme i sant Benet. A les pilastres del cantó sud: sant Cristòfol màrtir, santa Caterina de Bolonya, santa Àgata, sant Domènec, santa Maria Magdalena, sant Antoni, sant Esteve, sant Damià i sant Sebastià.
Als pilars que es troben a prop de les entrades nord i sud, hi ha dues monumentals piques d'aigua beneïda, obres escultòriques molt refinades. La del pilar a prop de l'entrada meridional és obra de Domenico Gagini. Té una forma original: la pica baptismal, amb forma de petxina, té a sobre una espècie de baldaquí amb forma de cúpula. Sobre la cúpula, resta representada la Verge de l'Anunciació, sostinguda per dos baixos relleus, del tipus històries, que representen, cadascun, Moisès fent rajar l'aigua de la roca i, l'altra, Jesús, que guareix un paralític. L'altra pica, situada al pilar que hi ha davant l'entrada septentrional, és obra dels escultors G. Spatafora i A. Ferraro, realitzada el 1555. També aquí hi ha dos magnífics baixos relleus: el baptisme de Jesús i la benedicció de la font baptismal. També, s'hi repeteix la solució del baldaquí amb cúpula, sobre la qual, hi ha representat l'àngel de l'Anunciació.

## La nau lateral sud i les capelles adjacents
Totes les capelles que s'obren lateralment respecte a les dues naus de nord i sud foren realitzades després de l'edat mitjana, i regularitzades en les seves dimensions a finals del segle xviii. Totes estan cobertes per voltes de canó decorades amb enteixinat d'estuc. Tenen, a la respectiva paret del fons, una finestra de lluneta, col·locada en alt per a la il·luminació natural. En algunes de les capelles que flanquegen les dues naus laterals, es troben, incrustats al mur, els sarcòfags dels bisbes de Palerm de l'edat moderna. La nau meridional està il·luminada per dalt –en correspondència amb l'entrada a les capelles laterals– gràcies als lucernaris de vuit petites cúpules. Aquestes cúpules foren idea de Fuga per a il·luminar la nau i es realitzaren a finals del segle xviii. La seva presència, a l'exterior, és un dels elements que caracteritzen la façana meridional de la seu. La primera capella, a partir de l'extrem meridional del creuer, està dedicat a sant Francesc de Paula, i està decorat amb els característics marbres mesclats (marqueteria de marbres de color diferent), típics de la decoració interna de les esglésies palermitanes dels segles xvii i xviii. Hi ha tres estàtues: la de sant Francesc i la de la Penitència són de G.B. Ragusa, i la de la Caritat és de G. Vitaliano. En aquesta capella, són enterrats els arquebisbes Giuseppe Gasch (+ 1732) i Giuseppe Meléndez (+ 1753).
Continua la capella amb les relíquies de les patrones de Palerm, més profunda que l'anterior i tancada per un artístic reixat. Aquí es guarden, al llarg de les parets, les caixes fúnebres d'alguns sants; entre ells, les de tres de les quatre patrones de la ciutat: santa Ninfa, santa Cristina i santa Àgata. Aquesta última conté el reliquiari d'un braç de la santa; fou, en realitat, la primera urna que guardava les restes mortals de santa Rosalia. Després, aquestes foren col·locades en un fèretre argentat més luxós que, actualment, es troba exposat a la capella de santa Rosalia, que s'obre al creuer de l'església. Una altra caixa conté les restes mortals de sant Maximilià, primer bisbe de Palerm. L'altar col·locat al fons de la capella té, a manera de pal·li, la làpida de la tomba de sant Cosme. S'aconsella visitar aquesta capella amb deferència, per la vàlua religiosa de les restes que s'hi conserven.
El fèretre argentat de santa Cristina fou acabat el 1556. En fou autor l'orfebre i escultor Paolo Gili, ajudat per Fazio Gagini i Scipione Casella. En el traçat general, preval un concepte arquitectònic que s'inspira en les tipologies dels segles precedents, encara que tot està interpretat amb el gust estètic renaixentista que enquadra els retaules amb històries a través d'atlants i estatuetes de sants. El fèretre està format per dues caixes sobreposades, les parts frontals de les quals estan dividides en canelobres (a baix), atlants (al centre) i figures de sants (a dalt). Entre aquests, hi ha històries intercalades, d'inspiració de l'escola de Gagini, realitzades amb gran mestria en els paisatges del fons. La tapa està coronada per l'estàtua de la santa dempeus. El fèretre de plata de santa Ninfa, tal com es veu avui (2013), és la transformació d'un de més antic realitzat per l'orfebre Nibilio Gagini i per l'argenter Domenico Ferruccio en 1593. Després, el 1664, fou substituït el vell fèretre, de forma oval, per l'actual, amb forma de prisma rectangular. A la base, hi ha un petit pedestal amb riques motllures múltiples. A sobre, hi ha una urna de la qual surten flames. Més amunt, hi ha una caixa, subjecta per quatre querubins que estan suportats per quatre dofins. Els costats de la caixa estan decorats per ovals amb històries, sostinguts per àngels. La tapa és piramidal i al seu vèrtex hi ha l'estatueta de la patrona, dempeus.
El fèretre de santa Àgata, com ja s'ha dit, fou el primer a contenir les restes mortals de santa Rosalia. Fou acabat l'any 1625. Està format per dues parts, la base de fusta tallada i la caixa de plata i cristall, que contrasten estilísticament entre si. La caixa, un prisma rectangular amb tapa en forma de piràmide, recorda, encara, la tipologia medieval. Potser, perquè fou realitzada amb caràcter provisional. Bandes de plata i dibuixos geomètrics (argenter Francesco Liccio) subjecten les parts de cristall (mestres Desiderio Pillitteri i Giovanni Di Pietro). La preciosa base de fusta tallada (Apollonio Mancuso i Nicolò Viviano) presenta àngels de genolls que subjecten la caixa i, al centre, una bella àliga del senat. Tot el conjunt es recolza en luxosos fistons.
Més simples, més clàssics en el seu traçat arquitectònic de gust renaixentista, són els altres dos fèretres que es troben a la capella. Es tracta del fèretre de sant Maximilià i del que conté les restes mortals de sant Eustozi, Pròculo i Golbodeo. Són molt semblants entre si. Es tracta de caixes decorades amb històries als cantons, i tancades per tapes piramidals culminades per estatuetes de sants. La caixa de sant Maximilià està sostinguda per volutes i l'altra per cupidos muntats sobre àguiles. Estan recolzades en altes bases emmotllades.
Després, trobem la capella dedicada al beat Pietro Geremia. Al fons, hi ha una pintura d'Antonio Manno dedicada al beat (1785). A la dreta, hi ha una tela que representa els Set Àngels (anònima), un culte molt sentit en la vella Palerm, sobretot al barri del Capo. A l'esquerra, una pintura de Fedele da San Biaggio representa sant Francesc i sant Domènec. Al seu costat, hi ha la capella de sant Ignasi de Loiola i de Francesco Saverio, caracteritzada per una apreciada pintura de Pietro Novelli, anomenat el Monrealese, que representa els dos titulars de la capella. A la paret de la dreta, hi ha un quadre d'autor desconegut, que representa el martiri de santa Oliva; continua l'atri de l'ingrés meridional a l'església i, després, la capella de la Madonna della Lettera, patrona de Messina. La capella està decorada amb un quadre de gust romà d'Orient, que representa la Verge i el Nen, obra d'A. Filogamo. Així s'arriba a les dues capelles unificades, on es troben les tombes dels reis de Sicília.
Aquesta capella és un dels llocs més sagrats de la història d'Europa, i s'aconsella visitar-la amb deferència. Molts turistes alemanys porten, cada any, corones de flors a la tomba de Frederic II, en memòria del fet que fou emperador dels romans, és a dir, del Sacre Imperi Romanogermànic que, en l'edat mitjana, havia reunit en un estat únic Alemanya i Itàlia. La capella de les tombes reials es troba al final de l'església. Entrant pel portal meridional, és l'última a l'esquerra. Els fèretres, de pòrfir egipci vermell, són quatre, i estan disposats en parelles. Hi ha dos altres sarcòfags incrustats a la paret de la capella. L'un, al mur est i un altre a l'oest. Els primers dos sarcòfags són: un de l'emperador Frederic II Hohenstaufen (Frederic I de Sicília); l'altre de l'emperador Enric VI Hohenstaufen (el pare de Frederic). Els de darrere són: un del rei Roger II Hauteville (primer rei de Sicília); l'altre de l'emperadriu Constança I de Sicília Hauteville (esposa d'Enric VI i mare de Frederic II). Dels sarcòfags del mur oest, el del mur est és el de Guillem II d'Atenes; el del mur oest és el de la reina Constança (primera esposa de Frederic II). Dels quatre sarcòfags de pòrfir, tres són del mateix tipus: el de Frederic, Enrico i Constança; mentre que el quart, de Roger, és el més modest. Ara sabrem per què. Tots estan coberts per baldaquins de marbre. Els tres sarcòfags mencionats són obres d'art extraordinàries. Sia per la seva inusitada forma, sia per l'elaboració del pòrfir, només realitzable per artesans altament qualificats, sia per l'excel·lència dels personatges que contenen. Aquests sarcòfags estan recolzats, en els quatre casos, en un cantó de base que els realça lleugerament del sòl de la capella. Els sarcòfags estan formats per una caixa que té un curiós perfil lateral, als costats més llargs, mentre que els costats petits són verticals. La secció transversal pot dividir-se en dues parts. La superior és un trapezi obert per sobre. L'exterior està profusament decorat per diverses bandes horitzontals amb petites motllures sobreposades. La inferior és llisa i traçada en semicercle. S'assembla al fons d'una barca. Totes les caixes estan cobertes per una tapa o teulada de dues aigües.
El sarcòfag en què jeu Frederic és el de decoració més luxosa i presenta quatre punts de suport inferiors formats per quatre lleons de pòrfir, finament esculpits i asseguts sobre les potes posteriors (estil romàntic de la Itàlia meridional). Els dos vessants de la tapa estan adornats amb tres medallons: en els del centre, d'un i altre vessant, hi ha representats, en un, Jesucrist, i en l'altre, la Verge. Els altres medallons representen els símbols dels quatre evangelistes. El cantó curt del sarcòfag que mira vers la nau té incisions en relleu. Al timpà (triangle) superior, format pels extrems dels dos vessants de la tapa, hi ha gravada una corona esfèrica, del tipus de dues bandes que es creuen en arc a la testa del sobirà. A sota, a la cara llisa de la part amb fons de quilla de barca, hi ha gravat un cap de lleó que té a la boca una maneta circular. Al cantó curt oposat, el que dona a l'interior de la capella, està decorat amb una rosassa a dins del triangle del timpà i amb una creu inscrita en un cercle a la cara del fons de la quilla.
El sarcòfag d'Enric VI: la part que dona a la nau presenta escassa decoració. La del darrere té una petita corona d'incerta tipologia al timpà, i un cercle en relleu al fons buidat. Es recolza en dos peus amb relleus amb volutes decorades amb simples motllures.
El sarcòfag de l'emperadriu Constança presenta els mateixos peus de reforç que els del sarcòfag del seu marit, i la tapa també és llisa. Més interessant és la decoració dels cantons petits. En el que dona a la nau, es veu: al timpà, la mateixa corona gravada que en la de Frederic; a la part buidada, una creu inscrita en un cercle. Per darrere hi ha: una rosassa al timpà i una àliga a la part de sota buidada.
El quart sarcòfag, el de Roger II, es diferencia dels altres tres. La seva caixa és a cabanya, és a dir, els cantons verticals i la tapa hi fan una teulada de dues aigües. Les plaques de pòrfir que el formen semblen recuperades d'un altre lloc i no tenen decoració. La caixa està recolzada en un apreciable grup escultòric, que representa uns sarraïns de genolls sostenint-la (romànic de la Itàlia meridional).

Pel que es refereix als baldaquins que cobreixen els sarcòfags, descansen en quatre columnes cadascun, i la coberta és una teulada de dues aigües. Els dos primers (els que cobreixen els sarcòfags de Frederic II i d'Enric II) són de pòrfir vermell. Els dos posteriors, de marbre, estan recoberts de mosaics en petits trossos multicolors. Els dos sarcòfags incrustats a la paret són de marbre clar. Un, el de la reina Constança, esposa de Frederic II, és un sarcòfag romà recuperat, que presenta una bella escena de caça. Ací es troba gravada la famosa frase dedicatòria dictada per Frederic:
| « | SICANIE REGINA FUI CONSTANTIA CONIUNX AUGUSTA HIC HABITO NUNC FEDERICE TUA. | » |

| « | (Vaig ser reina de Sicília, Constança, emperadriu i esposa, aquí viuré, Frederic, teva.) | » |

L'altre, el del duc d'Atenes, conté la representació en relleu del personatge estès sobre el cadafal, i flanquejat pels emblemes d'Aragó i de Sicília en relleu.
El modest sarcòfag de Roger II, segons l'opinió de molts historiadors, és encara el que se li preparà de manera provisional, esperant que el seu cos jagués definitivament al sumptuós sarcòfag de pòrfir vermell que s'havia fet construir i que, per complicades vicissituds històriques, restà quaranta anys buit al duomo de Cefalù. Resten, també, molts aspectes obscurs sobre els altres tres sarcòfags de pòrfir que s'han descrit anteriorment. Els interrogants històrics que encara romanen, sia sobre la forma dels sarcòfags, sia sobre el contingut, sia sobre l'actual col·locació, en són molts. En primer lloc, la forma estètica dels tres sarcòfags no té similitud amb cap altre tipus de sarcòfags medievals ni d'emperadors d'Occident o d'Orient, ni de pontífexs. Els sarcòfags palermitans, la forma dels quals sembla anunciar el Renaixement italià, són, sens dubte, els més importants arquitectònicament de tots els que han quedat dels altres protagonistes històrics de l'edat mitjana occidental (Sacre Imperi romà) i oriental (Imperi romà de Constantinoble). Això no exclou, naturalment, que hi hagi hagut d'altres semblants i que s'hagin perdut. L'elecció del pòrfir egipci vermell era exclusiva de la dignitat imperial, sia a Occident, sia a Orient. Les corones inserides a sobre ho confirmen. Els documents del segle xii fan referència només a dos sarcòfags de pòrfir construïts per Roger II, per a ell i per a la seva esposa, que foren col·locats al duomo de Cefalù. Després, Frederic II els traslladà a la catedral de Palerm. Probablement, són en els quals descansen ara Frederic II i Enrico VI. El tercer, és el de l'emperadriu Constança? Aquí les coses es compliquen, perquè, com s'ha vist, a la part inferior d'un dels seus costats curts, apareix inserida en relleu una àliga semblant a la de la Casa Hohenstaufen. A més, la part superior d'aquest sarcòfag apareix feta malbé.
La hipòtesi més plausible sembla la següent: el sarcòfag que Roger II havia destinat per a ell (el més luxós de decoració; descansa sobre quatre lleons) és on avui hi ha Enrico VI. Després, hi havia les parts d'un tercer sarcòfag, que potser s'havien trencat durant l'elaboració o durant un dels molts transports. Aquestes foren manades recompondre per Frederic, que feu que afegissin a la part de baix la incisió en relleu de l'àliga, símbol de l'imperi. En aquest, feu sepultar la seva mare. Un altre punt obscur és la raó per la qual, en el mateix sarcòfag on jeia Frederic, dipositaren, després, els cadàvers d'altres dos personatges històrics, de la identitat dels quals només sembla certa la de Pere, fill del rei Frederic III (Aragó de Sicília). Finalment, s'ha de considerar que tots aquests sarcòfags, durant segles, estaven a la part meridional del creuer, a l'esquerra de l'altar, en aquella zona de l'església anomenada cementiri dels reis. Col·locació característica en totes les grans catedrals europees que tenien el privilegi de custodiar les restes mortals dels sobirans. Amb la gran reforma arquitectònica que sofrí el duomo a finals del segle xviii, aquests sarcòfags foren traslladats a la capella actual, en una col·locació més modesta i menys important que l'anterior. Es pot preguntar, com dos grans arquitectes, Ferdinando Fuga i G. Venanzio Marvuglia, no hi trobaren una millor solució. Potser els vents de guerra de la Revolució Francesa aconsellaren una prudent col·locació en el fons de l'església?

## La nau lateral nord i les capelles adjacents
Es comença com per l'altra nau, per la primera capella al costat de l'extrem nord del creuer. És una capella famosa pel culte que, antigament, dedicaven els palermitans: la capella de la Verge Libera Inferni. La preciosa estàtua de la Verge amb el Nen que s'hi troba ha estat atribuïda a Francesco Laurana. En aquesta capella, hi ha enterrats els arquebisbes Raffaele M. Mormino i Domenico Pignatelli. Els seus sarcòfags són obres modernes, amb els busts dels respectius prelats. Segueix la capella dedicada a sant Pere i santa Àgata. L'altra és de diferents marbres, entre aquests, àgata i lapislàtzuli; i a sobre, hi ha un quadre que representa el martiri de santa Àgata (P. Martorana). En aquesta capella, hi ha soterrats el cardenal Pietro Gravina i l'arquebisbe Gaetano Trigona i Parisi. Els monuments fúnebres estan coronats per busts dels dos personatges. A continuació, ve la capella de la Immaculada, on l'estàtua de la Verge fou realitzada per famosos argenters palermitans i que, anteriorment, estava a l'església dels mercedaris descalços. En aquesta capella, hi ha enterrats l'arquebisbe Giovanni Battista Naselli (m. 1870) i l'arquebisbe Ferdinando Pignatelli. Seguix la capella de santa Cristina, una de les quatre patrones de Palerm. El quadre que la representa és obra de G. Velasquez. Aquí s'interromp la seqüència de les capelles per la presència de l'atri de l'entrada septentrional. A la capella de sant Antoni de Pàdua, la pintura sobre l'altar, que representa el sant al costat de sant Anastasi, fou atribuïda, amb dubtes, a dos autors diferents: V. d'Anna i F. Randazzo, mentre que el quadre que representa sant Benet és de M. Rossi. En aquesta capella, hi ha soterrat el cardenal arquebisbe Michelangelo Celesia (m. 1881). Segueix la capella de santa Maria dels Àngels, de la tradició palermitana i, a baix, està representada la mort de la Verge. Els baixos relleus que adornen l'altar, es creu que procedeixen de la desmuntada tribuna de Gagini. Per acabar, al costat de la porta nord de l'església, resta col·locada la capella de la font baptismal. Aquesta última és una obra de principis del segle xix i té un cert interès per la seva concepció força lliure, encara que de gust neoclàssic. Els seus autors són Filippo i Gaetano Pennino, i és de marbre de Carrara. El pedestal de la font representa l'arbre del pecat, en què es presenta Adam i Eva temptats per la serp. Sobre l'arbre, hi ha la font baptismal, de forma octogonal i decorada amb baixos relleus d'escenes bíbliques que al·ludeixen o anuncien el significat del posterior baptisme cristià. El quadre de la capella representa el baptisme de Jesús (Crestadoro).

## El creuer
A la zona on la nau central travessa el creuer del segle xviii, davant l'altar major, hi ha un rellotge de sol incrustat a terra. Es caracteritza per requadres en traceria de marbres de colors, que representen els signes zodiacals. Cada migdia, un raig de llum penetra a la seu a través d'una obertura realitzada a la petita cúpula que hi ha davant de la capella de sant Francesc de Pàdua (nau lateral sud), i il·lumina precisament el requadre amb el signe zodiacal corresponent a l'època de l'any. El creuer actual fou realitzat durant la transformació de finals del segle xviii de l'església. El tambor de la base de la cúpula surt de la zona de la intersecció entre la nau central i el creuer, i descansa, a sota, amb quatre grans arcs amb els seus plomalls esfèrics, en dos grans pilars de la nau central, a l'oest, i als murs del cor a l'est.
Al centre del creuer, sota la cúpula de Fuga, hi ha l'altar major, caracteritzat per un frontal portat de l'església de sant Cosme i Damià. Hi ha dos altars als extrems del creuer. L'altar meridional està dedicat a l'Assumpció, a la qual està dedicada la catedral. Una planxa de marbre, obra d'Antonio Gagini, col·locada sobre l'altar, representa la Dormitio Virginis. La pintura a l'oli és obra de Giuseppe Velasquez. L'altar septentrional està dedicat a un famós crucifix de fusta, del segle xiv, donat a la seu per Manfredi Chiaromonte. Aquest crucifix de fusta té als peus tres estàtues: les santes Mullers i sant Joan. L'altar, a baix, està decorat amb nou bells requadres de marbre amb baixos relleus que representen diversos episodis de la passió de Crist. A sobre del crucifix, a la lluneta, una plàstica representació de la figura de Déu Pare envoltat d'àngels i núvols, que s'inspira, evidentment, en el de la cúpula de la
tribuna de Gagini.
Davant del crucifix, als segles passats, s'hi reunien els palermitans per implorar la intervenció divina davant la pesta o davant qualsevulla carestia que afligia la ciutat. Als peus del crucifix, hi ha les estàtues de la Verge i la Magdalena (obra de Giacomo Serpotta). Nou alts relleus de Fazio i Vincenzo Gagini adornen l'altar i representen episodis de la passió de Crist. A dalt, una obra d'estuc representa el Déu Pare envoltat d'àngels (F. Quattrocchi). Vuit estàtues procedents de la tribuna de Gagini avui resten col·locades al creuer actual. Quatre d'aquestes resten col·locades, a una certa altura, als quatre pilars que sostenen la cúpula, i totes miren vers l'actual altar major. Es tracta de quatre doctors de l'Església: sant Gregori, sant Ambrosi, sant Agustí i sant Jeroni. Altres dues estan col·locades a l'extrem nord-oest del creuer, prop de la porta que condueix a la petita sagristia (prop de la capella del Santíssim Sagrament), i són: sant Judes Tadeu i sant Joan Evangelista. Les altres dues estan en l'extrem sud-oest del creuer, al costat de la porta que condueix al vestíbul de la canònica (al costat de la capella de santa Rosalia), i són: sant Mateu i sant Pau.

## Les grans capelles que donen al creuer

### La capella del Santíssim Sagrament i la capella de santa Rosalia
Aquestes dues grans capelles, al costat del cor que se'n troba entre ambdues, foren realitzades a finals del segle xviii, durant la transformació arquitectònica de l'església. La seva poderosa estructura mural (fàcilment reconeguda observant un plànol de l'edifici) es feu necessària –al costat dels dos ferms pilars d'enfront (més enllà del creuer)– per a sostenir la gran cúpula projectada per Fuga. La capella del Santíssim Sagrament s'obre al costat oest del creuer. Resta coberta per una cúpula. Al fons, s'alça el gran tabernacle triomfal de lapislàtzuli, típica obra de la decoració ornamental del segle xviii palermità (C. Fonzago). El tabernacle, també particularment apreciat, guarda el cos eucarístic. A la paret meridional, resta ubicat al monumental sarcòfag del cardenal arquebisbe Francesco Ferdinando Sanseverino († 1798), amb l'estàtua que el representa envoltada per dues dones i un àngel.
La capella dedicada a santa Rosalia s'obre en el cantó meridional del creuer. Està coberta per una cúpula i tancada per una artística reixa. L'altar, a la paret del fons, està revestit per un valuós frontal d'argent. Darrere l'altar, es troba el sarcòfag d'argent de santa Rosalia, la principal patrona de la ciutat, molt estimada pels palermitans, que la celebren a mitjans de juliol (Festino), el 4 de setembre, dies natalis (és a dir, data de la mort terrenal i naixement en la vida eterna) de la santa. A les partes del nord i sud, hi ha dos baixos relleus de Valerio Villareale, del 1818, de grans dimensions. A l'ample requadre meridional, està representada santa Rosalia demanant a Jesucrist que deturi l'àngel de la mort que flagel·la la humanitat amb pestilències i carències. A l'altre requadre, es representa la primera gran processió de l'urna de la Santuzza, celebrada el 15 de juliol de 1624, amb la participació del cardenal Giannettino Doria, del Senat de Palerm, de tots els ordes religiosos i gran participació del poble. Ambdues obres, caracteritzades per un relleu contingut i no gaire evidenciat, representen bé el gust estètic del Neoclassicisme de la primera meitat del segle xix, perquè Villareale havia estat alumne del gran Cánova.
A la paret meridional, està ubicada la sepultura del cardenal Alessandro Lualdi (†1937). Les restes mortals de la patrona es conserven en la famosa caixa de plata realitzada, el 1631, per un grup d'argenters palermitans, en substitució de l'anterior que avui guarda una relíquia de santa Àgata a la capella amb les restes de les altres santes patrones. Aquesta caixa és portada en processó pels carrers de la ciutat cada any, el 15 de juliol, en ocasió de les festes en honor de santa Rosalia, per recordar la miraculosa intervenció de la santa que, el 1624, lliurà Palerm de la pesta. Aquests episodis són evocats en les dues grans plaques de marbre en baixos relleus de V. Villareale, incrustades a les parets de la capella.
Les vicissituds de Rosalia Sinibaldi (Rosalia de Palerm): era filla de família noble, i de jove fou donzella de cort de la reina Margarida de Navarra, esposa de Guillem I. Feu vida de cort, però, segurament, les intrigues, la corrupció i la violència, que caracteritzaren en aquella època la vida del Palau Reial de Palerm, feren que la jove es decidís per una elecció oposada que, evidentment, ella ja cultivava en el seu cor. Decidí retirar-se a una ermita de la Quisquinia, on la seva família posseïa un feu. Més tard, es traslladà a una altra ermita, aquesta a la muntanya Pellegrino, prop de Palerm. Ràpidament, la seva vida eremítica i el fet que ella, una dona de la noblesa, l'hagués elegida, la feren objecte d'afectuosa cura i atenció per part de la població.
Així començà el culte popular, fins al punt que molta gent, en l'aniversari de la seva mort, anava en peregrinació fins a la gruta del Mont Pellegrino, on ella havia viscut com a eremita. Així s'arriba a l'any 1624, quan una nau provinent de Berberia portà a Palerm la pesta. La gent moria a centenars i res semblava portar consol a la població. Ni les precaucions sanitàries, ni les súpliques col·lectives a les patrones de la ciutat: santa Oliva, santa Ninfa, santa Cristina i santa Àgata. Llavors, succeïren dos fets miraculosos. Un caçador, que havia anat al Mont Pellegrino, va tenir la visió de santa Rosalía que, indicant la seva gruta, li digué que la pesta desapareixeria si el poble de Palerm l'honorava. Una dona, a punt de morir, va tenir la mateixa visió i es guarí immediatament. Les dues persones foren interrogades pel bisbe de la ciutat, el cardenal Giannettino Doria. Diverses persones que havien anat a la gruta començaren a excavar i trobaren ossos humans que, portats a la ciutat, foren examinats per una comissió mèdica nomenada pel bisbe, mentre que una altra comissió teològica examinava els dos episodis miraculosos precedents.
El senat, vist que el temps passava inútilment, pressionava sobre el bisbe Doria perquè les comissions es decidissin i hi expressessin un veredicte. Finalment, en fou positiu i els ossos, en una urna, foren portats en processó per la ciutat. Des d'aquell any, la processó de l'urna s'ha realitzat fins als nostres dies, i al seu redós han sorgit altres manifestacions (com la processó del Carro Triomfal i d'altres menors), que transformaren aquesta manifestació en una gran festa que, de fet, els palermitans anomenaren Festino, i que es feu famosa arreu d'Europa, sobretot a partir del segle xviii.
Després de trobar els ossos i de ser reconeguts, es plantejà el problema de conservar-los adequadament. El senat realitzà, el 1625, una primera urna de plata i cristall, però aviat fou considerada modesta i en fou ordenada, de nou pel senat, una altra que devia ser més fastuosa. Quan aquesta fou acabada, la primera fou destinada per a guardar una relíquia de santa Àgata, que es pot veure a la capella de les Santes Patrones. L'actual fèretre de plata de santa Rosalia és un dels màxims exemples de l'orfebreria palermitana del segle xvii; també el reliquiari de les restes mortals de la santa i la Vara (fèretre processional), adequat per a muntar-la en un baiard de fusta que, pels llargs braços horitzontals, pot ser portada a l'esquena dels devots de la confraria, cada any, durant la processó del 15 de juliol. El projecte del disseny és de l'arquitecte del senat de l'època, Mario Smiriglio. L'execució en fou encarregada a un grup d'entre els més famosos argenters palermitans: Giuseppe Oliveri, Francesco Rivelo, Giancola Viviano, Matteo Lo Castro, Michele Farruggia i Francesco Roccuzzo. L'obra fou acabada el 1611.
El sarcòfag comença, a sota, amb dos graons d'alçada diferent i està finament decorat amb diferents tipus de dibuixos. A la cornisa final del segon graó, hi ha quatre àngels dempeus que sostenen les quatre extremitats del sarcòfag. Aquests àngels tenen al rostre una expressió trista i, amb una mà, cadascú sosté un escut amb una rosa gravada, símbol de santa Rosalia. A les dues bandes més llargues, entre els àngels de les extremitats, s'interposa una bellíssima àliga municipal palermitana, amb una corona a la testa i les ales desplegades. Subjecta, amb les seves urpes, un rètol amb la descripció dedicatòria. La part superior del sarcòfag comença amb una franja decorada i, a les quatre cantonades, hi ha asseguts altres tants àngels. Les bandes del sarcòfag resten decorades per quatre requadres. Aquests requadres estan regits per àngels i s'inspiren en l'esquema de la tradició de Gagini del fons escènic «d'esfondrat», és a dir, donant-hi profunditat amb diferents tècniques de perspectiva, i dimensionals. En aquests requadres, es representen diversos episodis de la vida de santa Rosalia: la vocació de santa Rosalia; Rosalia a la gruta de la Quisquinia; Rosalia rebent una cistella de flors dels àngels; la coronació de Rosalia per part del Nen Jesús al braç de la Verge. El sarcòfag acaba, a dalt, amb una tapa de diverses motllures dirigides cap avall, i decorades amb incisions. Sobre aquesta tapa, s'alça un pedestal, als cantons del qual, quatre caps d'àngels es recolzen en altres tantes volutes. Als cantons d'aquest pedestal, hi ha sis escenes de la vida de la santa. Quatre, emmarcades en ovals als dos cantons més llargs, i dues de perfil emmarcant elements geomètrics als cantons més curts. Les escenes representen: Rosalia avisada pels àngels perquè es traslladi de la gruta de la Quisquinia a la del Mont Pellegrino; Rosalia es dirigeix vers aquesta gruta, envoltada pels àngels; Rosalia resant a la gruta del Mont Pellegrino; la santa a la gruta, molestada pels dimonis i assistida per un àngel; Rosalia ofereix el rosari a la Verge; la mort de la santa i l'ascensió al cel. A la cornisa superior del pedestal, dos àngels asseguts (potser en funció de canelobres) anticipen el grup final superior format per santa Rosalia, dempeus i de cos sencer, amb l'hàbit de monja de sant Basili i amb la creu de sant Andreu en una mà, i esclafant amb els peus el drac que simbolitza pestilència i terratrèmols.

## El cor
El cor consisteix en un profund espai rectangular (també resultat de la reforma arquitectònica del segle xviii) obert, a l'oest, sobre l'actual altar major i, aquest, sobre el gran absis del presbiteri amb l'antic altar de l'absis. Al llarg dels dos cantons, s'alineen, en doble fila, els seients de fusta del cor, on s'asseien els canonges de la catedral per seguir les funcions religioses. Als seients, pels treballs del 1781-1801, hi manquen el baldaquí de cobertura i un dels cantons de suport. El cantó que està format (com en el del bisbe) per una fina i elegant espiral doble amb una voluta superior i una d'inferior, on es troben inserides figures i elements florals. Del baldaquí resta un cantó, decorat amb l'àliga bicèfala de la maramma sostinguda per dos àngels. Al plafó de base del flanc occidental, està representada l'escena de l'adoració dels reis d'Orient Mags al Nen Jesús; ja que s'ha de tenir present que, a Palerm, era molt sentit el culte a aquests des de l'edat mitjana, i encara hi continua, com testimonia l'església dels Tre Re, no gaire llunyana de la seu. Al plafó de base de la banda de la trona del bisbe, amb què acaben els seients a l'est, es representa la mort de la Verge (Koimesis o Dormitio Virginis), en la iconografia de cultura romana d'Orient, diferent de la posterior llatinització total d'aquesta escena, amb la coronació de la Verge o l'Assumpció envoltada dels Set Àngels, a la qual està dedicada la catedral. L'escena és particularment interessant. La Verge s'hi representa estesa sobre el seu llit de mort. Està envoltada per les figures dels Apòstols dempeus i amb expressió afligida. Més amunt, es troba la figura de Crist, que té al braç un nen que simbolitza l'ànima de la Verge (Ànima Maria, en la tradició siciliana), per oferir-la a Déu Pare. A sota, el jueu Athonis tracta de tocar el llit de la Verge, però l'arcàngel Gabriel li talla les mans amb una espasa. Aquest escó apareix complet respecte al del chantre. Resten presents els dos suports de doble espiral, i el baldaquí de coronació està format per una espècie de torre amb diversos pinacles que culminen amb una agulla. Tot d'un gust gòtic tardà, seguint la moda estètica del gòtic català, perquè l'obra és del 1466. A les dues parets del cor –a sobre dels seients de fusta– hi ha ubicats dos grans orgues. La volta de canó que cobreix el cor fou pintada al fresc els primers anys del segle xix pel pintor Mariano Rossi (1731-1807), acadèmic de San Lucas i cèlebre pels seus frescos a Roma, a la Galeria Borghese (1782), i al Palau Reial de Caserta (el Palau d'Alexandre), amb la grandiosa composició de l'ascensió al cel de la Verge en un triomf de núvols, àngels i sants.

## El gran absis central del presbiteri

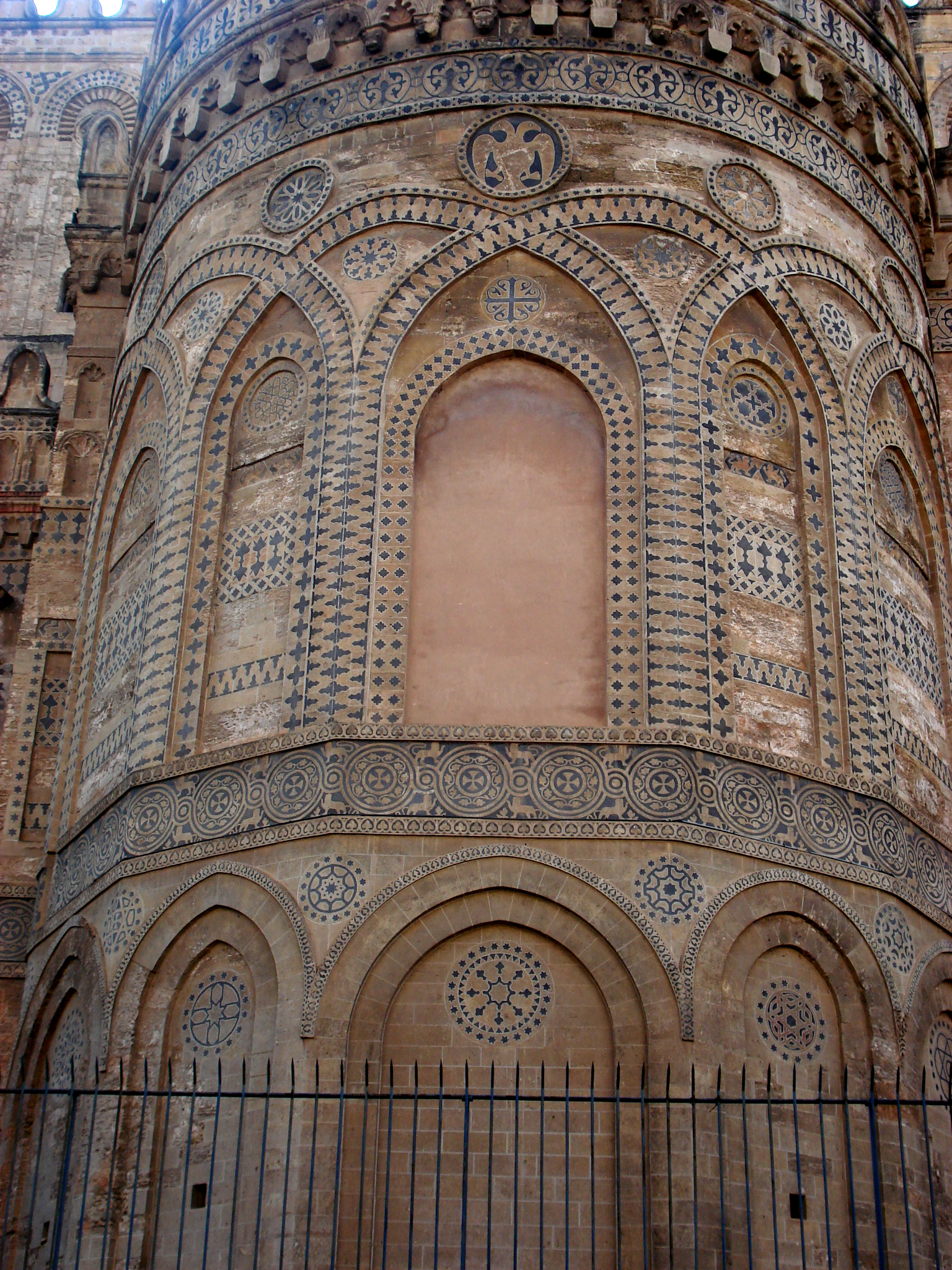
Gran absis del presbiteri.

És l'únic absis visible, des de l'interior, dels tres que caracteritzaven la catedral medieval abans de la reestructuració de finals del segle xviii (1781-1801). Els altres dos restaren convertits en espais de servei als quals s'hi accedeix per les sagristies. En certa forma, la seva presència ve reiterada –lleugerament avançada vers l'oest, al nou creuer– per les dues grans capelles: del Santíssim Sagrament i de santa Rosalia. Es tracta d'un gran espai semicircular cobert per una volta de mitja taronja en què, fins a mitjan segle xviii, estava muntada la grandiosa tribuna de Gagini, de la qual, en l'actual presbiteri, en resten, una vegada muntats de nou, algunes parts: estàtues, medallons i requadres, i, sobretot, el grup plàstic del Crist ressuscitat, que ara està col·locat sobre de l'antic altar major de 1794 (obra de F. Pinistri). L'estàtua de Crist ressuscitat estava col·locada al centre de la tribuna de Gagini, del segle xvi. Als dos extrems del presbiteri, estaven col·locats antigament: al nord, el tron reial i, al sud, la poltrona episcopal.

El tron reial de marbre que es pot veure actualment és una reconstrucció del segle xix. Al respatller, hi ha gravada la frase que recorda el primat de Palerm com a capital d'un gran estat mediterrani, que agrupava la Itàlia meridional, Albània i Ifríqiya:
| « | PRIMA SEDES CORONA REGIS ET REGNI CAPUT (primera seu de la corona del rei i capital del regne). | » |

A les parets del cor i de l'absis, hi ha col·locades deu estàtues d'Antonello Gagini, provinents, com sempre, de la famosa tribuna del segle xvi. Cinc, en resten col·locades al cantó de l'Evangeli (sant Pere, Santiago el Major, sant Felip, sant Mateu i Santiago el Menor) i altres tantes al cantó de l'Epístola (sant Andreu, Sant Joan Evangelista, sant Bartomeu, sant Tomàs i sant Simó). Sobre aquestes estàtues, hi ha medallons amb mitges figures d'àngels i, a sota, resten incrustats al mur els requadres amb les refinades històries que adornen el primer ordre d'estàtues de la tribuna. La volta de l'absis fou pintada al fresc pel pintor Mariano Rossi, i representa Robert Guiscard i el gran comte Roger d'Hauteville, amb les insígnies de la Legació Apostòlica, en l'acte d'oferir al bisbe Nicodemo la poltrona episcopal de l'antiga catedral que, transformada en mesquita pels musulmans, fou restituïda al culte cristià.

## El tresor

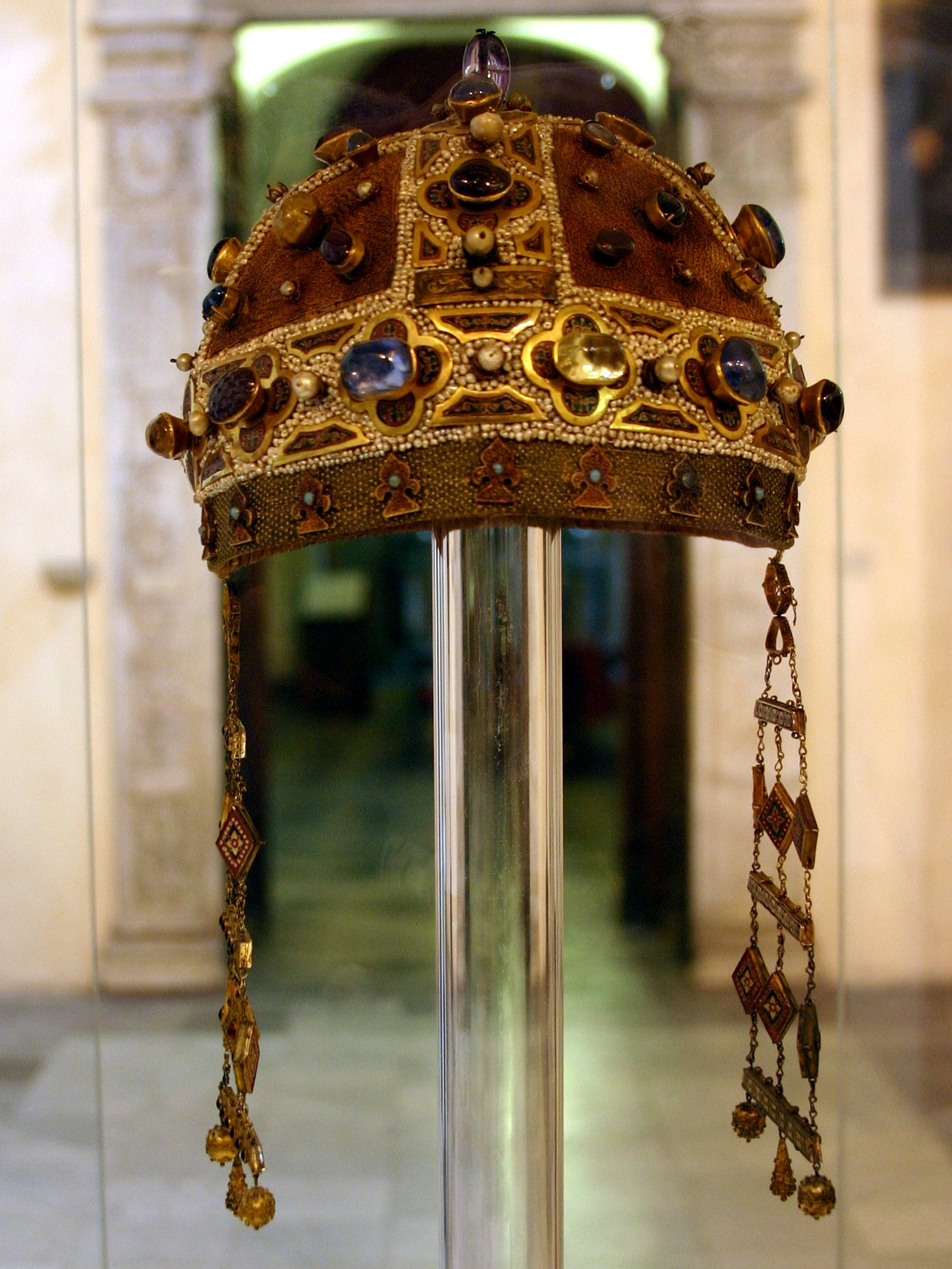
Corona de la reina Constança d'Aragó.

D'una porta que s'obre al costat de la capella de santa Rosalia s'accedeix, mitjançant un passadís estret, a un vestíbul des del qual s'arriba al lloc on resta custodiat el tresor de la seu. La joia més preuada del tresor és, sens dubte, la corona de la reina Constança d'Aragó. Es tracta d'un casquet hemisfèric, l'estructura del qual està formada per un cercle de teixit cobert de perles, muntat per dues bandes en semicercle, que es creuen entre si i que també estan entapissades de perles, que s'alternen amb plaques d'or de quatre lòbuls amb esmalts decoratius i encasts per a grans gemmes i perles més grans. Les quatre puntes emmarcades per l'encreuament de les bandes són d'or ros, i la superfície està coberta completament per una filigrana que hi dona l'aspecte d'un preciós brocat, on hi ha encasts per a gemmes i perles. Del perímetre inferior del casquet, cauen dos complexos i rics penjolls. Cadascun d'aquests està format per tres filets separats per tres cadenetes dividides per elements romboïdals. De la vareta més baixa, pengen petites esferes i elements amb forma de pera i adorn granulat. La tipologia d'aquesta corona és semblant al casquet dels emperadors romans de Constantinoble en l'edat mitjana.
A part d'aquesta apreciada corona, hi ha més objectes custodiats en el tresor; un frontal entreteixit de coralls amb una imatge de la Verge, de cos sencer, en el centre (donat per l'arquebisbe Carandolet); un cofre d'ivori del segle xiii; un breviari amb miniatures del segle xiv; alguns paraments litúrgics de distintes èpoques. A la part de fora, hi ha algunes rajoles de majòlica amb les representacions dels símbols d'antigues confraries. Al vestíbul, hi ha una estàtua de santa Rosalia, de B. Travaglia, 1638.

## La sagristia i els locals annexos
Continuant pel cantó contrari al del tresor, s'hi troba la sagristia dels canonges. És un espai de planta rectangular, caracteritzat per dos bells portals de Vincenzo Gagini i per dues portes de fusta; la porta llaurada és obra de V. Vernacci. Els portals són del segle xvi, de marbre, de gust decididament renaixentista i arquitectònicament semblants, excepte en la decoració. Elegants columnes que sobresurten de la paret decoren els atlants coronats per timpans d'arcs rebaixats. Continuant al llarg de l'eix longitudinal, s'entra en l'autèntica i veritable sagristia. Es tracta també d'un espai rectangular que, al fons, té un altar adornat amb una estàtua de la Madonna della Scala (1503), que fou la primera obra d'Antonello Gagini per a la catedral. Fent la volta i retornant, i passant altra vegada per la sagristia dels canonges, es fa un gir a la dreta per entrar en un espai que correspon a l'absis sud-est de l'antiga seu medieval. El portal que hi condueix és una admirable obra del segle xv, encara que amb fortes influències del segle anterior. Es caracteritza per un arc agut emmarcat per tres marcs realçats (dos d'entorxats i un de llis), que surten d'altres tantes petites columnes salomòniques (tres per banda), que es recolzen sobre una alta base. Tot profusament decorat amb una minuciosa elaboració que n'enriqueix l'efecte general. Mercès als treballs realitzats a final del segle xx per la Soprintendenza ai Beni Culturali e Ambientali de Palerm, que va fer eliminar nombrosos afegits i retocs d'aquest absis del xii, ara se'n pot admirar tota la altura. L'alta paret còncava i la volta de mitja taronja deixa veure el mur realitzat amb petits carreus regulars disposats en fileres paral·leles. Igual que el mur que dona al sud, els murs nord i oest estan construïts amb grans carreus quadrats tallats barroerament (després eren coberts per una espessa capa de guix), i són de finals del segle xviii. En el caire sud-est, hi ha una petita habitació de pas, coberta de mucames (nínxols molt junts), típics de l'arquitectura magribina inspirada en l'Egipte fatimita, i heretades per l'arquitectura siciliana del segle xii. El passadís condueix a l'escala de la torre esgraonada externa del sud-est. Aquesta escala porta el visitant a l'altura de l'anomenat claristori (de l'anglès Clerestory), típic passadís amb galeria de columnes i arcs que, en l'edat mitjana, envoltava, per dalt, bona part del santuari de l'Església. Aquest element és característic de les catedrals medievals anglonormandes i també s'hi troben, parcialment, al creuer del duomo de Cefalù. En aquest cas, dona a les parts de l'església de què s'està tractant, encara que també resta present en altres bandes que foren tapades per la volta del segle xviii. Se surt d'aquí i es travessa tot l'espai que dona al gran absis del presbiteri. Per una porta, s'entra en una habitació de servei, reclosa a dins de l'altre absis que envolta, al nord, el presbiteri. D'aquí, baixant una escala, s'arriba a la famosa cripta.

## La cripta

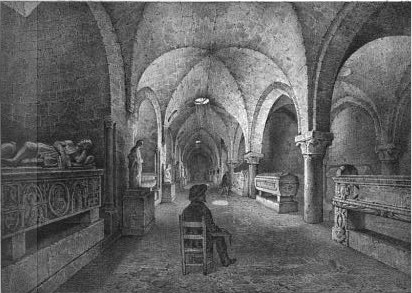
Gravat antic de la cripta.

La cripta és a un nivell més baix respecte a l'església. És probable, segons els historiadors, que el perímetre en segueixi parcialment el de l'església catedral que precedí a la reconstrucció del bisbe Gualtiero al segle xii. Encara que la construcció s'allarga molt fora del perímetre dels tres absis i es pot veure, bé a la plaça dels Set Àngels, bé a la de la via dell'Incoronazione que l'envolten, com també per la banda meridional. La cripta, per tant, no és un semisoterrani. Té una planta de quadrilàter rectangular que, en el mur intern occidental, presenta la prossecució, per sota, de l'absis central del duomo. Al mur oriental, tanmateix, hi ha set petits absis excavats, dels quals el central és el més profund. L'interior està dividit en naus amb direcció nord-sud, delimitades per 14 baixes columnes, amb capitells medievals, que sostenen petites voltes amb esquif de blocs de pedra, sobre les quals hi ha una terrassa plana a cel obert. L'espai és molt suggestiu, com en totes les criptes de les seus medievals, i està dedicat al sagrari dels bisbes de Palerm de l'edat mitjana. De fet, conté 23 sarcòfags. En gran part, són sarcòfags romans o paleocristians reutilitzats. Els altres són medievals o dels segles xv i xvi. A la paret meridional, hi ha un altar amb la làpida de la tomba de sant Cosme (arquebisbe d'Àfrica del Nord (†1160). A la cripta, reposen les restes mortals del bisbe Gualtiero, promotor de la reconstrucció de la catedral del segle xii. Fou al segle xviii quan alguns sarcòfags foren traslladats de l'antic cementiri dels Bisbes (a la zona del creuer medieval) a la cripta; d'altres hi foren col·locats el 1844. Els bisbes inhumats són: l'arquebisbe Cesare Marullo (†1588), en un sarcòfag romà amb escenes de caça; l'arquebisbe Francesco d'Antioquia (†1311) i l'arquebisbe Paolo Visconti (†1473), en un únic sarcòfag romà; l'arquebisbe Ottaviano Preconio (†1568) en un fèretre del segle xvi; l'arquebisbe Frederic d'Antioquia (†1305), en un sarcòfag medieval amb figures de Crist que beneeix i de l'Anunciació, i la tapa del segle xvi; l'arquebisbe Giovanni Paternò (†1511), en un bonic sarcòfag romà amb figures de soldats i genis alats i, a la tapa, la figura jacent del bisbe és d'Antonello Gagini; l'arquebisbe Pietro Travaglia (†1558), en un sarcòfag romà d'Orient amb figures d'apòstols, creus i el monograma de Jesucrist; l'arquebisbe Simone Bologna (†1465), en un fèretre del segle xv; l'arquebisbe Gualtiero II (†1190), en un sarcòfag de marbre amb decoració de mosaic. A més, hi ha un magnífic sarcòfag romà d'apreciada factura, que representa una parella, marit i muller (evidentment, una família d'alt rang), amb un seguici de muses.
Són moltes les hipòtesis que s'han fet sobre l'origen d'aquesta cripta. La més racional és va ser construïda al costat de la catedral de Gualtiero. Pel que fa a la notable eixida de l'edifici vers l'exterior, respecte als absis, es pot suposar que l'estructura (s'ha de pensar en els nombrosos pilars) era destinada a servir de base a una galeria del pis superior. Aquesta última devia envoltar l'exterior dels tres absis repetint el perfil perimètric i potser, també, l'altura. Aquesta galeria, en les grans catedrals del nord d'Europa, es destinava, sovint, a albergar els sarcòfags dels bisbes i dels sobirans de l'indret.

## Les tombes i els sarcòfags de la cripta

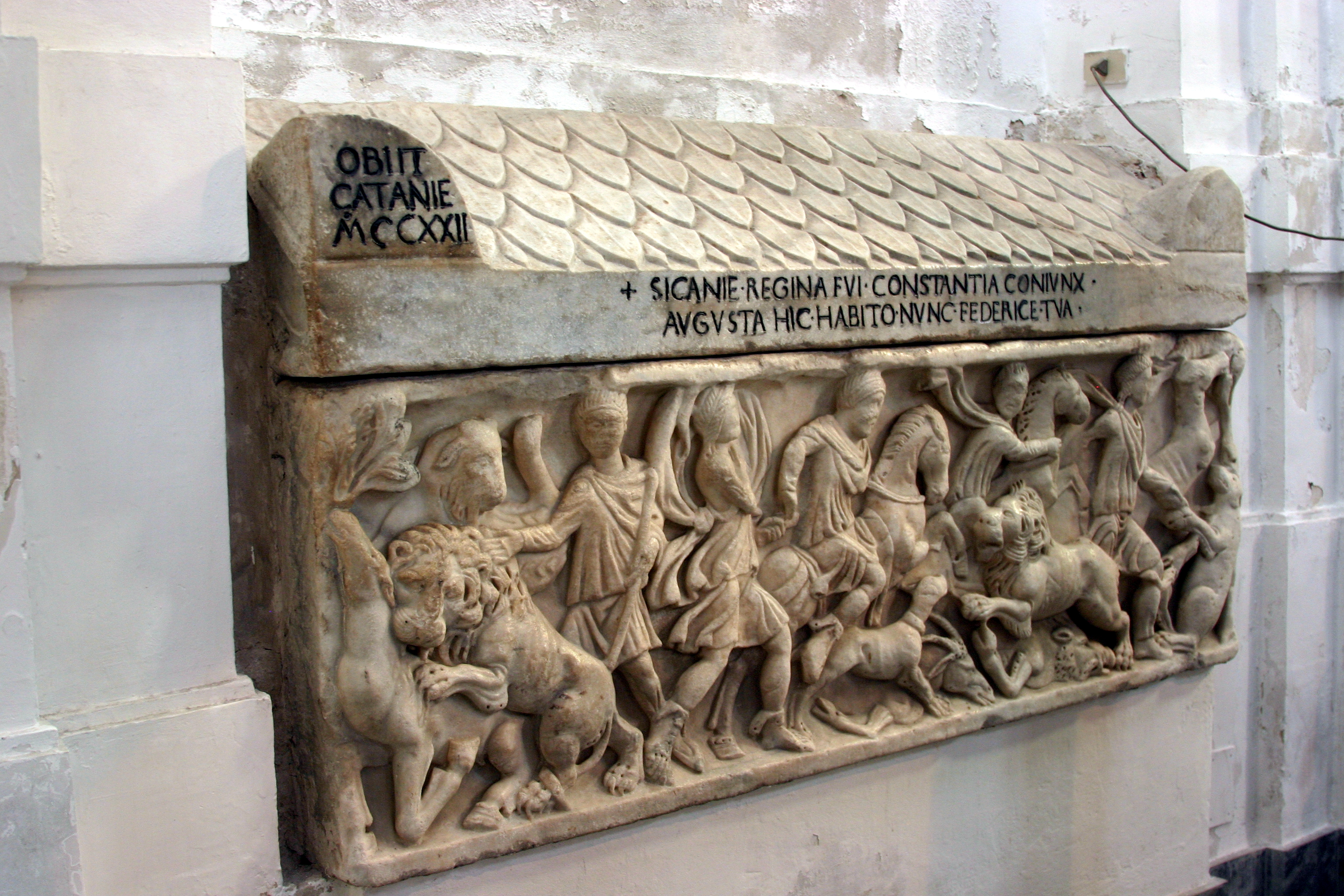
Tomba de Constança d'Aragó.
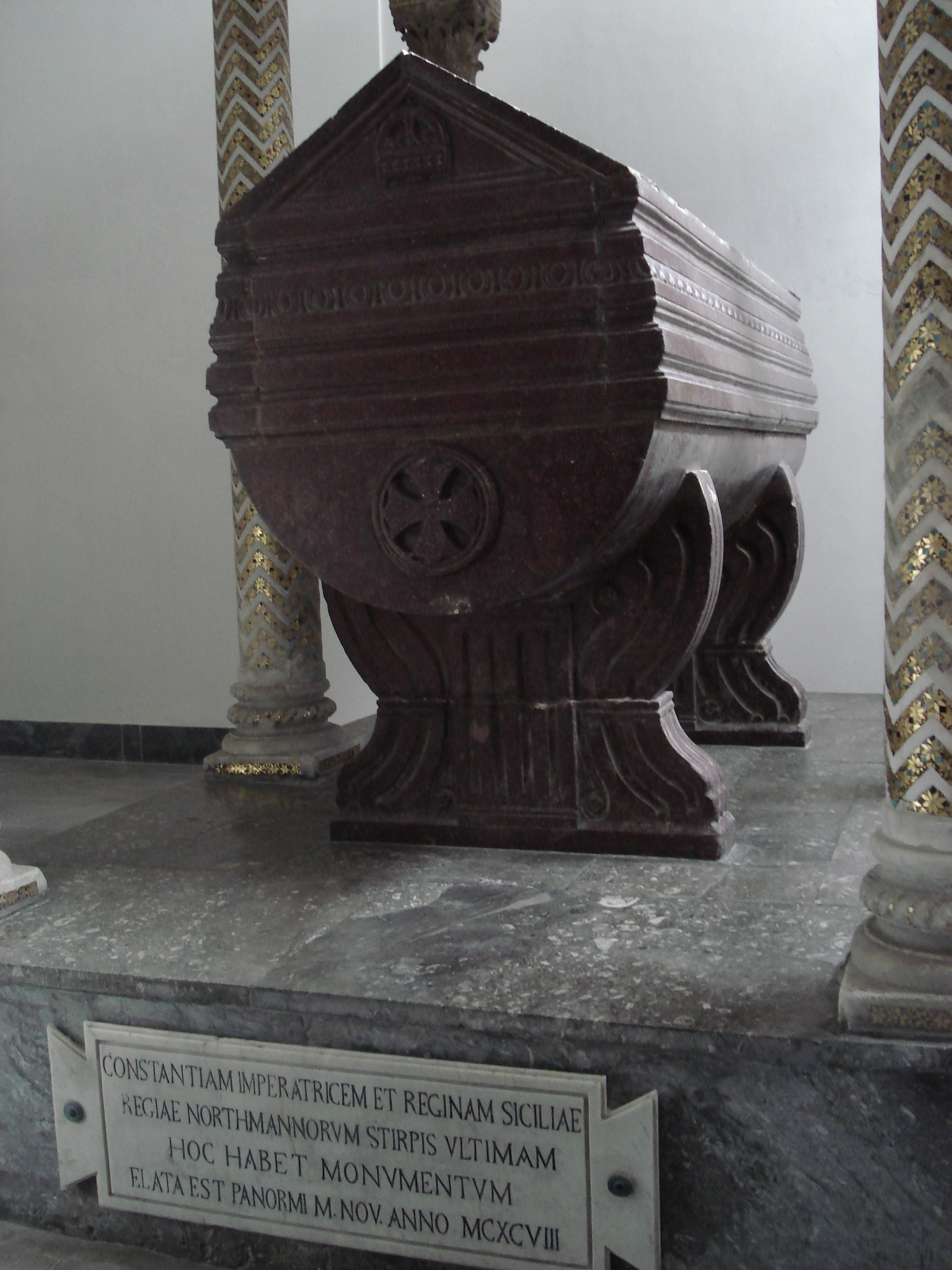
Tomba de Constança d'Hauteville.
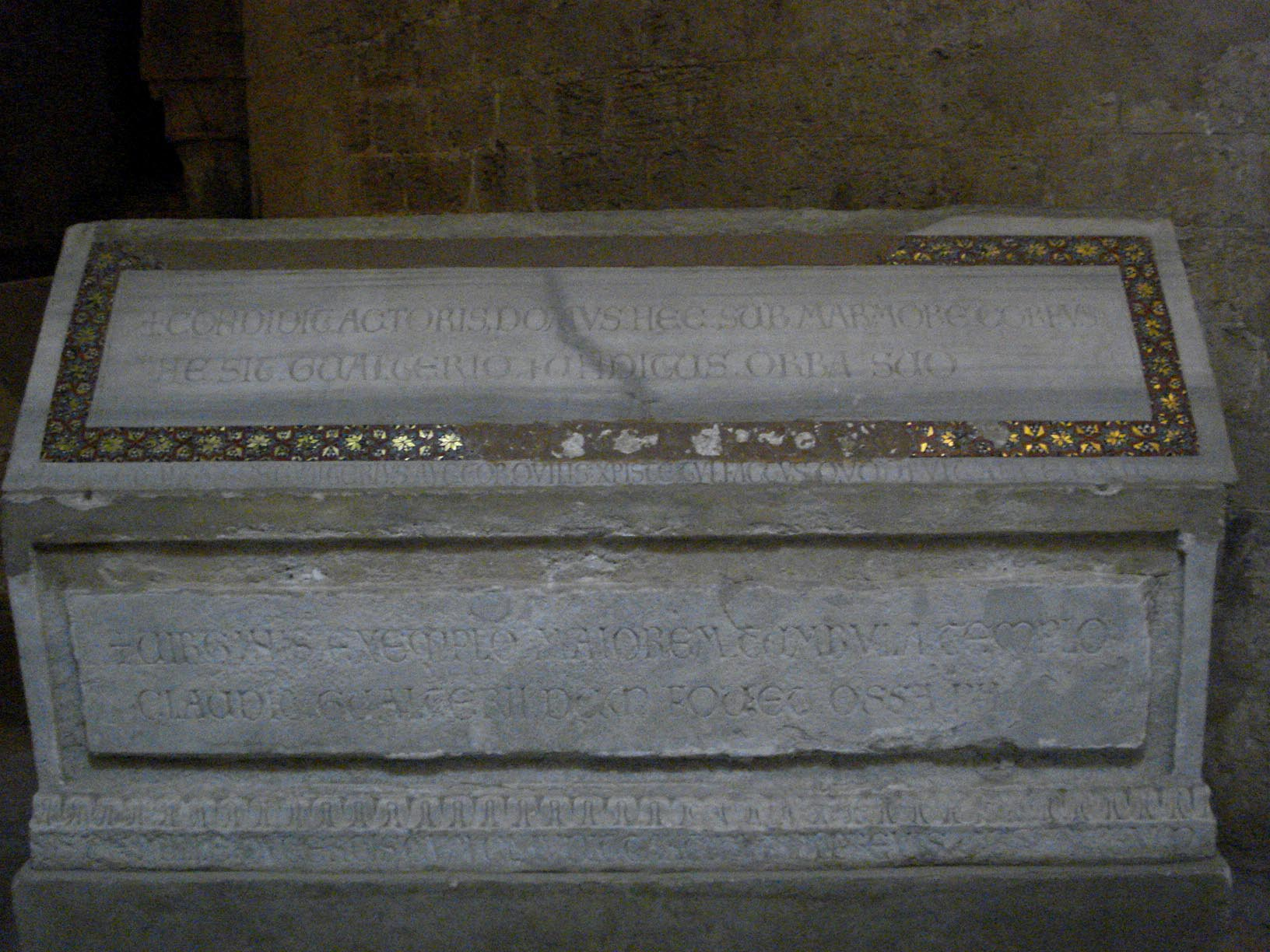
Tomba de Gualteri.
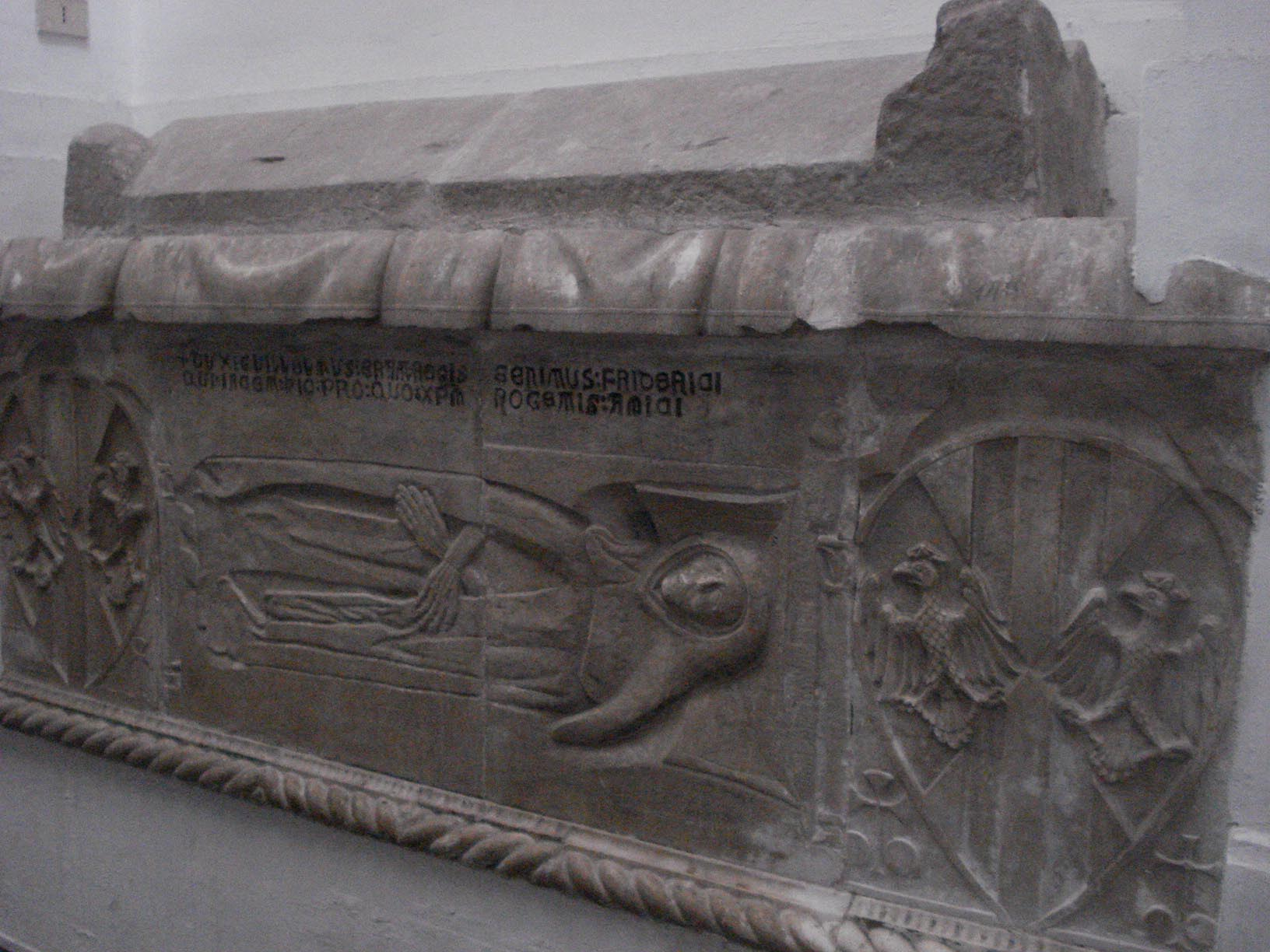
Tomba de Guillem, duc d'Atenes.
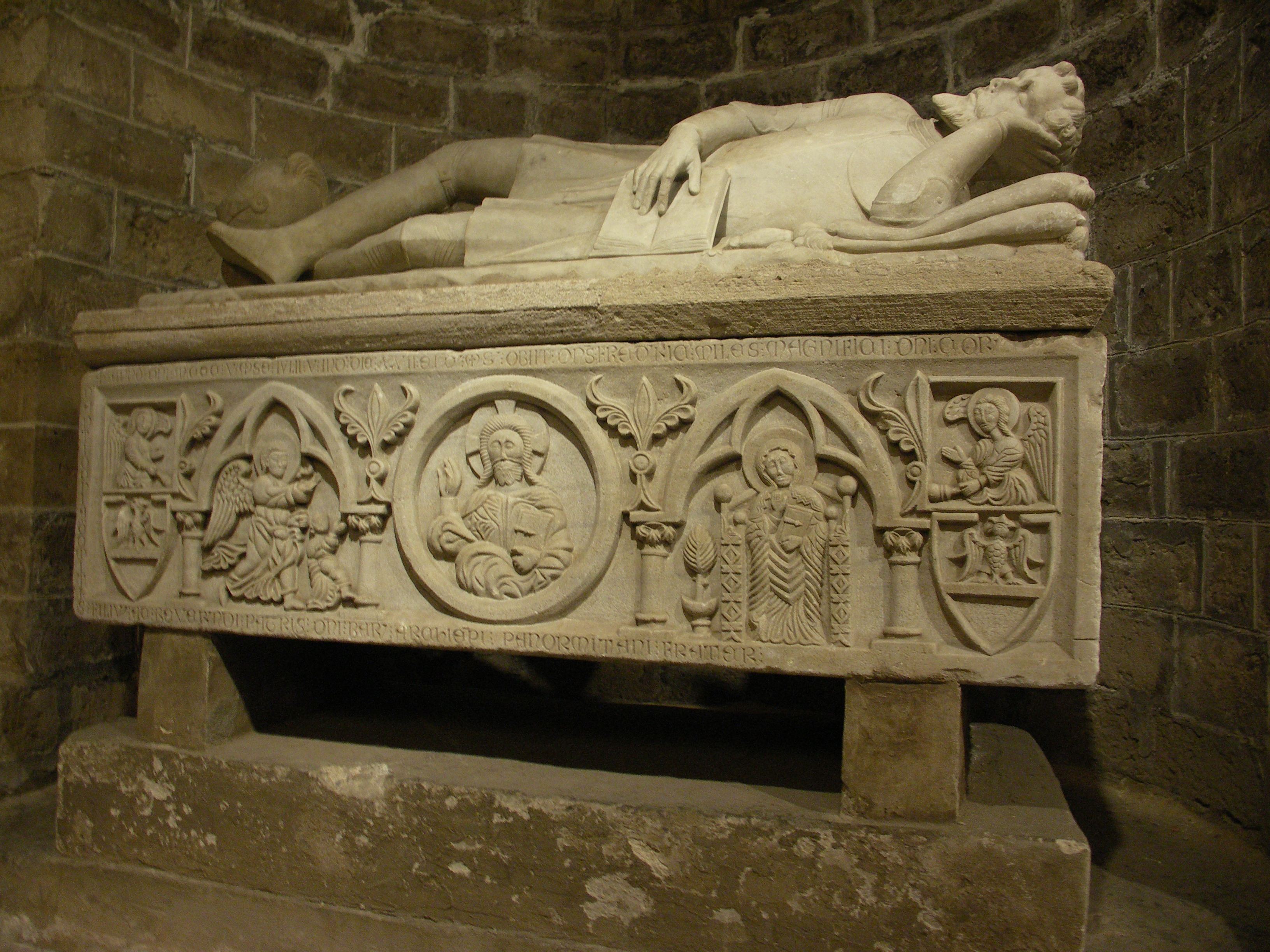
Sarcòfag amb monument fúnebre de l'arquebisbe Frederic d'Antioquia (†1305).